# Magyar filmek listája (1945–1989)
Ez a lista az 1945 és 1989 között, az államosított filmgyártás időszakában, a Magyar Filmgyártó Vállalat (MAFILM) égisze alatt készült mozifilmeket tartalmazza. A kezdeti, politika által diktált alkotások után az 1960-as évektől kezdődő aranykorban sorra születtek az értékes produkciók, neves rendezők és színészek közreműködésével.
- Az 1990 után készült filmek a Magyar filmek listája (1990–1999) lapon találhatók.

## 1940-es évek

### 1945
| Cím             | Rendező        | Megjegyzés | Szereplők                                                                            | DVD |
| --------------- | -------------- | ---------- | ------------------------------------------------------------------------------------ | --- |
| Aranyóra        | Ráthonyi Ákos  | 89 p, ff.  | Gózon Gyula, Szörényi Éva, Várkonyi Zoltán, Bilicsi Tivadar                          | -   |
| Hazugság nélkül | Gertler Viktor | 90 p, ff.  | Latabár Kálmán, Somlay Artúr, Básti Lajos                                            | -   |
| A tanítónő      | Keleti Márton  | 85 p, ff.  | Szörényi Éva, Jávor Pál, Rózsahegyi Kálmán, Várkonyi Zoltán, Berky Lili, Gózon Gyula | -   |

### 1946
| Cím                    | Rendező       | Megjegyzés         | Szereplők | DVD |
| ---------------------- | ------------- | ------------------ | --------- | --- |
| Az elhagyott gyermekek | Kertész Pál   |                    |           | -   |
| Jobb lesz holnap       | Deésy Alfréd  |                    |           | -   |
| Kommunista Budapestért | Hamza D. Ákos | doku               |           | -   |
| Mesél a film           | Pánczél Lajos | 73 p, ff.          |           | -   |
| XIV. Renée             | Ráthonyi Ákos | ff. (befejezetlen) |           | -   |

### 1947
| Cím                     | Rendező                     | Megjegyzés    | Szereplők                                                                      | DVD             |
| ----------------------- | --------------------------- | ------------- | ------------------------------------------------------------------------------ | --------------- |
| Asszonysors             | Szemes Mihály               |               |                                                                                | -               |
| Betlehemi királyok      | Kertész Pál                 | 7 p. filmetüd | Karády Katalin                                                                 | -               |
| Doua lumi si o dragoste | Gertler Viktor              |               |                                                                                | -               |
| Ének a búzamezőkről     | Szőts István                | 81 p, ff.     | Görbe János, Szellay Alice, Bihari József, Simon Marcsa, Bánhidi László        | -               |
| Fél pár gyűrött kesztyű | Deésy Alfréd                |               |                                                                                | -               |
| A felszabadult Budapest | Kertész Pál                 | doku          |                                                                                | -               |
| Az ipar újra él!        | Fejér Tamás                 | doku          |                                                                                | -               |
| Könnyű múzsa            | Deésy Alfréd Kerényi Zoltán | 88 p, ff.     | Turay Ida, Szörényi Éva, Gózon Gyula, Latabár Kálmán, Sárdy János, Mezey Mária | -               |
| Mezei próféta           | Bán Frigyes                 | 85 p, ff.     | Benkő Gyula, Szőke Éva, Lehotay Árpád, Bihari József, Táray Ferenc             | -               |
| Valahol Európában       | Radványi Géza               | 100 p, ff.    | Somlay Artúr, Gábor Miklós, Bánki Zsuzsa, Bárdy György                         | Megjelent DVD-n |

### 1948
| Cím                                | Rendező        | Megjegyzés        | Szereplők                                                                            | DVD |
| ---------------------------------- | -------------- | ----------------- | ------------------------------------------------------------------------------------ | --- |
| Beszterce ostroma                  | Keleti Márton  | 89 p, ff.         | Ajtay Andor, Tolnay Klári, Turay Ida, Rajnai Gábor, Feleki Kamill, Básti Lajos       | -   |
| Dunavölgyi népek barátsága         | Máriássy Félix |                   |                                                                                      | -   |
| Forró mezők                        | Apáthi Imre    | 86 p, ff. dráma   | Karády Katalin, Benkő Gyula, Szabó Sándor, Darvas Iván, Szakáts Miklós, Szemere Vera | -   |
| Képek az épülő Zalából             | Herskó János   | doku.             |                                                                                      | -   |
| A mi kis tervünk                   | Máriássy Félix |                   |                                                                                      | -   |
| Munkaversennyel győz a 3 éves terv | Máriássy Félix | doku.             |                                                                                      | -   |
| Peti és az iskola                  | Szemes Mihály  |                   |                                                                                      | -   |
| Talpalatnyi föld                   | Bán Frigyes    | 97 p, ff.         | Szirtes Ádám, Egri István, Molnár Tibor, Soós Imre, Horváth Teri                     | -   |
| Tűz                                | Apáthi Imre    | 95 p, ff. játékf. | Tolnay Klári                                                                         | -   |

### 1949
| Cím                 | Rendező                      | Megjegyzés  | Szereplők                                                                                          | DVD             |
| ------------------- | ---------------------------- | ----------- | -------------------------------------------------------------------------------------------------- | --------------- |
| Brigád              | Herskó János                 |             | | -               |
| Díszmagyar          | Gertler Viktor               | 85 p, ff.   | Benkő Gyula, Bánki Zsuzsa, Darvas Iván, Kovács Mária, Solthy György, Lázár Mária                   | -               |
| Egy asszony elindul | Jeney Imre                   | 85 p, ff.   | Tolnay Klári, Ladányi Ferenc, Darvas Iván, Uray Tivadar, Gobbi Hilda, Bánki Zsuzsa, Horváth Ferenc | -               |
| Janika              | Keleti Márton                | 80 p, ff.   | Turay Ida, Szabó Sándor, Mezey Mária, Latabár Kálmán                                               | -               |
| Lúdas Matyi         | Nádasdy Kálmán Ranódy László | 107 p, szí. | Soós Imre, Solthy György, Horváth Teri, Pártos Erzsi, Bozóky István, Somlay Artúr                  | Megjelent DVD-n |
| Mágnás Miska        | Keleti Márton                | 95 p, ff.   | Gábor Miklós, Mészáros Ági, Németh Marika, Sárdy János, Latabár Kálmán, Latabár Árpád, ifj.        | Megjelent DVD-n |
| A nép jelöltjei     | Herskó János                 | doku.       | | -               |
| Szabóné             | Máriássy Félix               |             | Sallai Kornélia, Pécsi Sándor, Ruttkai Éva, Szirtes Ádám, Somogyi Erzsi, Mádi Szabó Gábor          | -               |
| Úttörők             | Makk Károly                  |             | | -               |

## 1950-es évek

### 1950
| Cím                          | Rendező        | Megjegyzés  | Szereplők                                                                               | DVD |
| ---------------------------- | -------------- | ----------- | --------------------------------------------------------------------------------------- | --- |
| A béke ifjú harcosai         | Fehér Imre     | doku.       |                                                                                         | -   |
| Dalolva szép az élet         | Keleti Márton  | 70 p, ff.   | Soós Imre, Ladányi Ferenc, Ferrari Violetta, Latabár Kálmán, Balázs Samu, Pongrácz Imre | -   |
| Felszabadult föld            | Bán Frigyes    | ff. játékf. | Balázs Samu, Bihari József                                                              | -   |
| Kezünkbe vettük a béke ügyét | Jancsó Miklós  | doku.       |                                                                                         | -   |
| Kis Katalin házassága        | Máriássy Félix | 98 p, ff.   | Mészáros Ági, Szirtes Ádám, Pécsi Sándor, Ajtay Andor, Ruttkai Éva, Gobbi Hilda         | -   |
| Új utakon az építőipar       | Szemes Mihály  | doku.       |                                                                                         | -   |
| Úri muri                     | Bán Frigyes    | 95 p, ff.   | Deák Sándor, Mészáros Ági, Tompa Sándor, Rajnai Gábor, Szörényi Éva                     | -   |

### 1951
| Cím                                         | Rendező                            | Megjegyzés           | Szereplők | DVD             |
| ------------------------------------------- | ---------------------------------- | -------------------- | --- | --------------- |
| Becsület és dicsőség                        | Gertler Viktor                     | 110 p, ff.           | Görbe János, Sulyok Mária, Szatmári István, Gobbi Hilda, Szemes Mari, Molnár Tibor, Károlyi Béla, Palotai István | -               |
| Civil a pályán                              | Keleti Márton                      | 102 p, szí.          | Soós Imre, Görbe János, Latabár Kálmán, Ferrari Violetta, Szusza Ferenc, Gózon Gyula, Károlyi Béla               | -               |
| Déryné                                      | Kalmár László                      | 111 p, ff.           | Tolnay Klári, Rajnai Gábor, Bilicsi Tivadar, Szabó Sándor, Bánáti Sándor, Horváth Tivadar                        | -               |
| Gyarmat a föld alatt                        | Magyar Filmgyártó Nemzeti Vállalat | 93 p, ff.            | Bihari József, Orsolya Erzsi, Ladányi Ferenc, Suka Sándor, Palotai István, Rajczy Lajos,                         | -               |
| A kiskakas gyémánt félkrajcárja             | Macskássy Gyula Fekete Edit        | 16 p, rövidf., anim. | | -               |
| Különös házasság                            | Keleti Márton                      | 112 p, szí.          | Benkő Gyula, Gábor Miklós, Temessy Hédi, Somlay Artúr                                                            | Megjelent DVD-n |
| Nyugati övezet                              | Várkonyi Zoltán                    | 108 p, ff.           | Somlay Artúr, Szirtes Ádám, Pécsi Sándor, Spányik Éva, Sulyok Mária, Gobbi Hilda                                 | -               |
| A selejt bosszúja                           | Keleti Márton                      | 19 p, ff.            | Latabár Kálmán, Ruttkai Éva, Fónay Márta, id. Latabár Árpád                                                      | -               |
| A szovjet mezőgazdasági küldöttek tanításai | Jancsó Miklós                      | doku.                | | -               |
| Teljes gőzzel                               | Máriássy Félix                     | 87 p, ff.            | Károlyi Béla, Palotai István, Bartha János, Sinkovits Imre, Bessenyei Ferenc, Szakáts Miklós, Selényi Etelka     | -               |
| Tűzkeresztség                               | Bán Frigyes                        | 99 p, ff.            | Deák Sándor, Kelemen Éva, Kiss Manyi, Bihari József, Pap Erzsi, Gózon Gyula                                      | -               |
| Új győzelmek felé                           | Kis József                         | doku.                | | -               |
| Ütközet békében                             | Gertler Viktor                     | 90 p, ff.            | Szirtes Ádám, Bánhidi László, Peéry Piri, Gyurkovics Zsuzsa, Szentirmay Éva, Hacser Józsa, Palotai István        | -               |
| Vadvízország                                | Homoki Nagy István                 | természetf.          | | -               |
| Vihar                                       | Fábri Zoltán                       | 115 p, ff. dráma     | Bessenyei Ferenc, Molnár Tibor, Bihari József, Kiss Manyi, Olthy Magda, Komlós Juci, Károlyi Béla, Bartha János  | -               |

### 1952
| Cím                  | Rendező         | Megjegyzés            | Szereplők                                                                                  | DVD             |
| -------------------- | --------------- | --------------------- | ------------------------------------------------------------------------------------------ | --------------- |
| A 8. szabad május 1. | Jancsó Miklós   | doku.                 |                                                                                            | -               |
| Állami áruház        | Gertler Viktor  | 96 p, ff.             | Gábor Miklós, Petress Zsuzsa, Latabár Kálmán, Horváth Tivadar, Turay Ida, Gózon Gyula      | Megjelent DVD-n |
| Bánk bán             | Révész György   |                       |                                                                                            | -               |
| Első fecskék         | Bán Frigyes     | 93 p, ff.             | Kállai Ferenc, Kováts Móra, Makláry Zoltán, Feleki Kamill, Ladomerszky Margit              | -               |
| Erkel                | Keleti Márton   | 114 p, ff.            | Pécsi Sándor, Szörényi Éva, Bihari József                                                  | -               |
| Erdei sportverseny   | Macskássy Gyula | 12 p, rövidf., rajzf. |                                                                                            | -               |
| A képzett beteg      | Makk Károly     | 23 p, rövidf., ff.    | Latabár Kálmán, Tompa Sándor, Pongrácz Imre, Latabár Árpád id., Kabos László, Szemere Vera | -               |
| Semmelweis           | Bán Frigyes     | 115 p, ff.            | Ápáthy Imre, Komlós Juci, Uray Tivadar                                                     | -               |

### 1953
| Cím                         | Rendező                     | Megjegyzés            | Szereplők | DVD             |
| --------------------------- | --------------------------- | --------------------- | --- | --------------- |
| A biztonságos közlekedésért | Zákonyi Sándor              | rövidf.               | Károlyi Béla, Bartha János, Gálcsiki János, Horkai János, Selényi Etelka                                                | -               |
| Arat az orosházi Dózsa      | Jancsó Miklós               | doku.                 | | -               |
| Csapj az asztalra!          | Szemes Mihály               | rövidf.               | Károlyi Béla | -               |
| Föltámadott a tenger        | Szemes Mihály               | 145 p, szí. dráma     | Görbe János, Makláry Zoltán, Zenthe Ferenc, Várkonyi Zoltán, Ferrari Violetta, Váradi Hédi, Bartha János                | -               |
| Gyöngyvirágtól lombhullásig | Homoki Nagy István          | szí. természetf.      | | -               |
| A harag napja               | Várkonyi Zoltán             | 106 p, ff.            | Bessenyei Ferenc, Somogyi Erzsi, Komlós Juci, Barsi Béla, Soós Imre, Molnár Tibor, Benkő Gyula, Tőkés Anna, Gózon Gyula | -               |
| Ifjú szívvel                | Keleti Márton               | 111 p, szí.           | Soós Imre, Latabár Kálmán, Gózon Gyula, Pécsi Sándor, Bessenyei Ferenc, Benkő Gyula                                     | -               |
| Kicsik-nagyok öröme         | Mönich László               | 11 p. ff.             | Körmendi János, Fónay Márta, Kelemen Éva, Kibédi Ervin, Simon Marcsa                                                    | -               |
| Kiskrajcár                  | Keleti Márton               | 107 p, szí.           | Bessenyei Ferenc, Mészáros Ági, Pápai Erzsi, Soós Imre, Szirtes Ádám, Tompa Sándor, Bartha János                        | -               |
| Közös úton                  | Jancsó Miklós               | rövidf.               | | -               |
| Kutyakötelesség             | Macskássy Gyula Fekete Edit | 11 p, rövidf., rajzf. | | -               |
| Mint a szemünk fényére      | Rényi Tamás                 | rövidf.               | | -               |
| Péntek 13                   | Keleti Márton               | 70 p.                 | Latabár Kálmán Kiss Manyi Gobbi Hilda, Fónay Márta, Peéry Piri, Pongrácz Imre                                           | -               |
| Rákóczi hadnagya            | Bán Frigyes                 | 114 p, szí.           | Vass Éva, Gyárfás Endre, Zenthe Ferenc, Pethes Ferenc, Raksányi Gellért, Károlyi Béla                                   | Megjelent DVD-n |
| Színes szőttes              | Máriássy Félix              |                       | | -               |
| A város alatt               | Herskó János                | 110 p, szí.           | Palotai István, Szirtes Ádám, Horváth Teri, Kállai Ferenc, Sinkovits Imre, Pongrácz Imre                                | -               |
| Vidám verseny               | Banovich Tamás              | táncf.                | | -               |

### 1954
| Cím                       | Rendező            | Megjegyzés       | Szereplők                                                                                                | DVD |
| ------------------------- | ------------------ | ---------------- | --- | --- |
| Ami megérthetetlen        | Gertler Viktor     | röv. játékf.     | | -   |
| A bűvös szék              | Gertler Viktor     | röv. játékf.     | | -   |
| Egy kiállítás képei       | Jancsó Miklós      | rövidf., doku    | | -   |
| Életjel                   | Fábri Zoltán       | 103 p, ff.       | Barsi Béla, Solti Bertalan, Bánhidi László, Rajczy Lajos, Görbe János, Berek Katalin, Károlyi Béla       | -   |
| Éltető Tisza-víz          | Jancsó Miklós      | rövidf., doku    | | -   |
| Emberek! Ne engedjétek!   | Jancsó Miklós      | rövidf.          | | -   |
| Én és a nagyapám          | Gertler Viktor     | 110 p, szí.      | Gózon Gyula, Koletár Kálmán, Ruttkai Éva, Balázs Samu, Pethes Sándor, Bikády György                      | -   |
| …és újra mosolyognak      | Mészáros Márta     |                  | | -   |
| Fel a fejjel              | Keleti Márton      | 107 p, szí.      | Latabár Kálmán, Ferrari Violetta, Pongrácz Imre, Benkő Gyula, Gózon Gyula, Balázs Samu                   | -   |
| Galga mentén              | Jancsó Miklós      | rövidf., doku.   | | -   |
| Helytálltak               | Rényi Tamás        | doku.            | | -   |
| Hintónjáró szerelem       | Ranódy László      | 81 p.            | Szirtes Ádám, Medgyesi Mária, Makláry Zoltán, Fónay Márta, Bihari József                                 | -   |
| Kék vércsék erdejében     | Homoki Nagy István | természetf.      | | -   |
| 2×2 néha 5                | Révész György      | 89 p, szí. vígj. | Zenthe Ferenc, Ferrari Violetta, Makláry Zoltán, Kállai Ferenc, Kiss Manyi, Solti Bertalan, Károlyi Béla | -   |
| Ősz Badacsonyban          | Jancsó Miklós      | rövidf., doku.   | | -   |
| Pixi és Mixi a cirkuszban | Keleti Márton      |                  | | -   |
| Rokonok                   | Máriássy Félix     | 102 p, ff.       | Ungváry László, Tolnay Klári, Rajnay Gábor, Pécsi Sándor, Gobbi Hilda, Gózon Gyula                       | -   |
| Simon Menyhért születése  | Makk Károly        | 100 p, ff.       | Szirtes Ádám, Mészáros Ági, Pécsi Sándor, Barsi Béla, Solti Bertalan, Gózon Gyula                        | -   |
| Ugyanaz férfiban          | Palásthy György    |                  | | -   |

### 1955
| Cím                                    | Rendező          | Megjegyzés            | Szereplők | DVD             |
| -------------------------------------- | ---------------- | --------------------- | --- | --------------- |
| A 9-es kórterem                        | Makk Károly      | 106 p, ff.            | Molnár Tibor, Makláry Zoltán, Darvas Iván, Gábor Miklós, Krencsey Marianne, Ajtay Andor, Sívó Mária                            | -               |
| Albertfalvai történetek                | Mészáros Márta   | doku.                 | | -               |
| Angyalföldi fiatalok                   | Jancsó Miklós    | doku.                 | | -               |
| Böske                                  | Markos Miklós    |                       | | -               |
| Budapesti tavasz                       | Máriássy Félix   | 99 p, ff.             | Gábor Miklós, Molnár Tibor, Rajnay Gábor, Mezey Mária, Gordon Zsuzsa, Rajczy Lajos, Károlyi Béla, Bartha János                 | -               |
| Dandin György, avagy a megcsúfolt férj | Várkonyi Zoltán  | 88 p, szí.            | Pécsi Sándor, Mészáros Ági, Kállai Ferenc, Uray Tivadar, Sulyok Mária, Kibédi Ervin                                            | -               |
| Díszelőadás                            | Keleti Márton    | 74 p, ff. koncertf.   | Sennyei Vera, Honthy Hanna, Simándi József, Fülöp Viktor, Lakatos Gabriella                                                    | -               |
| Egy délután Koppánymonostorban         | Jancsó Miklós    | doku.                 | | -               |
| Egy pikoló világos                     | Máriássy Félix   | 90 p, ff.             | Ruttkai Éva, Bitskei Tibor, Bulla Elma, Görbe János, Sulyok Mária, Koletár Kálmán, Károlyi Béla                                | -               |
| Az élet hídja                          | Keleti Márton    | 88 p, ff.             | Károlyi Béla, Bartha János, Görbe János, Komlós Juci, Mészáros Ági, Makláry Zoltán, Kállai Ferenc, Szakáts Miklós, Fónay Márta | -               |
| Emlékezz, ifjúság!                     | Jancsó Miklós    | doku.                 | | -               |
| Gázolás                                | Gertler Viktor   | 112 p, ff.            | Darvas Iván, Ferrari Violetta, Apáthi Imre, Sütő Irén, Somogyvári Rudolf, Timár József, Bartha János                           | -               |
| Hajnal előtt                           | Zsuffa József    | 15 p. rövidf.         | Temessy Hédi, Szigeti Géza, Pándi Lajos, Lengyel Erzsi, Munk Ilona                                                             | -               |
| Kállai kettős                          | Keleti Márton    |                       | | -               |
| Két bors ökröcske                      | Macskássy Gyula  | 27 p, rajzf.          | Weiser György, Dávid Mihály, Bihari József                                                                                     | -               |
| Kati és a vadmacska                    | Kollányi Ágoston | 65 p, természetf.     | Agárdy Gábor | -               |
| Körhinta                               | Fábri Zoltán     | 90 p, ff.             | Törőcsik Mari, Soós Imre, Szirtes Ádám, Barsi Béla, Kiss Manyi, Suka Sándor, Farkas Antal                                      | Megjelent DVD-n |
| Liliomfi                               | Makk Károly      | 126 p, szí.           | Darvas Iván, Krencsey Marianne, Dajka Margit, Pécsi Sándor, Balázs Samu                                                        | Megjelent DVD-n |
| Mindennapi történet                    | Mészáros Márta   |                       | | -               |
| Nem igaz                               | Fejér Tamás      | röv. játékf.          | | -               |
| Az okos lány                           | Macskássy Gyula  | 11 p, rövidf., rajzf. | | -               |
| A szánkó                               | Szemes Mihály    |                       | | -               |
| Túl a Kálvin téren                     | Mészáros Márta   | doku.                 | | -               |
| Varsói világifjúsági találkozó I–III,  | Jancsó Miklós    | doku.                 | | -               |

### 1956
| Cím                       | Rendező           | Megjegyzés       | Szereplők | DVD             |
| ------------------------- | ----------------- | ---------------- | --- | --------------- |
| A császár parancsára      | Bán Frigyes       | 96 p, szí.       | Bessenyei Ferenc, Ruttkai Éva, Deák Sándor, Kállai Ferenc, Makláry Zoltán, Bartha János                          | -               |
| A csodacsatár             | Keleti Márton     | 88 p, ff.        | Ungvári László, Feleki Kamill, Kiss Manyi, Pongrácz Imre, Mányai Lajos, Sinkovits Imre, Bartha János             | -               |
| Dollárpapa                | Gertler Viktor    | 102 p, ff.       | Darvas Iván, Rajz János, Somogyi Erzsi, Uray Tivadar, Tompa Sándor, Ráday Imre                                   | -               |
| Eger                      | Fejér Tamás       | ism.terj.        | | -               |
| Eltüsszentett birodalom   | Banovich Tamás    | 98 p, szí. vígj. | Soós Imre, Krencsey Marianne, Apáthi Imre, Basilides Zoltán, Bozóky István, Garas Dezső                          | -               |
| Gábor diák                | Kalmár László     | 89 p,            | Zenthe Ferenc, Krencsey Marianne, Gyurkovics Mária, Házy Erzsébet, Andaházy Margit, Kőmíves Sándor, Bartha János | -               |
| Hannibál tanár úr         | Fábri Zoltán      | 94 p, ff.        | Szabó Ernő, Kiss Manyi, Makláry Zoltán, Apor Noémi, Selmeczi Mihály, Somogyvári Rudolf                           | -               |
| Keserű igazság            | Várkonyi Zoltán   | 89 p, ff.        | Bessenyei Ferenc, Gábor Miklós, Ruttkai Éva, Szemere Vera, Németh Marika, Molnár Tibor, Károlyi Béla             | -               |
| Mese a 12 találatról      | Makk Károly       | 98 p, ff. vígj.  | Tolnay Klári, Somló István, Ruttkai Éva, Darvas Iván, Zenthe Ferenc, Békés Itala, Kardos Magda                   | Megjelent DVD-n |
| Móricz Zsigmond 1879–1942 | Jancsó Miklós     | doku.            | | -               |
| Országutak vándora        | Mészáros Márta    |                  | | -               |
| Pázmán lovag              | Gertler Viktor    | doku.            | | -               |
| Szájhős                   | Révész György     |                  | | -               |
| Szakadék                  | Ranódy László     | 114 p, ff.       | Bara Margit, Bessenyei Ferenc, Bihari József, Dajka Margit, Horváth Teri, Molnár Tibor                           | -               |
| Tanár úr kérem…           | Mamcserov Frigyes | 76 p, ff.        | Horesnyi László, Makláry Zoltán, Bihari József, Pethes Sándor, Uray Tivadar, Gobbi Hilda                         | -               |
| Több, mint játék          | Szemes Mihály     |                  | | -               |
| Ünnepi vacsora            | Révész György     | 86 p, ff. dráma  | Tolnay Klári, Básti Lajos, Kállai Ferenc, Ruttkai Éva, Szirtes Ádám, Makláry Zoltán                              | -               |
| Védjük meg üzemeinket     | Gaál István       |                  | | -               |
| Zsebek és emberek         | Bán Frigyes       | játékf.          | | -               |

### 1957
| Cím                      | Rendező            | Megjegyzés            | Szereplők                                                                                      | DVD |
| ------------------------ | ------------------ | --------------------- | ---------------------------------------------------------------------------------------------- | --- |
| Bakaruhában              | Fehér Imre         | 100 p, ff.            | Darvas Iván, Bara Margit, Pécsi Sándor, Lázár Mária, Korompai Vali, Csikós Rózsi               | -   |
| Bolond április           | Fábri Zoltán       | 95 p, ff.             | Mensáros László, Krencsey Marianne, Sulyok Mária                                               | -   |
| Csendes otthon           | Bán Frigyes        | 85 p, ff.             | Zenthe Ferenc, Galambos Erzsi, Ungváry László, Psota Irén, Egri István                         | -   |
| Csigalépcső              | Bán Frigyes        | 103 p, ff.            | Kállai Ferenc, Somogyvári Rudolf, Sütő Irén, Vass Éva, Petur Ilka, Károlyi Béla                | -   |
| Dél-Kína tájain          | Jancsó Miklós      | útifilm               |                                                                                                | -   |
| Egér és oroszlán         | Macskássy Gyula    | 11 p, rövidf., rajzf. | Balajthy Andor, Váradi Hédi                                                                    | -   |
| Égi madár                | Fehér Imre         | 103 p, ff. dráma      | Szabó Ildikó, Szirtes Ádám, Somogyi Erzsi, Bánhidi László, Kiss Manyi, Vass Éva                | -   |
| Egyiptomi útijegyzetek   | ismeretlen rendező | útifilm               |                                                                                                | -   |
| Éjfélkor                 | Révész György      | 102 p, ff.            | Ruttkai Éva, Gábor Miklós, Bánki Zsuzsa, Rozsos István, Baracsi Ferenc, Siegfried Brachfeld    | -   |
| Gerolsteini kaland       | Farkas Zoltán      | 102 p, ff.            | Darvas Iván, Házy Erzsébet, Kiss Manyi, Feleki Kamill, Tímár József, Lázár Mária, Kardos Magda | -   |
| Játék a szerelemmel      | Apáthi Imre        | 93 p, ff. jf.         | Károlyi Béla                                                                                   | -   |
| Két vallomás             | Keleti Márton      | 90 p, ff.             | Törőcsik Mari, Krencsey Marianne, Őze Lajos, Gyárfás Endre, Koletár Kálmán, Juhász József      | -   |
| Kína vendégei voltunk    | Jancsó Miklós      | útifilm               |                                                                                                | -   |
| Különös ismertetőjel     | Várkonyi Zoltán    | 116 p, ff. dráma      | Ajtay Andor, Bessenyei Ferenc, Somogyi Erzsi, Sinkovits Imre, Ruttkai Éva, Ferrari Violetta    | -   |
| Külvárosi legenda        | Máriássy Félix     | 90 p, ff.             | Kőműves Sándor, Keresztessy Mária, Tordy Géza, Sinkovits Imre, Törőcsik Mari                   | -   |
| Láz                      | Gertler Viktor     | 113 p, ff. játékf.    | Bessenyei Ferenc, Gordon Zsuzsa, Bárdy György, Bara Margit, Kardos Magda                       | -   |
| Melyiket a kilenc közül? | Szőts István       | 47 p. rj.             | Bihari József, Ajtay Andor, Olthy Magda                                                        | -   |
| A nagyrozsdási eset      | Kalmár László      | 106 p, ff.            | Páger Antal, Zenthe Ferenc, Tompa Sándor, Fónay Márta, Gáti József, Sulyok Mária               | -   |
| Nehéz kesztyűk           | Varasdy Dezső      | 98 p, ff.             | Papp László, Kun Magda, Rajz János, Orsolya Erzsi, Kovács Károly, Bárdy György                 | -   |
| Pályamunkások            | Gaál István        | 4 p. filmetűd         |                                                                                                | -   |
| Peking palotái           | Jancsó Miklós      | útifilm               |                                                                                                | -   |
| Színfoltok Kínából       | Jancsó Miklós      | útifilm               |                                                                                                | -   |
| Tengerész leszek         | ismeretlen rendező |                       |                                                                                                | -   |
| A tettes ismeretlen      | Ranódy László      | 102 p, ff.            | Ajtay Andor, Bara Margit, Bárdy György, Makláry Zoltán, Páger Antal, Tolnay Klári              | -   |
| Törődj munkatársaiddal!  | Fejér Tamás        | ism.terj.             |                                                                                                | -   |
| A város peremén          | Jancsó Miklós      |                       |                                                                                                | -   |

### 1958
| Cím                         | Rendező            | Megjegyzés            | Szereplők                                                                                               | DVD             |
| --------------------------- | ------------------ | --------------------- | --- | --------------- |
| Az agyag poétája            | Kollányi Ágoston   | doku                  | Kovács Margit                                                                                           | -               |
| Bogáncs                     | Fejér Tamás        | 88 p, ff. kalandf.    | Makláry Zoltán, Siménfalvy Ida, Vass Éva, Barsi Béla, Weiser Antal, Szabó Ernő                          | Megjelent DVD-n |
| Cimborák – Nádi szélben     | Homoki Nagy István | 76 p, szí.            | természetfilm                                                                                           | -               |
| Csempészek                  | Máriássy Félix     | 89 p, ff.             | Bara Margit, Agárdi Gábor, Horváth Teri, Solti Bertalan, Bánhidi László, Károlyi Béla                   | -               |
| Derkovits Gyula 1894–1934   | Jancsó Miklós      |                       | | -               |
| Don Juan legutolsó kalandja | Keleti Márton      | 92 p, ff.             | | -               |
| Édes Anna                   | Fábri Zoltán       | 89 p, ff.             | Törőcsik Mari, Kovács Károly, Mezey Mária, Fülöp Zsigmond, Greguss Zoltán, Báró Anna                    | Megjelent DVD-n |
| Életmentő véradók           | Révész György      |                       | | -               |
| Fekete szem éjszakája       | Keleti Márton      | 108 p, szí. (m.-fr.)  | Nicole Courcel, Buss Gyula, Jacques Dacqmine, Colette Deréal, Gobbi Hilda                               | -               |
| Felfelé a lejtőn            | Gertler Viktor     | 88 p, ff.             | Házy Erzsébet, Kálmán György, Kazal László, Ráday Imre, Ascher Oszkár, Benkő Gyula, Psota Irén          | -               |
| A harangok Rómába mentek    | Jancsó Miklós      | 93 p, ff.             | Gábor Miklós, Deák B. Ferenc, Mendelényi Vilmos, Pécsi Sándor, Magda Gabi, Ladányi Ferenc, Fonyó József | -               |
| Ház a sziklák alatt         | Makk Károly        | 101 p, ff.            | Görbe János, Psota Irén, Bara Margit, Bihari József, Orbán Viola, Deák Sándor                           | Megjelent DVD-n |
| Lángok                      | Rényi Tamás        |                       | | -               |
| Macska kaland               | Homoki Nagy István |                       | | -               |
| Micsoda éjszaka             | Révész György      | 81 p, ff. vígj.       | Latabár Kálmán, Horváth Tivadar, Ruttkai Éva, Tolnay Klári, Kazal László, Rozsos István                 | -               |
| Paprikajancsi               | Rényi Tamás        |                       | | -               |
| Razzia                      | Nádasdy Kálmán     | 101 p, ff.            | | -               |
| Sakknovella                 | Várkonyi Zoltán    | dráma                 | Pálos György, Náray Teri, Major Tamás, Kovács Károly, Korompay Vali, Bárdy György                       | -               |
| Sóbálvány                   | Várkonyi Zoltán    | 87 p, ff. dráma       | Páger Antal, Apáthi Imre, Bárdy György, Kállai Ferenc, Makay Margit, Psota Irén                         | -               |
| Szent Péter esernyője       | Bán Frigyes        | 94 p, szí.            | Pécsi Sándor, Törőcsik Mari, Karol Machata, Rajz János, Egri István                                     | Megjelent DVD-n |
| A telhetetlen méhecske      | Macskássy Gyula    | 15 p, rövidf., rajzf. | | -               |
| Vasvirág                    | Herskó János       | 101 p, ff.            | Avar István, Törőcsik Mari, Várkonyi Zoltán, Illés Tibor, Pethes Sándor, Szabó Ernő                     | -               |

### 1959
| Cím                       | Rendező            | Megjegyzés             | Szereplők                                                                                    | DVD |
| ------------------------- | ------------------ | ---------------------- | -------------------------------------------------------------------------------------------- | --- |
| Akiket a pacsirta elkísér | Ranódy László      | 97 p, ff.              | Pap Éva, Tordy Géza, Tolnay Klári, Bihari József, Somogyi Erzsi, Dajka Margit                | -   |
| Álmatlan évek             | Máriássy Félix     | 107 p, ff.             | Ruttkai Éva, Tordy Géza, Barsi Béla, Avar István, Fonyó József, Bodrogi Gyula                | -   |
| Cimborák – Hegyen-völgyön | Homoki Nagy István | 105 p, szí.            | természetfilm                                                                                | -   |
| Dúvad                     | Fábri Zoltán       | 96 p, ff. dráma        | Bessenyei Ferenc, Bitkey Tibor, Medgyesi Mária                                               | -   |
| Espresszóban              | Kardos Ferenc      | 6 p. ff.               | Végvári Tamás, Sinkó László, Falvay Klári, Kézdy György, Mendelényi Vilmos, Demjén Gyöngyvér | -   |
| Égrenyíló ablak           | Kis József         | 81 p, ff.              | Dajka Margit, Cs. Németh Lajos, Sztankay István, Lőte Attila, Suka Sándor, Szemes Mari       | -   |
| Az élet megy tovább       | Mészáros Márta     |                        |                                                                                              | -   |
| Festenek a gyerekek       | Bán Róbert         | doku.                  |                                                                                              | -   |
| Gyalog a mennyországba    | Fehér Imre         | 99 p, ff.              | Törőcsik Mari, Latinovits Zoltán, Krencsey Marianne, Básti Lajos, Avar István, Bihari József | -   |
| Halhatatlanság            | Jancsó Miklós      |                        |                                                                                              | -   |
| Izotópok a gyógyászatban  | Jancsó Miklós      | doku.                  |                                                                                              | -   |
| Kard és kocka             | Fehér Imre         | 78 p, ff. kalandf.     | Gábor Miklós, Bánhidi László, Zenthe Ferenc, Ruttkai Éva                                     | -   |
| Kölyök                    | Szemes Mihály      | 101 p, ff. játékf.     | Törőcsik Mari, Szabó Gyula, Zenthe Ferenc, Bessenyei Ferenc, Rajz János, Szirtes Ádám        | -   |
| Merénylet                 | Várkonyi Zoltán    | 97 p, ff. dráma        | Bánhidi László, Basilides Zoltán, Básti Lajos, Györffy György, Páger Antal, Psota Irén       | -   |
| A mi földünk              | Magyar József      | 84 p, ff, doku-játékf. |                                                                                              | -   |
| Pár lépés a határ         | Keleti Márton      | 104 p, ff.             | Agárdy Gábor, Bara Margit, Barsi Béla, Gobbi Hilda                                           | -   |
| Ragadozó növények         | Kollányi Ágoston   | 17 p. ff.              |                                                                                              | -   |
| Szegény gazdagok          | Bán Frigyes        | 104 p, szí.            | Benkő Gyula, Bara Margit, Mádi Szabó Gábor, Faragó Vera, Krencsey Marianne                   | -   |
| Szerelem csütörtök        | Fejér Tamás        | 94 p, szí.             | Zenthe Ferenc, Takács Mária, Pécsi Sándor, Somogyi Erzsi                                     | -   |
| Tegnap                    | Keleti Márton      | 89 p, ff.              | Makláry Zoltán, Ladányi Ferenc, Pécsi Sándor, Páger Antal, Ungváry László, Görbe János       | -   |
| Vörös tinta               | Gertler Viktor     | 94 p, ff.              | Vass Éva, Pálos György, Tábori Nóra, Nádassy Mirtill, Timár József, Gobbi Hilda              | -   |
| A harminckilences dandár  | Makk Károly        | 111 p, ff.             | Bihari József, Benkő Gyula, Barsi Béla, Deák Sándor, Gárday Lajos, Kiss Manyi                | -   |

## 1960-as évek

### 1960
| Cím                             | Rendező           | Megjegyzés          | Szereplők                                                                                          | DVD             |
| ------------------------------- | ----------------- | ------------------- | -------------------------------------------------------------------------------------------------- | --------------- |
| Alázatosan jelentem             | Szemes Mihály     | 98 p, ff. dráma     | Gábor Miklós, Uray Tivadar, Pálos György                                                           | -               |
| Az arcnélküli város             | Fejér Tamás       | 97 p, ff.           | Bánhidi László, Barsi Béla, Bessenyei Ferenc, Farkas Antal, Gera Zoltán, Görbe János               | -               |
| Csutak és a szürke ló           | Várkonyi Zoltán   | 79 p, ff. mesef.    | Veress Gábor, Szemes Mari, Kállai Ferenc, Kiss Ferenc, Báró Anna, Orsolya Erzsi                    | Megjelent DVD-n |
| Egy régi villamos               | Palásthy György   |                     | | -               |
| Egy TSZ elnökről                | Mészáros Márta    |                     | | -               |
| Az eladás művészete             | Jancsó Miklós     |                     | | -               |
| Fapados szerelem                | Máriássy Félix    | 87 p, ff.           | Krencsey Marianne, Zenthe Ferenc, Beszterczei Pál, Bodrogi Gyula, Böröndi Kati, Dajbukát Ilona     | -               |
| Fűre lépni szabad               | Makk Károly       | 107 p, ff.          | Páger Antal, Tolnay Klári, Makláry Zoltán, Polónyi Gyöngyi, Tordy Géza                             | Megjelent DVD-n |
| Három csillag                   | Jancsó Miklós     | 95 p, ff. szkeccsf. | Várkonyi Zoltán, Básti Lajos, Gábor Miklós, Kiss Manyi, Törőcsik Mari                              | -               |
| Házasságból elégséges           | Wiedermann Károly | 85 p, ff. vígj.     | Törőcsik Mari, Bodrogi Gyula, Kiss Manyi, Makláry János, Fónay Márta, Szabó Ernő                   | -               |
| Hosszú az út hazáig             | Máriássy Félix    | 100 p, ff.          | | -               |
| Az idő kereke                   | Jancsó Miklós     |                     | | -               |
| Kálvária                        | Mészáros Gyula    | 94 p, ff. dráma     | Páger Antal, Tordy Géza, Agárdy Gábor, Majczen Mária, Orbán Viola, Somogyi Nusi                    | -               |
| Karlovy Vary-i Filmfesztivál    | Palásthy György   |                     | | -               |
| Két emelet boldogság            | Herskó János      | 105 p, ff.          | Kaló Flórián, Domján Edit, Krencsey Marianne, Törőcsik Mari, Mécs Károly, Csűrös Karola            | -               |
| Légy jó mindhalálig             | Ranódy László     | 96 p, ff.           | Tóth László, Beke Zoltán, Sövény Zoltán, Sanyó Sándor, Kiss Antal, Bessenyei Ferenc                | -               |
| A megfelelő ember               | Révész György     | 91 p, ff.           | | -               |
| A Noszty fiú esete Tóth Marival | Gertler Viktor    | 103 p, ff.          | Mécs Károly, Petényi Ilona, Krencsey Marianne, Uray Tivadar, Páger Antal, Fónay Márta, Mezey Mária | -               |
| Az óriás (1960)                 | Rényi Tamás       |                     | | -               |
| Az őszibarack termesztése       | Mészáros Márta    |                     | | -               |
| Plakátragasztó                  | Szabó István      |                     | | -               |
| Próbaút                         | Máriássy Félix    | 92 p, ff.           | Sinkovits Imre, Krencsey Marianne, Tordy Géza                                                      | -               |
| Rajtunk is múlik                | Mészáros Márta    |                     | | -               |
| Rangon alul                     | Bán Frigyes       | 85 p, ff.           | Sólyom Ildikó, Bitskey Tibor, Psota Irén, Sulyok Mária, Ráday Imre                                 | -               |
| Szerkezettervezés               | Jancsó Miklós     | doku.               | | -               |
| Az utolsó pillanat              | Mihályfi Imre     |                     | | -               |
| Útinapló                        | Bacsó Péter       |                     | | -               |
| Virrad                          | Keleti Márton     | 95 p, ff. dráma     | Agárdy Gábor, Benkő Péter, Bessenyei Ferenc, Bihari József, Bitskey Tibor, Inke László             | -               |
| Zápor                           | Kovács András     | 86 p, ff.           | Bessenyei Ferenc, Páger Antal, Bara Margit, Mádi Szabó Gábor, Dajka Margit, Szemes Mari            | -               |

### 1961
| Cím                         | Rendező            | Megjegyzés            | Szereplők                                                                                       | DVD             |
| --------------------------- | ------------------ | --------------------- | ----------------------------------------------------------------------------------------------- | --------------- |
| Alba Regia                  | Szemes Mihály      | 99 p, ff. dráma       | Tatjana Szamojlova, Gábor Miklós, Ráday Imre, Sinkovits Imre, Kautzky József, Váradi Hédi       | -               |
| Alkonyok és hajnalok        | Jancsó Miklós      | doku                  |                                                                                                 | -               |
| Amíg holnap lesz            | Keleti Márton      | 95 p, ff.             | Sinkovits Imre, Mészáros Ági, Dajka Margit, Ruttkai Éva, Bihari József, Agárdy Gábor            | -               |
| Áprilisi riadó              | Zolnay Pál         | 105 p, ff. dráma      | Őze Lajos, Szirtes Ádám, Horváth József, Zolnay Zsuzsa, Ajtay Andor, Kiss Manyi                 | -               |
| Danulongyártás              | Mészáros Márta     | doku.                 |                                                                                                 | -               |
| Délibáb minden mennyiségben | Szinetár Miklós    | 87 p, ff.             |                                                                                                 | -               |
| Ég és föld között           | Kardos Ferenc      | 11 p. rövidf.         | György Geringer, Paulányi Gizi, Lukács Ferdinánd                                                | -               |
| Etüd egy hétköznapról       | Kósa Ferenc        |                       |                                                                                                 | -               |
| Étude                       | Gaál István        | 7 p. rövidf.          |                                                                                                 | -               |
| Hajnal után sötétség        | Bán Róbert         | 10 p. szí. doku       |                                                                                                 | -               |
| Az ígéret földje            | Mészáros Gyula     | 108 p, ff.            | Törőcsik Mari, Sztankay István, Pécsi Sándor, Krencsey Marianne, Dávid Kiss Ferenc, Avar István | -               |
| Indiántörténet              | Jancsó Miklós      |                       |                                                                                                 | -               |
| Jó utat autóbusz            | Fejér Tamás        | 95 p, ff.             | Hacser Józsa, Sinkovits Imre                                                                    | -               |
| Katonazene                  | Marton Endre       | 121 p, szí. dráma     | Kállai Ferenc, Básti Lajos, Bara Margit, Szirtes Ádám                                           | -               |
| Két félidő a pokolban       | Fábri Zoltán       | 120 p, ff. dráma      | Sinkovits Imre, Garas Dezső, Márkus László, Molnár Tibor, Horváth István, Szendrő József        | Megjelent DVD-n |
| Májusi fagy                 | Kis József         | 88 p, ff.             |                                                                                                 | -               |
| Megöltek egy leányt         | Nádasy László      | 94 p, ff. dráma       | Pap Éva, Végvári Tamás, Somogyi Erzsi, Páger Antal, Görbe János, Molnár Tibor                   | -               |
| Megszállottak               | Makk Károly        | 104 p, ff.            | Pálos György, Szirtes Ádám, Ladányi Ferenc, Pécsi Sándor, Tompa Sándor                          | -               |
| Mindenki ártatlan?          | Palásthy György    | 73 p, ff. vígj.       | Szendrő József, Tolnay Klári, Ráday Imre, Gobbi Hilda, Márkus László                            | -               |
| Napfény a jégen             | Bán Frigyes        | 77 p, szí.            | Bessenyei Ferenc, Rákos Katalin, Kovács Marietta, Psota Irén, Mezey Mária                       | -               |
| Négyen az árban             | Révész György      | 80 p, ff. kaland,     | Nagy Géza, Bognár Károly, Makkai Erzsébet, Markos György, Mádi Szabó Gábor, Kolós Juci          | -               |
| Nem ér a nevem              | Keleti Márton      | 99 p, szí. vígj.      | Vass Éva, Tolnay Klári, Páger Antal, Psota Irén, Gózon Gyula, Schubert Éva                      | -               |
| Ősz                         | Kézdi-Kovács Zsolt | 8 p. rövidf.          |                                                                                                 | -               |
| Puskák és galambok          | Keleti Márton      | 97 p, ff. ifjúsági f. | Tóth Laci, Bucsi István, Beke Zoltán, Kerényi Miklós Gábor, Kiss Antal, Agárdy Gábor            | -               |
| Szabadságon                 | Kézdi-Kovács Zsolt |                       |                                                                                                 | -               |
| A szár és gyökér fejlődése  | Mészáros Márta     |                       |                                                                                                 | -               |
| Szenvedély                  | Nepp József        | 8 p. rajzf.           |                                                                                                 | -               |
| Szívdobogás                 | Mészáros Márta     |                       |                                                                                                 | -               |
| (Szorongó varázs)           | Rémiás Gyula       | nem készült el        |                                                                                                 | -               |
| A tér                       | Rózsa János        | 9 p. szí.             | Dallos Szilvia                                                                                  | -               |
| Variációk egy témára        | Szabó István       | 13 p.                 |                                                                                                 | -               |
| Vásárhelyi színek           | Mészáros Márta     | doku                  |                                                                                                 | -               |

### 1962
| Cím                            | Rendező           | Megjegyzés       | Szereplők                                                                                                | DVD             |
| ------------------------------ | ----------------- | ---------------- | --- | --------------- |
| Angyalok földje                | Révész György     | 99 p, ff.        | Makláry Zoltán, Tolnay Klári, Végvári Tamás, Győry Franciska                                             | -               |
| Az aranyember                  | Gertler Viktor    | 118 p, szí.      | Csorba András, Béres Ilona, Krencsey Marianne, Greguss Zoltán, Gobbi Hilda, Bárány Frigyes, Pécsi Ildikó | Megjelent DVD-n |
| Asszony a telepen              | Fehér Imre        | 89 p, ff. dráma  | Ruttkai Éva, Halász Judit, Szabó Ottó, Mendelényi Vilmos, Szirtes Ádám, Benkő Gyula                      | -               |
| Cigányok                       | Sára Sándor       | 17 p. ff.        | | -               |
| Csudapest                      | Deák István       | 82 p, szí.       | Márkus László, Pásztor Erzsi, Keleti László, Alfonzó, Kazal László                                       | -               |
| Dani                           | Szemes Mihály     | 85 p, ff.        | Bara Margit, Barsi Béla, Deák Sándor, Deésy Alfréd, Gera Zoltán, Görbe János                             | -               |
| Elveszett paradicsom           | Makk Károly       | 95 p, ff. dráma. | Pálos György, Páger Antal, Törőcsik Mari, Demjén Gyöngyvér, Esztergályos Cecília, Koltai János           | -               |
| Esős vasárnap                  | Keleti Márton     | 107 p, ff. vígj. | Mécs Károly, Polónyi Gyöngyi, Halász Judit, Tordai Teri, Béres Ilona, Páger Antal                        | -               |
| Fagyosszentek                  | Révész György     | 79 p, ff.        | Tolnay Klári                                                                                             | -               |
| Felmegyek a miniszterhez       | Bán Frigyes       | 100 p, ff.       | Páger Antal, Békés Itala, Bánhidi László, Gózon Gyula, Rajz János                                        | -               |
| Félúton                        | Kis József        | 87 p, ff.        | | -               |
| Fény                           | Kósa Ferenc       |                  | | -               |
| Húsz évre egymástól            | Fehér Imre        | 103 p, ff.       | Barsi Béla, Bessenyei Ferenc, Deák Sándor, Domján Edit, Komlós Juci, Medveczky Ilona                     | -               |
| Isten őszi csillaga            | Kovács András     | 100 p, ff.       | Avar István, Páger Antal, Törőcsik Mari, Pálos György, Sinkovits Imre                                    | -               |
| Jegyzetek egy tó történetéhez… | Kósa Ferenc       | 17 p, ff.        | | -               |
| Kamaszváros                    | Mészáros Márta    |                  | | -               |
| Kertes házak utcája            | Fejér Tamás       | 81 p, ff.        | Gábor Miklós, Bara Margit, Pálos György, Latinovits Zoltán, Schubert Éva, Tomanek Nándor                 | -               |
| A labda varázsa                | Mészáros Márta    |                  | | -               |
| Legenda a vonaton              | Rényi Tamás       | 99 p, ff.        | Sinkovits Imre, Szirtes Ádám, Pécsi Ildikó, Madaras József, Lőte Attila, Koncz Gábor                     | -               |
| Lopott boldogság               | Nádasy László     | 99 p, szí.       | Molnár Tibor, Psota Irén, Vass Éva, Kis Gábor, Bihari József, Tordy Géza                                 | -               |
| Mici néni két élete            | Mamcserov Frigyes | 90 p, ff. vígj.  | Kiss Manyi, Páger Antal, Mezey Mária, Somogyi Nusi, Tóth Judit, Fónay Márta                              | Megjelent DVD-n |
| Nagyüzemi tojástermelés        | Mészáros Márta    |                  | | -               |
| A nyomda                       | Gyarmathy Lívia   |                  | | -               |
| Oda-vissza                     | Gaál István       |                  | | -               |
| Pesti háztetők                 | Kovács András     | 99 p, ff.        | Cs. Németh Lajos, Pécsi Ildikó, Agárdy Gábor, Molnár Tibor, Madaras József, Kozák András                 | -               |
| Pirosbetűs hétköznapok         | Máriássy Félix    | 98 p, ff.        | | -               |
| Prométheusz                    | Gábor Pál         |                  | | -               |
| Tornyai János                  | Mészáros Márta    |                  | | -               |
| Az utolsó vacsora              | Várkonyi Zoltán   | nem mutatták be  | | -               |
| Vásárcsarnok                   | Elek Judit        |                  | | -               |

### 1963
| Cím                       | Rendező              | Megjegyzés                                    | Szereplők | DVD             |
| ------------------------- | -------------------- | --------------------------------------------- | --- | --------------- |
| 1963. július 27., szombat | Mészáros Márta       |                                               | | -               |
| Az aranyfej               | Richard Thorpe       | 100 p, szí. krimi (USA kopr.)                 | Márkus László, Szakáts Miklós, Nagy Anikó, Kern András | -               |
| Aranykor                  | Gábor Pál            | 24 p. szí.                                    | | -               |
| Bálvány                   | Mamcserov Frigyes    | 67 p, szí.                                    | Törőcsik Mari, Páger Antal, Kiss Manyi, Kiss Gábor, Madaras József, Molnár Tibor                                                                                           | -               |
| Csendélet                 | Novák Márk           | rövidf.                                       | | -               |
| Egyiptomi történet        | Mészáros Gyula       | 91 p. szí. kaland                             | Tóth Laci, Kiss Anti, Krencsey Marianne, Zahya Ayoub, Ahmed Farahat, Kiss Manyi                                                                                            | -               |
| Éjszakai műszak           | Gyarmathy Lívia      | rövidf., doku                                 | | -               |
| Az ember, aki nincs       | Gertler Viktor       | 78 p, ff.                                     | | -               |
| Ének a vasról             | Kollányi Ágoston     | rövidf., doku                                 | | -               |
| Fáklyaláng                | Pethes György        | 87 p. TV-f.                                   | Bessenyei Ferenc, Ungvári László, Tolnay Klári, Szemere Bertalan, Hadics László, Kőmíves Sándor                                                                            | -               |
| Férjhez menni tilos       | Zsurzs Éva           | 85 p, ff. vígj.                               | Benkő Gyula, Darvas Iván, Házy Erzsébet, Mányai Lajos, Psota Irén, Balázs Samu                                                                                             | -               |
| Fotó Háber                | Várkonyi Zoltán      | 108 p, ff. krimi                              | Latinovits Zoltán, Szakáts Miklós, Ruttkai Éva, Csákányi László, Nagy Attila, Páger Antal                                                                                  | -               |
| Germinal                  | Yves Allégret        | 113 p, ff. (francia-olasz-magyar koprodukció) | Jean Sorel, Bernard Blier, Claude Brasseur, Berthe Granval, Claude Cerval                                                                                                  | -               |
| Hajnali részegség         | Gyarmathy Lívia      |                                               | | -               |
| Hattyúdal                 | Keleti Márton        | 108 p, ff.                                    | Páger Antal, Várkonyi Zoltán, Szirtes Ádám, Sztankay István, Bodrogi Gyula, Béres Ilona                                                                                    | Megjelent DVD-n |
| Hej, te eleven fa…        | Jancsó Miklós        | rövidf., doku.                                | | -               |
| Hogy állunk, fiatalember? | Révész György        | 77 p, ff.                                     | Kosztolányi Balázs, Tolnay Klári, Kállay Ferenc, Pécsi Sándor, Földi Teri, Agárdy Gábor                                                                                    | -               |
| Honfoglalás I–III.        | Mihályfi Imre        | 182 p, ff.                                    | Páger Antal, Szakáts Miklós, Várkonyi Zoltán, Pécsi Sándor, Gábor Miklós, Tordy Géza (Az 1963-as háromrészes televíziós minisorozat 1965-ös kétrészes mozifilm-változata). | -               |
| Igaz-e?                   | Rózsa János          | rövidf.                                       | | -               |
| Igézet                    | Bácskai Lauró István | rövidf.                                       | | -               |
| Kedd                      | Novák Márk           | rövidf.                                       | | -               |
| Koncert                   | Szabó István         | 17 p. ff.                                     | Gyöngyössy Kati, Siménfalvy Sándor, Vujicsics Tihamér, Erős Tamás, Szegedi Erika, Szász Péter                                                                              | -               |
| A megérkezés              | Gábor Pál            |                                               | | -               |
| Meztelen diplomata        | Palásthy György      | 90 p, ff. vígj.                               | Márkus László, Krencsey Marianne, Szendrő József, Garas Dezső, Rajz János, Ascher Oszkár                                                                                   | -               |
| Miénk a világ!            | Kardos Ferenc        | 14 p. ff.                                     | | -               |
| Mindennap élünk           | Rényi Tamás          | 89 p, ff.                                     | | -               |
| Munka vagy hivatás        | Mészáros Márta       |                                               | | -               |
| Nappali sötétség          | Fábri Zoltán         | 111 p, ff. dráma                              | Básti Lajos, Szegedi Erika, Ladányi Ferenc, Béres Ilona, Várkonyi Zoltán, Makay Margit                                                                                     | -               |
| Nyáron egyszerű           | Bacsó Péter          | 106 p, ff.                                    | Laurentzy Mária, Tóth Bence, Fodor Tamás, Barzó Jenő, Karikás Péter | -               |
| Oldás és kötés            | Jancsó Miklós        | 107 p, ff.                                    | Latinovits Zoltán, Szakács Miklós, Ajtay Andor, Domján Edit, Medgyesi Mária                                                                                                | Megjelent DVD-n |
| Pacsirta                  | Ranódy László        | 110 p, ff.                                    | Páger Antal, Tolnay Klári, Nagy Anna, Bara Margit, Törőcsik Mari, Latinovits Zoltán                                                                                        | Megjelent DVD-n |
| Párbeszéd                 | Herskó János         | 150 p, ff.                                    | Sinkovits Imre, Semjén Anita, Sztankay István | -               |
| Sodrásban                 | Gaál István          | 90 p, ff. dráma                               | Moór Marianna, Drahota Andrea, Csikós Sándor, Kozák András, Harkányi János, Orbán Tibor                                                                                    | Megjelent DVD-n |
| Strand                    | Ventilla István      | rövidf., doku.                                | | -               |
| A szélhámosnő             | Kalmár László        | 82 p, ff.                                     | Szilvássy Annamária, Kállai Ferenc, Sztankay István, Nagy Attila | -               |
| Szeretet                  | Mészáros Márta       |                                               | | -               |
| Találkozás                | Elek Judit           | rövidf., doku.                                | | -               |
| Találkozás-Apróhirdetés   | Elek Judit           | rövidf., doku.                                | | -               |
| Te                        | Szabó István         | 10 p. ff.                                     | Esztergályos Cecília | -               |
| Tisza-őszi vázlatok       | Gaál István          |                                               | | -               |
| Tücsök                    | Markos Miklós        | 90 p, ff. vígj.                               | (Kellér Dezső), Esztergályos Cecília, Sinkovits Imre, Psota Irén, Pécsi Sándor, Pécsi Ildikó                                                                               | -               |
| Új Gilgames               | Szemes Mihály        | 101 p, ff.                                    | Darvas Iván, Domján Edit, Pécsi Sándor, Dallos Szilvia, Ascher Oszkár, Gózon Gyula                                                                                         | -               |
| Az utolsó előtti ember    | Makk Károly          | 88 p, ff.                                     | Nagy Attila, Szegedi Erika, Psota Irén, Domján Edit | -               |

### 1964
| Cím                              | Rendező                         | Megjegyzés       | Szereplők                                                                                      | DVD             |
| -------------------------------- | ------------------------------- | ---------------- | ---------------------------------------------------------------------------------------------- | --------------- |
| 58 másodperc                     | Gyarmathy Lívia                 |                  |                                                                                                | -               |
| Álmodozások kora                 | Szabó István                    | 105 p, ff.       | Bálint András, Béres Ilona, Halász Judit, Bujtor István                                        | Megjelent DVD-n |
| Bábolna, 1964                    | Máriássy Félix                  |                  |                                                                                                | -               |
| Bóbita                           | Mészáros Márta                  |                  |                                                                                                | -               |
| Déltől hajnalig                  | Rényi Tamás                     | 82 p, ff.        |                                                                                                | -               |
| Egy ember aki nincs              | Gertler Viktor                  |                  |                                                                                                | -               |
| Egy óra magánélet                | Gyarmathy Lívia                 |                  |                                                                                                | -               |
| Az életbe táncoltatott leány     | Banovich Tamás                  | 96 p, szí.       | Sipeki Levente, Orosz Adél, Major Tamás, Gobbi Hilda, Galántai Zsolt, Vass Irma                | -               |
| Ezer év                          | Máriássy Félix                  |                  | Tolnay Klári                                                                                   | -               |
| Festők városa – Szentendre       | Mészáros Márta                  |                  |                                                                                                | -               |
| Ha egyszer húsz év múlva         | Keleti Márton                   | 105 p, ff.       |                                                                                                | -               |
| Igen                             | Révész György                   | 80 p, ff.        | Darvas Iván, Béres Ilona, Szabó Ottó, Tándor Lajos                                             | -               |
| Így jöttem                       | Jancsó Miklós                   | 108 p, ff.       | Kozák András, Szergej Nyikonyenko, Görbe János, Siménfalvy Sándor, Csurka László, Izsóf Vilmos | -               |
| Karambol                         | Máriássy Félix                  | 98 p, ff.        | Bujtor István, Balogh Zsuzsa, Latinovits Zoltán, Végvári Tamás, Molnár Tibor                   | -               |
| Kár a benzinért                  | Bán Frigyes                     | 72 p, ff. vígj.  | Pécsi Sándor, Szemes Mari, Sinkovits Imre, Major Tamás, Garas Dezső, Alfonzó                   | -               |
| Kiáltó                           | Mészáros Márta                  |                  |                                                                                                | -               |
| Kitörés                          | Sándor Pál Reisenbüchler Sándor | 13 p, rövidf.    |                                                                                                | -               |
| A kőszívű ember fiai I–II.       | Várkonyi Zoltán                 | 176 p, szí.      | Sulyok Mária, Bitskey Tibor, Mécs Károly, Tordy Géza, Béres Ilona, Polónyi Gyöngyi             | Megjelent DVD-n |
| Levelek Júliához                 | Kardos Ferenc                   | 12. szí. rövidf. |                                                                                                | -               |
| Már nem olyan időket élünk       | Marton Endre                    | 81 p, ff.        | Gábor Miklós, Váradi Hédi, Dallos Szilvia, Sinkovits Imre, Mezey Mária                         | -               |
| Mersuch és a szamár              | Máriássy Félix                  |                  |                                                                                                | -               |
| Miért rosszak a magyar filmek?   | Fejér Tamás                     | 88 p, ff.        | Gábor Miklós, Krencsey Marianne, Kállai Ferenc, Gordon Zsuzsa, Bara Margit, Kardos Magda       | -               |
| Mit csinált felséged 3-tól 5-ig? | Makk Károly                     | 90 p, szí. vígj. | Darvas Iván, Psota Irén, Tordai Teri, Pap Éva, Pécsi Ildikó, Balázs Samu                       | Megjelent DVD-n |
| Négy lány egy udvarban           | Zolnay Pál                      | 98 p, ff. dráma  | Törőcsik Mari, Gábor Miklós, Dallos Szilvia, Nagy Anna, Parragi Mária, Gobbi Hilda             | -               |
| Nehéz emberek                    | Kovács András                   | doku.            |                                                                                                | -               |
| Nem az én ügyem                  | Máriássy Félix                  |                  |                                                                                                | -               |
| Özvegy menyasszonyok             | Gertler Viktor                  | 77 p, ff.        | Garas Dezső, Pécsi Sándor, Szakács Sándor, Rajz János, Mezey Mária                             | -               |
| A pénzcsináló                    | Bán Frigyes                     | 93 p, ff.        | Pécsi Sándor, Békés Itala, Gobbi Hilda, Egri István, Greguss Zoltán                            | -               |
| Rab Ráby                         | Hintsch György                  | 108 p, ff.       | Páger Antal, Kálmán György, Szirtes Ádám, Balázs Samu, Meszléry Judit, Kovács Károly           | -               |
| Romantikus történet              | Macskássy Gyula                 |                  |                                                                                                | -               |
| A Tenkes kapitánya I–II.         | Fejér Tamás                     | 197 p, ff.       | Zenthe Ferenc, Ungváry László, Krencsey Marianne, Szabó Gyula, Pécsi Ildikó, Vajda Márta       | Megjelent DVD-n |
| Váltás                           | Keleti Márton                   |                  |                                                                                                | -               |
| Világos feladja                  | Várkonyi Zoltán                 |                  |                                                                                                | -               |
| Vízivárosi lány                  | Fábri Zoltán                    | 122 p, ff.       |                                                                                                | -               |

### 1965
| Cím                     | Rendező                    | Megjegyzés         | Szereplők | DVD             |
| ----------------------- | -------------------------- | ------------------ | --- | --------------- |
| Butaságom története     | Keleti Márton              | 87 p, ff.          | Ruttkai Éva, Básti Lajos, Mensáros László, Kiss Manyi, Várkonyi Zoltán, Tomanek Nándor                        | -               |
| Fény a redőny mögött    | Nádasy László              | 88 p, ff. krimi    | Latinovits Zoltán, Nagy Attila, Pécsi Ildikó, Várkonyi Zoltán, Bessenyei Ferenc, Tomanek Nándor               | -               |
| Gyerekbetegségek        | Rózsa János, Kardos Ferenc | 79 p, szí. vígj.   | Géczy István, Kassai Tünde, Keres Emil, Halász Judit, Lontay Gábor, Baranyai Rita                             | -               |
| Háry János              | Szinetár Miklós            | 115 p, szí.        | Szirtes Ádám, Medgyesi Mária, Tordai Teri                                                                     | -               |
| Húsz óra                | Fábri Zoltán               | 120 p, ff. dráma   | Páger Antal, Görbe János, Szirtes Ádám, György László, Keres Emil, Molnár Tibor                               | -               |
| Iszony                  | Hintsch György             | 102 p, ff. dráma   | Drahota Andrea, Páger Antal, Kállai Ferenc, Latinovits Zoltán, Psota Irén, Kiss Manyi                         | -               |
| Játék a múzeumban       | Bán Róbert                 | 78 p, ff.          | Gábor Miklós, Darvas Iván, Kőmíves Sándor                                                                     | -               |
| Másfélmillió            | Palásthy György            | 89 p, ff.          | Makláry Zoltán, Kiss Manyi, Bessenyei Ferenc, Márkus László, Avar István, Békés Rita                          | -               |
| Patyolat akció          | Fejér Tamás                | 98 p, ff. zenés f. | Bodrogi Gyula, Cs. Németh Lajos, Zenthe Ferenc, Kiss Manyi, Szilvássy Annamária, Mendelényi Vilmos            | -               |
| Szegénylegények         | Jancsó Miklós              | 95 p, ff.          | Görbe János, Latinovits Zoltán, Molnár Tibor, Kozák András, Madaras József                                    | Megjelent DVD-n |
| Szent János fejevétele  | Novák Márk                 | 88 p, ff. dráma    | Béres Ilona, Sztankay István, Dajka Margit, Szirtes Ádám, Görbe János, Agárdy Ilona                           | -               |
| Szerelmes biciklisták   | Bacsó Péter                | 98 p, ff.          | Orbán Tibor, Káldi Nóra, Tahi-Tóth László, Uri István, Dőry Virág, Némethy Ferenc, Román Kati, Szilágyi Tibor | Megjelent DVD-n |
| Tilos a szerelem        | Rényi Tamás                | 108 p, ff.         | Avar István, Törőcsik Mari, Darvas Iván, Pécsi Sándor, Koncz Gábor, Gobbi Hilda                               | -               |
| A tizedes meg a többiek | Keleti Márton              | 111 p, ff.         | Major Tamás, Sinkovits Imre, Darvas Iván, Pálos György, Ungváry László, Kozák László                          | Megjelent DVD-n |
| Tízezer nap             | Kósa Ferenc                | 110 p, ff. dráma   | Molnár Tibor, Bűrös Gyöngyi, Kozák András, Koltai János, Rajz János, Görbe János, Káldi Nóra                  | -               |
| Zöldár                  | Gaál István                | 94 p, ff. dráma    | Tóth Benedek, Darab Virág, Koncz Gábor, Meszléry Judit, Káldi Nóra, Horváth Teri, Zsipi Istvánné              | -               |

### 1966
| Cím                           | Rendező              | Megjegyzés       | Szereplők                                                                                 | DVD             |
| ----------------------------- | -------------------- | ---------------- | ----------------------------------------------------------------------------------------- | --------------- |
| Ablak                         | Maár Gyula           |                  |                                                                                           | -               |
| Apa                           | Szabó István         | 98 p, ff.        | Gábor Miklós, Bálint András, Erdély Dániel, Tolnay Klári, Ráthonyi Zsuzsa, Sólyom Katalin | Megjelent DVD-n |
| Aranysárkány                  | Ranódy László        | 85 p, szí.       | Mensáros László, Béres Ilona, Tóth Benedek, Tahi-Tóth László, Bara Margit, Pécsi Sándor   | -               |
| Ballaszt                      | Kocsis Mihály        | 13 p.            |                                                                                           | -               |
| Barbárok                      | Zsurzs Éva           | 48 p.            | Görbe János, Horváth Teri, Kovács Károly, György László, Makláry János                    | -               |
| Borsos Miklós                 | Mészáros Márta       | 16 p. portréf.   |                                                                                           | -               |
| Büdösvíz                      | Bán Frigyes          | 81 p, ff.        | Körmendi János, Szemes Mari, Bánhidi László, Tompa Sándor, Deák Sándor, Siménfalvy Ida    | -               |
| Édes és keserű                | Szemes Mihály        | 90 p, ff.        | Bara Margit, Páger Antal, Egri István, Makláry Zoltán                                     | -               |
| Egy gyávaság története        | Kézdi-Kovács Zsolt   | 14 p.            | Halász Judit, Bujtor István                                                               | -               |
| Egy magyar nábob              | Várkonyi Zoltán      | 93 p, szí.       | Bessenyei Ferenc, Darvas Iván, Latinovits Zoltán, Ruttkai Éva, Bitskey Tibor, Básti Lajos | Megjelent DVD-n |
| Az első esztendő              | Mészáros Gyula       | 85 p, ff.        |                                                                                           | -               |
| És akkor a pasas…             | Gertler Viktor       | 92 p, ff. vígj.  | Sinkovits Imre, Psota Irén, Latinovits Zoltán, Törőcsik Mari, Házy Erzsébet, Major Tamás  | -               |
| A férfi egészen más           | Fejér Tamás          | 85 p, ff.        | Vetró Margit, Zentai Ferenc                                                               | -               |
| Fügefalevél                   | Máriássy Félix       | 79 p, ff.        | Bessenyei Ferenc, Sinkó László, Halász Judit, Gordon Zsuzsa, Bánki Zsuzsa, Kiss Manyi     | -               |
| Harangok városa – Veszprém    | Mészáros Márta       |                  |                                                                                           | -               |
| Harlekin és szerelmese        | Fehér Imre           | 94 p, ff.        | Bujtor István, Sáfár Anikó, Ajtay Andor, Görbe János, Váradi Hédi, Dőry Virág             | -               |
| Hideg napok                   | Kovács András        | 102 p, ff. dráma | Latinovits Zoltán, Darvas Iván, Szirtes Ádám, Szilágyi Tibor, Bara Margit, Psota Irén     | -               |
| Hogyan közlekedjünk az utcán? | Kardos Ferenc        |                  |                                                                                           | -               |
| Hogy szaladnak a fák…         | Zolnay Pál           | 89 p, ff.        | Iglódi István, Dajka Margit, Kiss Manyi, Pap Éva, Szirtes Ádám, Koltai János              | -               |
| Hölgyfodrász                  | Szemes Mihály        |                  |                                                                                           | -               |
| Kárpáthy Zoltán               | Várkonyi Zoltán      | 85 p, szí.       | Venczel Vera, Kovács István, Latinovits Zoltán, Ruttkai Éva, Básti Lajos, Várkonyi Zoltán | Megjelent DVD-n |
| Kastélyok lakói               | Elek Judit           | 26 p. doku       |                                                                                           | -               |
| Ketten haltak meg             | Palásthy György      | 78 p, ff.        |                                                                                           | -               |
| Közelről: a vér               | Jancsó Miklós        | doku             |                                                                                           | -               |
| Minden kezdett nehéz I–II.    | Révész György        | 144 p, ff.       | Major Tamás, Várkonyi Zoltán, Kazal László, Latinovits Zoltán, Bárdy György, Kabos László | -               |
| Nem szoktam hazudni           | Kárpáti György       | 78 p, ff.        | Voith Ági, Fülöp Zsigmond, Tordai Teri, Zilnay Zsuzsa, Mádi Szabó Zoltán, Gobbi Hilda     | -               |
| Az orvos halála               | Mamcserov Frigyes    | 93 p. ff.        | Páger Antal, Bulla Elma, Pártos Erzsi, Sinkovits Imre, Dajka Margit                       | -               |
| Othello Gyulaházán            | Zsurzs Éva           | 87 p, ff. vígj.  | Básti Lajos, Törőcsik Mari, Feleki Kamill, Bilicsi Tivadar, Domján Edit, Schwetz András   | -               |
| Randevú a Vörös téren         | Bácskai Lauró István | doku             |                                                                                           | -               |
| Sikátor                       | Rényi Tamás          | 81 p, ff. dráma  | Törőcsik Mari, Koncz Gábor, Horváth Sándor, Dégi István, Böröndi Kati, Madaras József     | -               |
| Sok hűség semmiért            | Palásthy György      | 76 p, ff.        | Tordai Teri, Ajtay Andor, Darvas Iván, Latinovits Zoltán, Garas Dezső, Balázs Samu        | -               |
| Utószezon                     | Fábri Zoltán         | 130 p, ff.       | Páger Antal, Rajz János, Kőmíves Sándor, Balázs Samu, Tolnay Klári                        | -               |
| Ünnepnapok                    | Kardos Ferenc        | 83 p, ff. dráma  | Görbe János, Kovács Kati, Horváth Teri, Koncz Gábor, Avar István, Őze Lajos               | -               |
| Változó felhőzet              | Keleti Márton        | 110 p, ff.       |                                                                                           | -               |
| Vertikális motívum            | Szomjas György       |                  |                                                                                           | -               |

### 1967
| Cím                          | Rendező            | Megjegyzés                             | Szereplők                                                                                                   | DVD             |
| ---------------------------- | ------------------ | -------------------------------------- | --- | --------------- |
| Baleset                      | Szinetár Miklós    |                                        | | -               |
| Bohóc a falon                | Sándor Pál         | 75 p, ff. vígj.                        | Szurdi Miklós, Ferenczi Gábor, Venczel Vera, Szabó Ildikó                                                   | -               |
| Bolondos vakáció             | Makk Károly        | 80 p, ff.                              | Ernyey Béla, Borbáth Ottilia, Ilinca Tomoroveanu, Sztankay István, Liska Zsuzsa, Florian Pittis             | -               |
| Csillagosok, katonák         | Jancsó Miklós      | 90 p, ff. (magyar-szovjet koprodukció) | Madaras József, Kozák András, Juhász Jácint, Szergej Nyikorenko, Bolot Bejsenalja, Krystyna Mikolajewska    | Megjelent DVD-n |
| Egy nap a paradicsomban      | Marton Endre       |                                        | | -               |
| Egy szerelem három éjszakája | Révész György      | 106 p, szí.                            | Tóth Benedek, Venczel Vera, Darvas Iván, Latinovits Zoltán, Sinkovits Imre, Kállai Ferenc                   | -               |
| Ezek a fiatalok              | Banovich Tamás     | 92 p, ff.                              | Kosztolányi Balázs, Kállai Ferenc, Berek Katalin, Koncz Zsuzsa, Őze Lajos                                   | -               |
| Fiúk a térről                | Szász Péter        | 118 p, ff.                             | Kovács István, Bujtor István, Harsányi Gábor, Huszti Péter, Darvas Iván, Márton András                      | -               |
| Fejlövés                     | Bacsó Péter        | 101 p, ff. dráma                       | Kovács Kati, Horváth Charlie, Miller József, Hegedüs Erzsi, Iványi József, Kosztolányi Balázs               | -               |
| Fizika F-dúrban              | Kollányi Ágoston   | 9 p. doku                              | | -               |
| Ha hívnak…                   | Máriássy Félix     |                                        | | -               |
| A híd                        | Sándor Pál         |                                        | | -               |
| Holtág                       | Kiss Gyula         | 13 p.                                  | | -               |
| Jaguár                       | Dömölky János      | 88 p, ff. vígj.                        | Mensáros László, Pathó István, Bodrogi Gyula, Garas Dezső, Törőcsik Mari, Major Tamás                       | -               |
| Kamerával Kosztromában       | Kézdi-Kovács Zsolt |                                        | | -               |
| Kártyavár                    | Hintsch György     | 91 p, ff.                              | Bodrogi Gyula, Drahota Andtea, Gobbi Hilda, Inke László, Kállai Ferenc, Kálmán György                       | -               |
| Keresztelő                   | Gaál István        | 82 p, ff. dráma                        | Latinovits Zoltán, Koltai János, Ruttkai Éva, Bihari József                                                 | -               |
| A koppányi aga testamentuma  | Zsurzs Éva         | 92 p, ff.                              | Benkő Péter, Tolnay Klári, Benkő Gyula, Bessenyei Ferenc, Szirtes Ádám, Csányi János                        | Megjelent DVD-n |
| Krónika                      | Gaál István        | 15 p.                                  | | -               |
| Lássátok feleim              | Fazekas Lajos      | 90 p, ff.                              | | -               |
| Meddig él az ember? I–II.    | Elek Judit         |                                        | | -               |
| A múmia közbeszól            | Oláh Gábor         | 91 p, ff. vígj.                        | Ruttkai Éva, Avar István, Major Tamás, Koltai János, Szilágyi Tibor, Bozóky István                          | -               |
| Nem várok holnapig           | Kormos Gyula       | 75 p, ff. vígj.                        | Iglódi István, Várhegyi Teréz, Kiss Manyi, Kazal László, Kabos László, Kibédi Ervin                         | -               |
| Nyár a hegyen                | Bacsó Péter        | 101 p, ff.                             | Mensáros László, Gyöngyössy Katalin, Pecsenke József                                                        | -               |
| Öngyilkosság                 | Kósa Ferenc        | 24 p.                                  | | -               |
| Az özvegy és a százados      | Palásthy György    | 73 p, ff.                              | Tolnay Klári, Sinkvits Imre, Szirtes Ádám, Benkő Gyula, Gombos Katalin, Darvas Iván                         | -               |
| Segítség, lógok              | Palásthy György    |                                        | nem került bemutatásra                                                                                      | -               |
| Sellő a pecsétgyűrűn I–II.   | Mihályfi Imre      | 227 p, ff. krimi                       | Latinovits Zoltán, Szabó Tünde, Kálmán György, Pécsi Sándor, Várkonyi Zoltán, Somogyvári Rudolf             | -               |
| Skorbut                      | Maár Gyula         |                                        | | -               |
| Szabad szombat               | Szomjas György     |                                        | | -               |
| Szevasz, Vera!               | Herskó János       | 108 p, ff.                             | Neményi Mária, Horváth Teri, Mensáros László, Bálint András, Káldi Nóra, Békés Rita, Uri István, Antal Imre | -               |
| Tanulmány a nőkről           | Keleti Márton      | 100 p, ff. vígj.                       | Polónyi Gyöngyi, Bodrogi Gyula, Ruttkai Éva, Latinovits Zoltán, Kiss Manyi, Venczel Vera                    | Megjelent DVD-n |
| Tanúságtétel                 | Sándor Pál         |                                        | | -               |
| Üzenet                       | Gyarmathy Lívia    | 54 p. szí. doku                        | | -               |
| A völgy                      | Rényi Tamás        | 101 p, ff.                             | | -               |

### 1968
| Cím                      | Rendező              | Megjegyzés                | Szereplők | DVD             |
| ------------------------ | -------------------- | ------------------------- | --- | --------------- |
| Alfa Rómeó és Júlia      | Mamcserov Frigyes    | 92 p, ff.                 | Ruttkai Éva, Latinovits Zoltán, Ajtay Andor, Nagy Attila, Major Tamás, Latabár Kálmán                                                    | -               |
| Aranykesztyű lovagjai    | Keleti Márton        | 300 p, ff.                | | -               |
| Bajai mozaik             | Ranódy László        |                           | | -               |
| A beszélő köntös         | Fejér Tamás          | 78 p, szí.                | Iglódi István, Páger Antal, Detre Annamária, Kállai Ferenc                                                                               | -               |
| Csend és kiáltás         | Jancsó Miklós        | 83 p, f.                  | Törőcsik Mari, Madaras József, Latinovits Zoltán, Drahota Andrea, Kozák András, Bujtor István                                            | Megjelent DVD-n |
| Diákszerelem             | Szomjas György       | 13 p. rövidf.             | Dajka Margit | -               |
| Egri csillagok I–II.     | Várkonyi Zoltán      | 157 p, szí.               | Sinkovits Imre, Kovács István, Venczel Vera, Mádi Szabó Gábor, Bárdy György, ifj. Korga György                                           | Megjelent DVD-n |
| Elsietett házasság       | Keleti Márton        | 76 p, ff.                 | Tolnay Klári, Básti Lajos, Tahi-Tóth László, Tordai Teri, Kocsy Zsolt, Halász Judit                                                      | -               |
| Eltávozott nap           | Mészáros Márta       | 83 p, ff. dráma           | Kovács Kati, Horváth Teri, Szirtes Ádám, Agárdy Gábor, Kozák András, Juhász Jácint                                                       | -               |
| Falak                    | Kovács András        | 95 p, ff.                 | Latinovits Zoltán, Gábor Miklós, Bánki Zsuzsa, Szemes Mari, Mensáros László, Drahota Andrea                                              | -               |
| Feldobott kő             | Sára Sándor          | 84 p, ff. dráma           | Balázsovits Lajos, Pásztor János, Berek Katalin, Bihari József, Nadesda Kazassian, Todor Todorov                                         | -               |
| Férfi arckép             | Gyöngyössy Imre      | 10 p. filmetüd            | | -               |
| A Hamis Izabella         | Bácskai Lauró István | 83 p, ff. krimi           | Kovács Kati, Ruttkai Éva, Kállai Ferenc, Bárdy György, Máthé Erzsi, Gyenge Árpád                                                         | -               |
| Hazai pálya              | Palásthy György      | 84 p, ff.                 | Csákányi László, Hacser Józsa, Latinovits Zoltán, Pécsi Sándor, Horváth Teri, Sztankay István                                            | -               |
| Holdudvar                | Mészáros Márta       | 98 p, ff. dráma           | Törőcsik Mari, Kovács Kati, Balázsovits Lajos, Bűrös Gyöngyi, Szabó László                                                               | -               |
| A holtak visszajárnak    | Wiedermann Károly    | 100 p, ff.                | Bánhidi László, Molnár Tibor, Pápai Erzsi, Szirtes Ádám, Tomanek Nándor, Őze Lajos                                                       | -               |
| Isten és ember előtt     | Makk Károly          | 88 p, ff.                 | Görbe János, Psota Irén, Slobodanska Marovic, Juhász Jácint, Balázsovits Lajos, Sulyok Mária                                             | -               |
| Kötelék                  | Máriássy Félix       | 97 p, ff.                 | Gábor Miklós, Róna Viktor, Beszterczei Pál, Császár Angéla, Esztergályos Cecília, Haumann Péter                                          | -               |
| Levél a határról         | Sándor Pál           |                           | | -               |
| Mészáros László emlékére | Mészáros Márta       | 26 p. ff.                 | | -               |
| Mi lesz veled Eszterke?  | Bán Róbert           | 98 p, ff.                 | Halász Judit, Tahi-Tóth László, Moór Marianna, Kállai Ferenc, Tomanek Nándor, Márkus László, Harsányi Gábor, Némethy Ferenc, Garas Dezső | -               |
| A szerelem hétköznapjai  | Zsurzs Éva           | ff. játékf.               | | -               |
| Szeretnék csinálni       | Kézdi-Kovács Zsolt   |                           | | -               |
| Tiltott terület          | Gábor Pál            | 84 p, ff. dráma           | Bánffy György, Vadász Zoltán, Harsányi Gábor, Bürös Gyöngyi, Némethy Ferenc, Avar István                                                 | -               |
| Az utolsó kőr            | Gertler Viktor       | 71 p, ff.                 | | -               |
| A veréb is madár         | Hintsch György       | 88 p, szí. vígj.          | Kabos László, Piros Ildikó, Medveczky Ilona, Szendrő József, Buss Gyula, Kállai Ferenc, Inke László                                      | Megjelent DVD-n |
| Vörös május              | Jancsó Miklós        | 10 p. doku                | | -               |
| A csodálatos Vargáné     | Kende Márta          | 69 p. ff tévéjáték, dráma | Szénási Ernő, Domján Edit, Koltai János, Bogdán László, Békés Itala                                                                      |                 |

### 1969
| Cím                                  | Rendező                         | Megjegyzés             | Szereplők | DVD             |
| ------------------------------------ | ------------------------------- | ---------------------- | --- | --------------- |
| Az alvilág professzora               | Szemes Mihály                   | 88 p, ff.              | Latinovits Zoltán, Domján Edit, Sinkovits Imre, Kállai Ferenc, Koncz Gábor, Szakáts Miklós                                                  | -               |
| Bűbájosok                            | Rózsa János                     | 77 p, szí.             | Eva Vodičková, Kassai Tünde, Halász Judit, Koncz Zsuzsa, Várkonyi Zoltán, Benkő Gyula, Koós János, Bujtor István, Bárdy György, Garas Dezső | -               |
| Extázis 7-től 10-ig                  | Kovács András                   | 84 p. ff. doku.        | | -               |
| Háromkirályok mi vagyunk             | Szomjas György                  |                        | | -               |
| Hosszú futásodra mindig számíthatunk | Gazdag Gyula                    | 13 p. ff. doku.        | Schirilla György | -               |
| Az idő ablakai                       | Fejér Tamás                     | 92 p, szí. scifi       | Gábor Miklós, Beata Tyszkiewicz, Ivan Andonov, Krystyna Mikolajewska, Heidemaie Wenzel                                                      | -               |
| Imposztorok                          | Máriássy Félix                  | 95 p, ff.              | Tomanek Nándor, Iglódi István, Huszti Péter, Bálint András, Bara Margit, Domján Edit                                                        | -               |
| Ismeri a Szandi Mandit?              | Gyarmathy Lívia                 | 78 p, szí. vígj.       | Schütz Ila, Soós Edit, Kállai Ferenc, Sztankay István, Schubert Éva, Kiss Manyi                                                             | Megjelent DVD-n |
| Isten hozta, őrnagy úr!              | Fábri Zoltán                    | 95 p, szí. vígj.       | Sinkovits Imre, Fónay Márta, Venczel Vera, Latinovits Zoltán, Dégi István, Páger Antal                                                      | Megjelent DVD-n |
| Fényes szelek                        | Jancsó Miklós                   | 82 p, szí.             | Drahota Andrea, Kovács Kati, Kozák András, Balázsovits Lajos                                                                                | Megjelent DVD-n |
| Járkálj csak, halálraítélt!          | Kardos Ferenc                   |                        | | -               |
| Klösz mester világa                  | Maár Gyula                      |                        | | -               |
| Krebsz, az isten                     | Rényi Tamás                     | 83 p, szí. vígj.       | Kállai Ferenc, Garas Dezső, Iglódi István, Tímár Éva, Balogh Emese, Schütz Ila                                                              | -               |
| Különösen szép este                  | Kardos Ferenc                   |                        | | -               |
| A látogatás                          | Gábor Pál                       |                        | | -               |
| A nagy kék jelzés                    | Nádasy László                   | 73 p, ff.              | Káldi Nóra, Tahi-Tóth László, Latinovits Zoltán, Darvas Iván, Psota Irén, Mezey Mária                                                       | -               |
| Az oroszlán ugrani készül            | Révész György                   | 91 p, szí.             | Bujtor István, Psota Irén, Ajtay Andor, Medveczky Ilona, Koós János, Madaras József                                                         | Megjelent DVD-n |
| Az örökös                            | Palásthy György                 | 89 p, ff. vígj.        | Sinkovits Imre, Latinovits Zoltán, Darvas Iván, Almási Éva, Pécsi Sándor, Zolnay Zsuzsa                                                     | -               |
| A Pál utcai fiúk                     | Fábri Zoltán                    | 120 p, szí.            | Anthony Kemp, William Barleigh, Törőcsik Mari, Paál László, Pécsi Sándor, John Moulder Brown                                                | -               |
| Pokolrév                             | Markos Miklós                   | 90 p, ff.              | | -               |
| Próféta voltál, szívem               | Zolnay Pál                      | 79 p, ff.              | Darvas Iván, Berek Katalin, ifj. Korga György, Tordai Teri, Drahota Andrea, Almási Éva                                                      | -               |
| Radnóti Miklós                       | Kardos Ferenc                   |                        | | -               |
| A régi nyár                          | Keleti Márton                   | 90 p, szí. zenés f.    | Ruttkai Éva, Latinovits Zoltán, Venczel Vera, Kiss Manyi, Gobbi Hilda, Várkonyi Zoltán                                                      | -               |
| Sirokkó                              | Jancsó Miklós                   | 80 p. szí.             | Jacques Charrier, Marina Vlady, Ewa Swann, Madaras József, Bujtor István, Bánffy György                                                     | -               |
| Szemüvegesek                         | Simó Sándor                     | 83 p, ff.              | Bujtor István, Ronyecz Mária, Törőcsik Mari, Avar István, Major Tamás, Molnár Tibor                                                         | -               |
| Sziget a szárazföldön                | Elek Judit                      | 73 p, ff. dráma        | Kiss Manyi, Dégi István, Margitai Ági, Korga Gyuri, Hamvay Lucy, Novák István                                                               | -               |
| Szombattól hétfőig                   | Mészáros Gyula és Csányi Miklós | 79 p, ff. doku.        | | -               |
| A tanú                               | Bacsó Péter                     | 103 p, szí. vígj.      | Kállai Ferenc, Őze Lajos, Both Béla, Fábri Zoltán, Monori Lili, Iványi József                                                               | Megjelent DVD-n |
| Tízéves Kuba                         | Gaál István                     | doku.                  | | -               |
| Történelmi magánügyek                | Keleti Márton                   | 89 p, ff. dráma        | Ruttkai Éva, Básti Lajos, Kálmán György, Mensáros László, Somogyvári Rudolf, Várkonyi Zoltán                                                | -               |
| Tündérszép lány                      | Szomjas György                  |                        | | -               |
| A varázsló                           | Palásthy György                 | 77 p, szí. ifjúsági f. | Páger Antal, Gobbi Hilda, Agárdy Gábor, Kovács Krisztián, Csákányi László, Laluja Ferenc                                                    | -               |
| Virágvasárnap                        | Gyöngyössy Imre                 | 77 p, ff.              | František Velecký, Tóth Benedek, Hegedűs Erzsi, Iványi József                                                                               | -               |

## 1970-es évek

### 1970
| Cím                                                | Rendező              | Megjegyzés         | Szereplők                                                                                                | DVD             |
| -------------------------------------------------- | -------------------- | ------------------ | --- | --------------- |
| Arc                                                | Zolnay Pál           | 76 p. ff.          | Szirtes Ádám, Drahota Andrea, Cserhalmi György, Mensáros László, Kozák András, Madaras József            | -               |
| Árvíz                                              | András Ferenc        | doku.              | | -               |
| Bartók Béla: az éjszaka zenéje                     | Gaál István          | 6 p. szín. doku.   | | -               |
| Büntetőexpedíció                                   | Magyar Dezső         | 34 p. ff. dráma    | | -               |
| Csak egy telefon                                   | Mamcserov Frigyes    | 72 p. ff. vígj.    | Ruttkai Éva, Vencel Vera, Gábor Miklós, Drahota Andrea, Kiss Manyi, Paudits Béla, Márkus László          | -               |
| DIVSZ-kongresszus                                  | Szörény Rezső        | doku.              | | -               |
| Égi bárány                                         | Jancsó Miklós        | 93 p. szín.        | Madaras József, Daniel Olbrychski, Kozák András, Koltai János, Balázsovits Lajos                         | -               |
| Egy őrült éjszaka                                  | Kardos Ferenc        | 78 p. vígj.        | Mensáros László, Kállai Ferenc, Szirtes Ádám, Törőcsik Mari, Beata Tyszkiewicz, Kánya Kata               | -               |
| Én vagyok Jeromos                                  | Tímár István         | 73 p, szín. vígj.  | Alfonzó, Harsányi Gábor, Kállai Ferenc, Psota Irén, Bujtor István, Pálos Zsuzsa                          | Megjelent DVD-n |
| Érik a fény                                        | Szemes Mihály        | 89 p, szín.        | | -               |
| Fekete vonat                                       | Schiffer Pál         | 40 p. ff. doku.    | | -               |
| Füst                                               | Jancsó Miklós        |                    | | -               |
| A gyilkos a házban van                             | Bán Róbert           | 94 p. ff. krimi    | Stanislaw Mikulski, Bitskey Tibor, Kiss Manyi, Feleki Kamill, Garas Dezső, Márkus László                 | -               |
| Gyula vitéz télen-nyáron                           | Bácskai Lauró István | 76 p. szín. vígj.  | Koncz Gábor, Kállai Ferenc, Őze Lajos, Almási Éva, Szilvássy Annamária, Sunyovszky Szilvia               | -               |
| A halhatatlan légiós – akit csak Phowardnak hívtak | Somló Tamás          | 88 p. szín. vígj.  | Őze Lajos, Dőry Virág, Kovács Károly, Alfonzó, Raksányi Gellért, Kéry Gyula, Bárdy György                | -               |
| Hatholdas rózsakert                                | Ranódy László        | 70 p. szín. vígj.  | Tolnay Klári, Tahi-Tóth László, Drahota Andrea, Kiss Manyi, Páger Antal                                  | -               |
| Ítélet                                             | Kósa Ferenc          | 91 p. ff.          | Bessenyei Ferenc, Major Tamás, Koltai János, George Mottoi, Sebők Klára                                  | -               |
| Kivételes időszak                                  | Szörény Rezső        |                    | | -               |
| Kurtalábú pásztor                                  | Homoki Nagy István   | 70 p. szín.        | természetfilm                                                                                            | -               |
| Lányok                                             | Szomjas György       |                    | | -               |
| Magasiskola                                        | Gaál István          | 81 p. szín.        | Ivan Andonov, Bánffy György, Meszléry Judit, Harsányi Gábor                                              | -               |
| Mérsékelt égöv                                     | Kézdi-Kovács Zsolt   | 79 p. ff.          | Somogyvári Rudolf, Törőcsik Mari, Kozák András, Benkő Péter                                              | -               |
| Modern edzésmódszerek                              | Ternovszky Béla      |                    | | -               |
| N.N., a halál angyala                              | Herskó János         | 94 p. szín.        | Gábor Miklós, Ruttkai Éva, Törőcsik Mari, Őze Lajos, Pécsi Ildikó, Darvas Iván                           | -               |
| Nászutak                                           | Szomjas György       |                    | | -               |
| Örökösök                                           | Kovács András        | ff. doku.          | | -               |
| A pacifista                                        | Jancsó Miklós        |                    | | -               |
| Staféta                                            | Kovács András        | 92 p, ff.          | Bencze Ilona, Bálint András, Semjén Anita, Csiky András, Blaskó Péter, Verebes István                    | -               |
| Szemtől szemben                                    | Várkonyi Zoltán      | 86 p, szí. játékf. | Sinkovits Imre, Básti Lajos, Latinovits Zoltán, Bitskey Tibor, Szirtes Ádám, Benkő Gyula                 | -               |
| Szerelem                                           | Makk Károly          | 98 p. ff.          | Darvas Lili, Törőcsik Mari, Darvas Iván, Orsolya Erzsi, Mensáros László, Bitskey Tibor                   | Megjelent DVD-n |
| Szerelmesfilm                                      | Szabó István         | 134 p. szín.       | Bálint András, Halász Judit, Békés Rita, Lucyna Winnicka, Huszti Péter, Berényi Éva                      | Megjelent DVD-n |
| Szerelmi álmok – Liszt, I–II.                      | Keleti Márton        | 171 p. szín.       | Sinkovits Imre, Adriadna Shengelaya, Pécsi Sándor, Igor Dimitriyev, Klara Kuchko, Larissa Trembovelskaya | Megjelent DVD-n |
| Szeressétek Odor Emiliát!                          | Sándor Pál           | 82 p. szín.        | Bulla Elma, Szabó Gabriella, Sulyok Mária, Törőcsik Mari, Ronyecz Mária, Moór Marianna                   | -               |
| Szép lányok, ne sírjatok                           | Mészáros Márta       | 89 p. ff. zenés f. | Zala Márk, Jaroslava Schallerová, Blaskó Péter, Balázsovits Lajos, Bujtor István, Hegedűs Erzsi          | -               |
| Szép magyar komédia                                | Banovich Tamás       | 81 p. szín.        | Sztankay István, Beata Tyszkiewicz, Széles Anna, Gyöngyösi Katalin, Madaras József, Koncz Gábor          | -               |
| Találkozunk 1972-ben (Sötétben-világosban)         | Elek Judit           | doku.              | | -               |
| Udvarok                                            | Kollányi Ágoston     |                    | | -               |
| Utazás a koponyám körül                            | Révész György        | 77 p. szín. dráma  | Latinovits Zoltán, Ruttkai Éva, Törőcsik Mari, Balázs Samu, Major Tamás, Pécsi Sándor                    | -               |
| A válogatás                                        | Gazdag Gyula         | 40 p. ff. doku.    | | -               |

### 1971
| Cím                           | Rendező              | Megjegyzés            | Szereplők                                                                                     | DVD             |
| ----------------------------- | -------------------- | --------------------- | --------------------------------------------------------------------------------------------- | --------------- |
| Agitátorok                    | Magyar Dezső         | 82 p, ff. dráma       | Bódy Gábor, Földes László, Bertalan László, Cserhalmi György, Szentjóby Tamás, Dobai Péter    | -               |
| Csárdáskirálynő               | Szinetár Miklós      | 102 p, szí. zenés f.  | Anna Moffo, Latinovits Zoltán, Psota Irén, Garics János, René Kolo, Pitykés Maca              | -               |
| A fekete város I–II.          | Zsurzs Éva           | 200 p, szí. TV. dráma | Bessenyei Ferenc, Páger Antal, Bitskey Tibor, Kállay Ilona, Benkő Péter, Szirtes Ádám         | Megjelent DVD-n |
| Férfijáték                    | András Ferenc        | doku.                 |                                                                                               | -               |
| A gyáva                       | Mihályfi Imre        | 90 p. dráma           | Huszti Péter, Kállai Ferenc, Kálmán György, Tordai Teri                                       | -               |
| Hahó, Öcsi!                   | Palásthy György      | 89 p, szí. gyerekf.   | Kovács Krisztián, Kiss Manyi, Koncz Gábor, Szakács Eszter, Laluja Ferenc, Kassai Tünde        | Megjelent DVD-n |
| Hangyaboly                    | Fábri Zoltán         | 99 p, szí.            | Vass Éva, Törőcsik Mari, Andai Györgyi, Apor Noémi, Makay Margit, Pap Éva, Kohut Magda        | -               |
| Holt vidék                    | Gaál István          | 87 p, szí. dráma      | Törőcsik Mari, Ferenczi István, Patkós Irma, Jelisztratov Szergej, Papp József, Ambrus András | -               |
| Horizont                      | Gábor Pál            | 81 p. ff. dráma       | Fried Péter, Orosz Lujza, Marossy Szilvia, Madaras Jósef, Bognár Zsuzsa                       | -               |
| Jelenidő                      | Bacsó Péter          | 111 p, ff.            |                                                                                               | -               |
| Kapaszkodj a fellegekbe!      | Szász Péter          | 150 p, szí. szatíra   | Darvas Iván, Gunnar Cilinszkij, Mensáros László, Vaszilij Suksin                              | -               |
| Képzelt beteg                 | Egri István          | 82 p, ff.             | Bessenyei Ferenc, Ruttkay Éva, Bitskey Tibor, Csákányi László, Detre Annamária                | Megjelent DVD-n |
| Kitörés                       | Bacsó Péter          | 113 p. szín.          | Oszter Sándor, Lendvai Katalin, Iványi József, Hőgye Zsuzsa, Bognár Zsuzsa, Liska Tibor       | -               |
| A legszebb férfikor           | Simó Sándor          | 86 p, TV.             | Latinovits Zoltán, Tímár Éva, Ronyecz Mária                                                   | -               |
| A lőrinci fonóban             | Mészáros Márta       | doku.                 |                                                                                               | -               |
| Nyulak a ruhatárban           | Bácskai Lauró István | 83 p, szí. szatira    | Páger Antal, Gobbi Hilda, Iglódi István, Schütz Ila, Inke László, Rajz János                  | -               |
| Madárkák                      | Böszörményi Géza     | 80 p, szí. vígj.      | Bánsági Ildikó, Schütz Ila, Szilágyi Tibor, Őze Lajos, Cserhalmi György, Haumann Péter        | -               |
| Még kér a nép                 | Jancsó Miklós        | 87 p, szí.            | Madaras József, Orbán Tibor, Molnár Tibor, Juhász Jácint, Bürös Gyöngyi, Drahota Andrea       | -               |
| Meztelen vagy                 | Gyöngyössy Imre      | 93 p, szí.            | Oszter Sándor, Szeghő István, Rácz Irén, Seres Józsefné, Fényes Tiborné, Cserhalmi Erzsi      | -               |
| Prés                          | Maár Gyula           | 67 p.                 | Törőcsik Mari, Szilárdy István, Szilágyi Tibor                                                | -               |
| A próba                       | Gábor Pál            | doku.                 |                                                                                               | -               |
| Reménykedők                   | Rényi Tamás          | 77 p, szí.            | Tolnay Klári                                                                                  | -               |
| Sárika, drágám                | Sándor Pál           | 95 p, ff. dráma       | Kern András, Koltai Róbert, Schütz Ila, Verebes István, Sólyom Kati                           | -               |
| Szindbád                      | Huszárik Zoltán      | 98 p, szí.            | Latinovits Zoltán, Ruttkai Éva, Dayka Margit, Nagy Anna, Andai Györgyi, Szegedi Erika         | Megjelent DVD-n |
| Tanítókisasszonyok            | Rózsa János          | doku.                 |                                                                                               | -               |
| Tisztelet az öregasszonyoknak | Huszárik Zoltán      | 12 p. szí. filmetüd   |                                                                                               | -               |
| Tisztelt cím                  | Gyarmathy Lívia      | 12 p. ff. doku.       |                                                                                               | -               |
| Végre, hétfő                  | Kenyeres Gábor       | 68 p, ff.             | Zala Márk, Szabó Ildikó, Patkós Irma, Horváth Teri, Cserhalmi György, Kern András             | -               |

### 1972
| Cím                              | Rendező                   | Megjegyzés                 | Szereplők | DVD             |
| -------------------------------- | ------------------------- | -------------------------- | --- | --------------- |
| Bob herceg                       | Keleti Márton             | 88 p, szí. operett         | Nagy Gábor, Tordai Teri, Szerencsi Éva, Bánky Zsuzsa, Bárdy György, Somogyvári Rudolf                          | Megjelent DVD-n |
| Botütés saját kérésre            | Rózsa János               | szí. doku                  | | -               |
| Csudavilág                       | Rózsa János               | rövidf.                    | | -               |
| Emberrablás magyar módra         | Várkonyi Zoltán           | 75 p, szí.                 | Kállai Ferenc, Őze Lajos, Tahi-tóth László, Mensáros László, Garas Dezső                                       | -               |
| Forró vizet a kopaszra           | Bacsó Péter               | 80 p, szí.                 | Szabó Lajos, Pásztor Erzsi, Haumann Péter, Bencze Ferenc                                                       | -               |
| Fotográfia                       | Zolnay Pál                | 80 p, ff. zenés doku-dráma | Zala Márk, Sebő Ferenc, Iglódi István                                                                          | Megjelent DVD-n |
| Fuss, hogy utolérjenek…          | Keleti Márton             | 92 p, szí. krimi           | Pécsi Sándor, Bodrogi Gyula, Zalatnay Sarolta, Páger Antal, Balázs Péter, Bárdy György                         | -               |
| Füredi Annabál                   | Szomjas György            | doku                       | | -               |
| Hahó, a tenger!                  | Palásthy György           | 65 p, szí. gyerekf.        | Kovács Krisztián, Muszte Anna, Balázsovits Lajos, Schütz Ila, Gobbi Hilda, Csákányi László                     | Megjelent DVD-n |
| Harminckét nevem volt            | Keleti Márton             | 89 p, ff. dráma            | Cs. Németh Lajos, Huszti Péter, Tahi-Tóth László                                                               | -               |
| A határozat                      | Ember Judit, Gazdag Gyula | 105 p, ff. doku            | Estélyi Gyula, Bóka István, Farkas Gyula, Gróf István, Holndonner Tibor                                        | -               |
| Hekus lettem                     | Fejér Tamás               | 98 p, ff.                  | Bencze Ilona                                                                                                   | -               |
| Ifivezetők                       | Bódy Gábor                | 42 p. ff. doku             | | -               |
| Jó estét nyár, jó estét szerelem | Szőnyi G. Sándor          | 195 p, ff.                 | Harsányi Gábor, Tordai Teri, Halász Judit, Törőcsik Mari, Tolnay Klári, Koncz Gábor, Pécsi Sándor, Urbán Erika | Megjelent DVD-n |
| Lányarcok tükörben               | Bán Róbert                | 83 p, szí.                 | Bodnár Erika, Egry Mária, Kállai Ilona, Márkus László, Ronyecz Mária, Vogt Károly                              | -               |
| Lila ákác                        | Székely István            | 82 p, szí.                 | Halász Judit, Bálint András, Moór Marianna, Ráday Imre, Kibédi Ervin, Suka Sándor                              | -               |
| Macskajáték                      | Makk Károly               | 100 p. dráma               | Dajka Margit, Bulla Elma, Törőcsik Mari, Balázs Samu, Makay Margit, Dombrády Éva, Piros Ildikó                 | -               |
| Magyar vakáció                   | Szomjas György            |                            | | -               |
| Makra                            | Rényi Tamás               | 95 p, ff. dráma            | Juhász Jácint, Csomós Mari, Molnár Piroska, Bánsági Ildikó, Koncz Gábor, Horváth Sándor                        | -               |
| A magyar ugaron                  | Kovács András             | 89 p, ff.                  | Latinovits Zoltán, Horváth Sándor, Drahota Andrea, Mensáros László, Páger Antal, Ungváry László                | -               |
| Nápolyt látni és…                | Bácskai Lauró István      | 79 p, szí.                 | Ernyey Béla, Váradi Hédi, Halász Judit, Bujtor István, Páger Antal, Greguss Zoltán, Kovács György              | -               |
| Nincs idő                        | Kósa Ferenc               | 96 p, szí.                 | Lohinszky Loránd, Szilágyi Tibor, Haumann Péter, Konyorcsik János, Vándor József, Madaras József               | -               |
| A primadonna                     | Sándor Pál                |                            | Garas Dezső, Kern András, Patkós Irma                                                                          | -               |
| Romantika                        | Kézdi-Kovács Zsolt        | 87 p, szí. dráma           | Michael Delahaye, Madaras József, Soós Edit, Szegő István, Szirtes Ádám                                        | -               |
| A sípoló macskakő                | Gazdag Gyula              | 105 p, ff.                 | Mész András, Gergely Gábor, Vayer Tamás                                                                        | -               |
| Szeminárium                      | Szörény Rezső             |                            | | -               |
| Utazás Jakabbal                  | Gábor Pál                 | 82 p, szí.                 | Ion Bog, Huszti Péter, Szendrő Iván, Szabó Éva, Andai Györgyi, Bodnár Erika                                    | -               |
| Volt egyszer egy család          | Révész György             | 89 p, szí. vígj.           | Mensáros László, Latinovits Zoltán, Ruttkai Éva, Ruttkai Attila, Dajka Margit, Törőcsik Mari                   | -               |
| A vőlegény nyolckor érkezik      | Magyar József             | 93 p, szí. vígj.           | Pongrácz Imre, Schubert Éva, Andai Györgyi, Gobbi Hilda                                                        | -               |

### 1973
| Cím                              | Rendező           | Megjegyzés                                            | Szereplők | DVD             |
| -------------------------------- | ----------------- | ----------------------------------------------------- | --- | --------------- |
| Álljon meg a menet               | Gyarmathy Lívia   | 82 p, szatíra                                         | Bulla Elma, Eva Ras, Horváth Sándor, Madaras József, Szilágyi Tibor, Szirtes Ádám                               | -               |
| Ártatlan gyilkosok               | Várkonyi Zoltán   | 105 p, ff.                                            | Mensáros László, Huszti Péter, Tahi-tóth László, Sunyovszky Szilvia, Benkő Gyula, Horváth Sándor                | -               |
| Ça ira                           | Kovásznai György  | 9 p. szí. kísérleti f.                                | | -               |
| Csínom Palkó                     | Keleti Márton     | 93 p, szí. kaland                                     | Nagy Gábor, Benkő Péter, Huszti Péter, Szemes Mari, Haumann Péter, Hűvösvölgyi Ildikó                           | -               |
| Dózsa népe                       | András Ferenc     | doku                                                  | | -               |
| Egy kis hely a nap alatt         | Szász Péter       | 101 p, ff.                                            | Bencze Ferenc, Margitai Ági, Máriáss József, Ion Bog, Kenderesi Tibor, Koltai Róbert                            | -               |
| Egy srác fehér lovon             | Palásthy György   | 77 p, ff.                                             | Gór Nagy Mária, Oszter Sándor, Koncz Gábor, Rajz János, Bodnár Erika, Csákányi László                           | -               |
| Gyakorlatok                      | Szomjas György    |                                                       | | -               |
| Harmadik nekifutás               | Bacsó Péter       | 103 p, ff.                                            | Avar István, Kassai Ilona, Bodor Tibor, Madaras József, Molnár Piroska, Matzy Alice                             | -               |
| Hét tonna dollár                 | Hintsch György    | 84 p, szí. vígj.                                      | Kabos László, Bárdy György, Darvas Iván, Vörös Eszter, Parragi Mária, Inke László                               | -               |
| Illatos út a semmibe             | Magyar József     | 95 p, szí.                                            | Bárdy György, Kállai Ferenc, Sinkovits Imre, Bánhidi László, Pongrácz Imre, Esztergályos Cecília, Andai Györgyi | -               |
| Istenmezején 1972–73-ban         | Elek Judit        | 63 p. ff. doku. (folytatása: Egyszerű történet, 1975) | | -               |
| János vitéz                      | Jankovics Marcell | rajzf.                                                | | -               |
| Kakuk Marci                      | Révész György     | 97 p, szí.                                            | Harsányi Gábor, Haumann Péter, Szerencsi Éva, Pálos Zsuzsa, Várhegyi Teréz, Harkányi Endre                      | -               |
| Kincskereső kisködmön            | Szemes Mihály     | 90 p, szí. ifjúsági f.                                | Haumann Péter, Szirtes Ádám, Szűcs Gábor, Gruber István, Medgyesi Mária, Bihari József                          | Megjelent DVD-n |
| Ki van a tojásban?               | Szalkai Sándor    | 81 p, szí. vígj.                                      | Mensáros László, Balázsovits Lajos, Sinkovits Imre, Tomanek Nándor, Kazán István, Bánhidi László                | -               |
| Petőfi ’73                       | Kardos Ferenc     | 89 p, szí.                                            | Kovács Mihály, Kovács Nóra, Can Togay, Csizmadia Tibor, Oszkay Csaba, Szuhay Péter                              | -               |
| Plusz-mínusz egy nap             | Fábri Zoltán      | 92 p, szí. dráma                                      | Anatol Constantin, Bencze Ferenc, Pécsi Ildikó, Tyll Attila, Apor Noémi, Haumann Péter                          | -               |
| Régi idők focija                 | Sándor Pál        | 84 p, szí.                                            | Garas Dezső, Péter Gizi, Major Tamás, Esztergályos Cecília, Temessy Hédi, Márkus László                         | Megjelent DVD-n |
| Soós Imre                        | Sándor Pál        | doku                                                  | Soós Imre | -               |
| Szabad lélegzet                  | Mészáros Márta    | 78 p, ff.                                             | Kútvölgyi Erzsébet, Nagy Gábor, Moór Marianna, Székhelyi József                                                 | -               |
| A szerelem határai               | Szűcs János       | 80 p, szí.                                            | Drahota Andrea, Bitskey Tibor, Káldy Nóra, Szirtes Ádám, Kenderesi Tibor, Faluhelyi Magda                       | -               |
| A törökfejes kopja               | Zsurzs Éva        | 87 p, szí.                                            | Vas-Zoltán Iván, Szerencsi Éva, Ivánka Csaba, Horváth Péter, Szurdi Miklós, Helyey László                       | -               |
| Tűzoltó utca 25 – álmok a házról | Szabó István      | 90 p, szí.                                            | Lucny Winnicka, Makay Margit, Kovács Károly, Bálint András, Pásztor Erzsi, Lenkey Edit                          | -               |

### 1974
| Cím                               | Rendező            | Megjegyzés                        | Szereplők                                                                                      | DVD             |
| --------------------------------- | ------------------ | --------------------------------- | ---------------------------------------------------------------------------------------------- | --------------- |
| Álmodó ifjúság                    | Rózsa János        | 74 p, szí.                        | Csoma Zoltán, Damenija Csaba, Lohinszky Loránt, Ras Éva, Szabó László                          | -               |
| Ámokfutás                         | Fazekas Lajos      | 94 p, szí.                        | Gyöngyössy Katalin, Huszti Péter, Darvas Iván, Máriáss Melinda, Orsolya Erzsi, Pécsi Ildikó    | -               |
| Bástyasétány hetvennégy           | Gazdag Gyula       | 88 p, szí.                        | Gera Zoltán, Iglódi István, Koltai Róbert, Pogány Judit, Monori Lili                           | Megjelent DVD-n |
| Bekötött szemmel                  | Kovács András      | 83 p, ff. dráma                   | Kozák András, Madaras József, Horváth Sándor, Koltai Jánós, Szabó László                       | -               |
| A dunai hajós                     | Markos Miklós      | 98 p, szí. kaland                 | Koncz Gábor, Agárdy Gábor, Bujtor István, Menszátor Magdolna, Madaras József, Kállai Ferenc    | Megjelent DVD-n |
| Hajdúk                            | Kardos Ferenc      | 88 p, szí.                        | Dzsoko Roszics, Dragomir Felba, Bencze Ferenc, Ion Bog, Oszkay Csaba, Doyne Bird               | -               |
| Holnap lesz fácán                 | Sára Sándor        | 77 p, szí.                        | Szirtes Ádám, Szegedi Erika, Lohinszky Loránd, Benkő Gyula                                     | -               |
| Hószakadás                        | Kósa Ferenc        | 93 p, szí. dráma                  | M. Szabó Imre, Maria Markovicova, Kasza János, Haumann Péter, Pola Raksa, Tánczos Tibor        | -               |
| Idegen arcok                      | Szörény Rezső      | 85 p, ff.                         | Kútvölgyi Erzsébet, Szacsvay László, Boroska Tibor, Gyenes Erika                               | -               |
| Jelbeszéd                         | Luttor Mária       | 91 p, szí.                        | Páger Antal                                                                                    | -               |
| Jutalomutazás                     | Dárday István      | 80 p, szí. dokumentarista játékf. | Tamás Kálmán, Tamás Kálmánné, Borsi József, Simai Mária, Márton István, Hollósi József         | -               |
| Kopjások                          | Palásthy György    | 105 p, ff. dráma                  | Bálint András, Moór Marianna, Fülöp Zsigmond, Andai Györgyi, Bánsági Ildikó, Kálmán György     | -               |
| A locsolókocsi                    | Kézdi-Kovács Zsolt | 86 p, szí.                        | Márkus András, Maretics Erika, Lengyel Péter, Józsa Andrea, Józsa Zsuzsa                       | -               |
| Macskajáték                       | Makk Károly        | 118 p, szí. dráma                 | Dajka Margit, Bulla Elma, Törőcsik Mari, Balázs Samu, Dombrády Éva, Piros Ildikó               | -               |
| Örökzöld fehérben feketében       | Szász Péter        | 160 p.                            | Rátonyi Róbert, Kovács Kati, Ruttkai Éva, Huszti Péter                                         | -               |
| Partita                           | Erdély Miklós      |                                   |                                                                                                | -               |
| A Pendragon legenda               | Révész György      | 94 p, szí. krimi                  | Latinovits Zoltán, Darvas Iván, Tordai Teri, Tímár Béla, Kállai Ferenc, Major Tamás            | Megjelent DVD-n |
| Plutó és Puck, a csínytevők       | Homoki Nagy István | 20 p. szí.                        | természetfilm                                                                                  | -               |
| Pókháló                           | Mihályfi Imre      | 95 p. ff.                         |                                                                                                | -               |
| Segesvár                          | Lányi András       | 64 p, ff. dráma                   | Mensáros László. Solti Bertalan, Dobák Lajos, Kovács Károly, Balog Tamás                       | -               |
| Szarvassá vált fiúk               | Gyöngyössy Imre    | 85 p, szí.                        | Bencze Ilona, Bihari Jósef, Fried Péter, Gyöngyössy Katalin, Győry Emil, Hegedűs Erzsi         | -               |
| Szerelmem, Elektra                | Jancsó Miklós      | 71 p, szí. dráma                  | Törőcsik Mari, Cserhalmi György, Madaras József, Balázsovits Lajos, Bajcsay Mária, Bige József | -               |
| Szikrázó lányok                   | Bacsó Péter        | 97 p, szí.                        | Avar István, Bodnár Erika, Bánsági Ildikó, Bódi Magdi, Csongrádi Kata, Csákányi Eszter         | -               |
| Szilveszter                       | Ragályi Elemér     | 14 p. ff.                         |                                                                                                | -               |
| Tűzikovácsok                      | Zsombolyai János   |                                   |                                                                                                | -               |
| Vállald önmagadat                 | Mamcserov Frigyes  | 83 p, szí.                        |                                                                                                | -               |
| Várakozók                         | Gyöngyössy Imre    | 90 p, szí.                        | Törőcsik Mari, Maja Komorowska, Bodnár Erika, Balázsovits Lajos, Fodor Tamás, Szacsvay László  | -               |
| Végül                             | Maár Gyula         | 92 p, ff. dráma                   | Jozef Króner, Szacsvay László, Lázár Kati, Kálmán György, Törőcsik Mari, Deák Sándor           | -               |
| A 74-es nyár emlékére             | Kovásznai György   | 10 p. szí. anim.                  |                                                                                                | -               |
| 141 perc a befejezetlen mondatból | Fábri Zoltán       | 140 p., szín. dráma               | Bálint András, Sáfár Anikó, Latinovits Zoltán, Csomós Mari, Bisztray Mária, Mensáros László    | -               |
| Napraforgó                        | Horváth Z. Gergely | 96 p. (olasz kop.)                | Paola Pitagora, Mario Maranzana, Carla Romanelli, Darvas Iván, Bán György, Bánsági Ildikó      | -               |

### 1975
| Cím                               | Rendező           | Megjegyzés                                               | Szereplők | DVD             |
| --------------------------------- | ----------------- | -------------------------------------------------------- | --- | --------------- |
| Amerikai anzix                    | Bódy Gábor        | 105 p, ff.                                               | Cserhalmi György, Csutorás Sándor, Fekete András, Latinovits Zoltán                                            | -               |
| Autó                              | Böszörményi Géza  | 74 p, szí. vígj.                                         | Eva Ras, Juhász Jácint, Gilles Legris, Pásztor Erzsi, Temessy Hédi, Nagy Anna                                  | -               |
| Azonosítás                        | Lugossy László    | 85 p, szí.                                               | Cserhalmi György, Madaras József, Kiss Mari, Koltai Róbert, Holl István, Czár Sándorné                         | -               |
| Barátom, Bonca                    | Katkics Ilona     | 61 p, ifjúsági f.                                        | Kovács Krisztián, Csákányi László (hang), Berkes Gábor, Bujtor István, Kőmíves Sándor, Patkós Irma             | Megjelent DVD-n |
| Csontváry                         | Várkonyi Gábor    | 91 p, szí.                                               | Őze Lajos, Sztankay István, Inke László                                                                        | -               |
| Déryné, hol van?                  | Maár Gyula        | 93 p, szí.                                               | Törőcsik Mari, Kállai Ferenc, Sulyok Mária, Ráday Imre, Major Tamás                                            | -               |
| Egyszerű történet                 | Elek Judit        | 2 × 55 p, ff. doku (Istenmezején 1972–73-ban folytatása) | | -               |
| Ereszd el a szakállamat!          | Bacsó Péter       | 95 p, szí. vígj.                                         | Helyey László, Kállai Ferenc, Major Tamás, Őze Lajos, Bánsági Ildikó, Temessy Hédi                             | -               |
| Az idők kezdetén                  | Rényi Tamás       | 92 p, szí.                                               | Cserhalmi György, Horváth Sándor, Bordán Irén, Bodnár Erika, Simon György, Szerencsi Hugó                      | -               |
| A járvány                         | Gábor Pál         | 90 p, szí.                                               | Kozák András, Anna Chodakowska, Ion Bog, Reviczky Gábor, Szacsvay László, Koncz Gábor                          | -               |
| A kenguru                         | Zsombolyai János  | 100 p, szí.                                              | Gálffi László, Vándor Éva, Koltai Róbert, Pártos Erzsi, Tarján Györgyi                                         | -               |
| Kenyér és cigaretta               | Csányi Miklós     | 72 p, szí.                                               | Szirtes Ádám, Hegedüs Erzsi, Jana Plichtová, Fekete Gizi, Kállai Ferenc, Ronyecz Mária                         | -               |
| Két pont közt a legrövidebb görbe | Révész György     | 89 p, szí.                                               | | -               |
| Le a cipővel! (Nyár a szigeten)   | Szabó Attila      | 54 p. szí. kaland                                        | Kaló Flórián, Kovács Károly, Gyenge Árpád, Soós Lajos, Bánhidi László, Paudits Béla                            | Megjelent DVD-n |
| Legenda a nyúlpaprikásról         | Kabay Barna       | 86 p, szí.                                               | Wojcisch Siemion, Garas Dezső, Halász Judit                                                                    | -               |
| A méla Tempefői                   | Zsurzs Éva        | 99 p. szí.                                               | Balázsovits Lajos, Venczel Vera, Egri István, Haumann Péter, Dégi István, Kalocsay Miklós                      | -               |
| Nevelésügyi sorozat I–V.          |                   | 90 p. doku                                               | Rendezők: Dobray György, Mihályfy László, Dárday István, Vitézy László, Fehér György, Vilt Pál, Szalai Györgyi | -               |
| Örökbefogadás                     | Mészáros Márta    | 88 p, ff. dráma                                          | Berek Katalin, Vígh Gyöngyvér, Fried Péter, Szabó László                                                       | -               |
| II. Richárd                       | Edelényi János    | 88 p. szí.                                               | Jordán Tamás, Lukács Sándor, Básti Lajos, Polgár Géza, Gelley Kornél                                           | Megjelent DVD-n |
| Százéves asszony                  | Málnay Levente    | 58 p. szí. TV-f.                                         | Gobbi Hilda, Feleki Kamill, Békés Rita, Andai Györgyi, Körmendi János, Kautzky József, Komlós Juci             | -               |
| Tűzgömbök                         | Fehér Imre        | 85 p, ff.                                                | Szűcs Gábor, Mészáros Ági, Solti Bertalan, Sinkó László, Káldi Nóra, Váradi Hédi                               | -               |
| Vörös rekviem                     | Grunwalsky Ferenc | 94 p, ff.                                                | Andorai Péter, Lontay Miklós, Szacsvay László, Petri György                                                    | -               |

### 1976
| Cím                        | Rendező                                             | Megjegyzés         | Szereplők | DVD             |
| -------------------------- | --------------------------------------------------- | ------------------ | --- | --------------- |
| Árvácska                   | Ranódy László                                       | 93 p, szí.         | Czinkóczi Zsuzsa, Bihary József, Nagy Anna, Moór Marianna, Nagy Imre, Horváth Sándor                              | Megjelent DVD-n |
| Babfilm                    | Foky Ottó                                           | anim.              | | -               |
| Ballagó idő                | Fejér Tamás                                         | 96 p, szí.         | Tóth Sándor, Káldi Nóra, Juhász Jácint, Tolnay Klári, Páger Antal, Bihari József, Latinovits Zoltán, Makay Margit | -               |
| Budapesti mesék            | Szabó István                                        | 89 p, szí.         | Bálint András, Bánsági Ildikó, Békés Rita, Bódis Irén, Huszárik Zoltán, Maja Komorowska                           | Megjelent DVD-n |
| Égi csikón léptet a nyár   | Gothár Péter                                        |                    | | -               |
| Fekete gyémántok I–II.     | Várkonyi Zoltán                                     | 162 p, szí.        | Huszti Péter, Sunyovszky Szilvia, Haumann Péter, Szabó Sándor, Tolnay Klári, Koncz Gábor                          | -               |
| Ha megjön József           | Kézdi-Kovács Zsolt                                  | 85 p, szí.         | Ruttkai Éva, Monori Lili, Pogány György, Koncz Gábor, Bujtor István, Ronyecz Mária                                | -               |
| Herkulesfürdői emlék       | Sándor Pál                                          | 87 p, szí.         | Holman Endre, Szabó Sándor, Garas Dezső, Carla Romanelli, Pécsi Ildikó, Margittay Ági                             | -               |
| Hungária Kávéház           | Makk Károly, Korbinian Köberle, Hagen Mueller-Stahl | 6 × 26 p, szí.     | Benkő Gyula, Voith Ági, Benkő Péter, Gyöngyössy Katalin, Huszti Péter, Lőte Attila, Temessy Hédi                  | -               |
| A kard                     | Dömölky János                                       | 77 p, szí. szatíra | Haumann Péter, Szemes Mari, Őze Lajos, Kállai Ferenc, Sinkovits Imre                                              | -               |
| Kenyér és cigaretta        | Csányi Miklós                                       | 72 p, szí.         | Szirtes Ádám, Hegedüs Erzsi, Jana Plichtová, Fekete Gizi, Kállai Ferenc, Ronyecz Mária                            | -               |
| Két elhatározás            | Gyöngyössy Imre, Kabay Barna                        | 74 p, ff. doku     | | -               |
| Kilenc hónap               | Mészáros Márta                                      | 88 p, szí. dráma   | Monori Lili, Jan Nowicki, Dzsoko Roszics, Berek Katalin                                                           | -               |
| A királylány zsámolya      | Fejér Tamás                                         | 80 p, szí.         | Balázsovits Lajos, O. Szabó István, Molnár Tibor, Kiss Mari, Barbinek Péter                                       | -               |
| Kísértet Lublón            | Bán Róbert                                          | 97 p, szí.         | Cserhalmi György, Bordán Irén, Garas Dezső, Kállai Ferenc, Márkus László, Ráday Imre                              | Megjelent DVD-n |
| Köznapi legenda            | Félix László                                        | 70 p. dráma        | Helmut Qualtinger, Máriáss József, Horváth Teri, Szemes Mari, Drahota Andrea, Franz Rudnick                       | -               |
| Labirintus                 | Kovács András                                       | 87 p, ff.          | Ruttkai Éva, Kállai Ferenc, Avar István, Szakács Eszter, Horváth Sándor, Bessenyei Ferenc                         | -               |
| Lúdas Matyi                | Dargay Attila                                       | rajzf.             | | -               |
| Mélosz pusztulása          | Ritsos Yannis                                       |                    | | -               |
| Mundstock úr               | Vészi János                                         |                    | | -               |
| A násznép                  | Gothár Péter                                        | TV-f.              | | -               |
| Öndivatbemutató            | Hajas Tibor                                         | 15 p. ff.          | | -               |
| Az öreg                    | Révész György                                       | 102 p, ff.         | Latinovits Zoltán, Harsányi Gábor, Haumann Péter, Tomanek Nándor, Pécsi Ildikó, Dajka Margit                      | -               |
| Az ötödik pecsét           | Fábri Zoltán                                        | 111 p, szí.        | Őze Lajos, Márkus László, Bencze Ferenc, Horváth Sándor, Latinovits Zoltán, Nagy Gábor                            | -               |
| A piacere                  | Huszárik Zoltán                                     | 20 p. szí.         | | -               |
| Sakk, Kempelen úr!         | Hajdufy Miklós                                      |                    | Sinkovits Imre, Darvas Iván, Tomanek Nándor, Máthé Erzsi, Lukáts Sándor, Koltai János                             | -               |
| Szépek és bolondok         | Szász Péter                                         | 103 p, szí.        | Kállai Ferenc, Meszléry Judit, Bodrogi Gyula, Andor Tamás, Haumann Péter                                          | -               |
| Talpuk alatt fütyül a szél | Szomjas György                                      | 87 p, szí. dráma   | Bujtor István, Dzsoko Roszics, Bordán Irén, Deák Sándor, Revitzky Gábor, Bessenyei Ferenc                         | Megjelent DVD-n |
| Teketória                  | Maár Gyula                                          | 99 p, szí.         | Törőcsik Mari, Mészáros Ági, Lorán Lenke, Stefan Kvietik, Bihari József, Őze Lajos                                | -               |
| Tizenegy több mint három   | Nemere László                                       |                    | Monori Lili, Koltai Róbert, Dajka Margit, Soós Edit                                                               | -               |
| Tükörképek                 | Szörény Rezső                                       | 80 p, szí.         | Jana Plichtová, Bodnár Erika, Őze Lajos, Temessy Hédi, Bálint András, Cserhalmi György                            | -               |
| Unalmukban                 | Gaál István                                         |                    | | -               |
| Zongora a levegőben        | Bacsó Péter                                         | 94 p, szí. szatíra | Juraj Durdiak, Pécsi Ildikó, Őze Lajos, Kállai Ferenc, Major Tamás, Körmendi János                                | -               |
| Meddig él egy fa?          | Almási Tamás                                        | 116 rövidfilm      | | -               |

### 1977
| Cím                       | Rendező             | Megjegyzés                  | Szereplők                                                                                               | DVD |
| ------------------------- | ------------------- | --------------------------- | --- | --- |
| Álommásolatok             | Erdély Miklós       | 93 p, ff. kísérleti f.      | Bartholy Eszter, Bistey Ilona, Harangozó György, Lábas Zoltán                                           | -   |
| Amerikai cigaretta        | Dömölky János       | 67 p, szí.                  | Gobbi Hilda, Makláry Zoltán, Tordy Géza, Moór Marianna                                                  | -   |
| Apám néhány boldog éve    | Simó Sándor         | 95 p, szí.                  | Lohinszky Lóránd, Szakács Eszter, Bujtor István, Patkós Irma, Tarján Györgyi                            | -   |
| Csaló az üveghegyen       | Katkics Ilona       | 89 p. szí.                  | Zenthe Ferenc, Medgyesi Mária, Csákányi László                                                          | -   |
| A csillagszemű            | Markos Miklós       | 110 p, szí. ifjúsági f.     | Juraj Durdiák, Madaras József, Szirtes Ágnes                                                            | -   |
| Defekt                    | Fazekas Lajos       | 70 p. krimi                 | Kern András, Szabó Gyula, Kiss Gábor, Kézdy György, Nagy Gábor, Gyöngyössy Katalin                      | -   |
| Dóra jelenti              | Bán Róbert          | 95 p, szí.                  | Bodrogi Gyula, Ronyecz Mária, Váradi Hédi, Bozóky István, Bánfalvy Ágnes, Dunai Tamás                   | -   |
| Dübörgő csend             | Szíjj Miklós        | 96 p, szí.                  | Madaras József, Horkay János, Kiss Gábor, Kovács János, Ladik Katalin, Major Pál, Siménfalvy Sándor     | -   |
| Egy erkölcsös éjszaka     | Makk Károly         | 95 p, szí.                  | Makay Margit, Psota Irén, Carla Romanelli, Cserhalmi György, Tarján Györgyi                             | -   |
| Ékezet                    | Kardos Ferenc       | 91 p, szí.                  | Halmágyi Sándor, Sinkovits Imre, Eva Ras, Őze Lajos, Kari Györgyi, Lakos Denise                         | -   |
| Fedőneve: Lukács          | Zahariasz, Manosz   | 98 p, szí. (MOSZFILM kopr.) | Kozák András, Oleg Vavilov, Konsztantyin Zaharov, Vlagyimir Vihrov, Vahtang Kikabidze, Georgij Szokolov | -   |
| Filmregény – Három nővér  | Dárday István       | 273 p, ff. dráma            | Himmer Márta, Bodnár Eszter, Szakács Zsuzsa, Dézsi Imre, Dézsi Imréné, Gulyás Györgyné                  | -   |
| Gabi                      | Mamcserov Frigyes   | 75 p. szí.                  | Turay Ida, Ruttkai Éva, Sinkó László                                                                    | -   |
| A kétfenekű dob           | Gazdag Gyula        | 93 p, szí. vígj.            | Rudolf Hrusínsky, Horváth Jenő, Koltai Róbert                                                           | -   |
| Kihajolni veszélyes!      | Zsombolyai János    | 75 p, szí. vígj.            | Szikora János, Tomanek Nándor, Bodrogi Gyula, Bencze Ferenc, Kiss Mari, Koltai Róbert                   | -   |
| Ki látott engem?          | Révész György       | 87 p, szí.                  | Safranek Károly, Hernádi Judit, Törőcsik Mari, Székhelyi József, Straub Dezső, Gáti Oszkár              | -   |
| Kilencedik emelet         | Gyarmathy Lívia     | 39 p. szí. doku             | | -   |
| Kísértés                  | Esztergályos Károly | 83 p, szí. TV-f.            | | -   |
| K. O.                     | Rényi Tamás         | 88 p, szí.                  | Juhász Jácint, Cserhalmi György, Inke László, Kiss Mari, Szabó Gyula                                    | -   |
| A közös bűn               | Mihályfi Imre       | 87 p, szí. dráma            | Horváth Sándor, Várnagy Katalin, Csák György, Némethy Ferenc, Berek Katalin, Horineczky Erika           | -   |
| A lőcsei fehér asszony    | Maár Gyula          | 92 p. szí.                  | Törőcsik Mari, Madaras József, Solti Bertalan, Gelley Kornél, Nagy Gábor, Tarján Györgyi                | -   |
| Magyar Médeia             | Dömölky János       | 116 p. ff. színház          | Szemes Mari, Kránitz Lajos                                                                              | -   |
| A néma dosszié            | Mészáros Gyula      | 104 p, szí.                 | | -   |
| Ők ketten                 | Mészáros Márta      | 92 p, szí.                  | Marina Vlady, Kovács Kati, Monori Lili, Jan Nowicki, Czinkóczi Zsuzsa, Meszléry Judit, Tolnai Miklós    | -   |
| Pókfoci                   | Rózsa János         | 87 p, szí.                  | Madaras József, Halász Judit, Rajhona Ádám, Temessy Hédi, Koltai Róbert, Balázs Péter                   | -   |
| Riasztólövés              | Bacsó Péter         | 104 p, szí.                 | Andorai Péter, Kútvölgyi Erzsébet, Simon Ágoston, Földi Teri, Iglódi István                             | -   |
| Sámán                     | Zolnay Pál          | 86 p, szí.                  | Zala Márk Jordán Tamás Marsek Gabi Berek Katalin                                                        | -   |
| Veri az ördög a feleségét | András Ferenc       | 95 p, szí. vígj.            | Pécsi Ildikó, Pásztor Erzsi, Szabó Lajos, Sarlai Imre, Bíró Zoltán, Fésüs Mária                         | -   |
| Előjátékok                | Almási Tamás        | dokumentumfilm              | | -   |

### 1978
| Cím                                 | Rendező                       | Megjegyzés           | Szereplők                                                                                           | DVD             |
| ----------------------------------- | ----------------------------- | -------------------- | --------------------------------------------------------------------------------------------------- | --------------- |
| Abigél                              | Zsurzs Éva                    | 146 p, szí. kaland   | Szerencsi Éva, Básti Lajos, Balázsovits Lajos, Ruttkai Éva, Piros Ildikó, Garas Dezső, Nagy Attila  | Megjelent DVD-n |
| Allegro barbaro Magyar rapszódia 2. | Jancsó Miklós                 | 73 p, szí.           | Cserhalmi György, Czinkóczi Zsuzsa, Balázsovits Lajos, Kovács István, Bujtor István, Solti Bertalan | -               |
| Angi Vera                           | Gábor Pál                     | 92 p, szí. dráma     | Pap Vera, Pásztor Erzsi, Szabó Éva, Dunai Tamás, Halász László, Horváth László                      | -               |
| Csatatér                            | Rózsa János                   | doku                 | | -               |
| Cséplő Gyuri                        | Schiffer Pál                  | 97 p, szí. dráma     | Cséplő György, Cséplő Györgyné, Cséplő István, Sárközi István                                       | -               |
| Csillag a máglyán                   | Ádám Ottó                     | 96 p, szí. dráma     | Huszti Péter, Sztankay István, Mensáros László, Avar István, Schütz Ila                             | -               |
| Drága kisfiam                       | Makk Károly                   | 80 p. dráma          | Tolnay Klári, Gordon Pinsent, Páger Antal, Tábori Nóra, Jeff Lymas, Balázs Samu, Donnelly Rhodes    | -               |
| Egyszeregy                          | Kardos Ferenc                 | 87 p, szí.           | Garas Dezső, Halász Judit, Pécsi Ildikó, Bencze Ferenc, Papp Zoltán                                 | -               |
| Fagyöngyök                          | Ember Judit                   | 86 p, ff. doku       | Sipos Jenő, Sipos Jenőné, Szabó Nóra, Lukasik Eleonóra                                              | -               |
| Fordulat                            | Gábor Pál                     | doku                 | | -               |
| Hotel Magnezit                      | Tarr Béla                     | 12 p. rövidf.        | | -               |
| Keménykalap és krumpliorr           | Bácskai Lauró István          | 100 p, szí. ifjúsági | Kovács Krisztián, Alfonzó, Gruber István, Berkes Gábor, Hamar Pál, Szilágyi István                  | Megjelent DVD-n |
| Kinek a törvénye?                   | Szőnyi G. Sándor              | 84 p, szí. dráma     | Sinkovits Imre, Törőcsik Mari, Balkay Géza, Bencze Ferenc, Nagy Attila, Szabó Gyula                 | -               |
| Krétakör                            | Bódy Gábor                    | 91 p. szí.           | Bánfalvy Ágnes, Márkus László, Voith Ági, Ujlaki Dénes, Simor Ottó, Csiszár Imre                    | -               |
| Küldetés                            | Kósa Ferenc                   | 93 p. doku           | Balczó András                                                                                       | -               |
| Legato                              | Gaál István                   | 99 p, szí.           | Hegedűs D. Géza, Dajka Margit, Tolnay Klári, Orosz Lujza, Kovács Nóra                               | -               |
| Leleplezés                          | Vitézy László, Szalai Györgyi | 75 p, ff. doku       | | -               |
| Magyarok                            | Fábri Zoltán                  | 107 p. szí.          | Koncz Gábor, Pap Éva, Raksányi Gellért, O. Szabó István, Molnár Tibor, Solti Bertalan               | -               |
| Magyar rapszódia                    | Jancsó Miklós                 | 101 p, szí. dráma    | Cserhalmi György, Balázsovits Lajos, Koncz Gábor, Madaras József, Czinkóczi Zsuzsa                  | -               |
| Második jelenlét                    | Jancsó Miklós                 | doku                 | | -               |
| A ménesgazda                        | Kovács András                 | 96 p, szí. dráma     | Madaras József, Bács Ferenc, Fábián Ferenc, Ambrus András, Ferenczy Csongor, Csiky András           | -               |
| Nem élhetek muzsikaszó nélkül       | Sík Ferenc                    | 86 p, szí.           | Oszter Sándor, Szirtes Ágnes, Gobbi Hilda, Máthé Erzsi, Tolnay Klári, Szabó Sándor                  | -               |
| Olyan, mint otthon                  | Mészáros Márta                | 110 p, szí.          | | -               |
| Orvos vagyok                        | Gyöngyössy Imre, Kabay Barna  | 89 p, ff. doku       | | -               |
| Philemon és Baucis                  | Makk Károly                   | 49 p. dráma          | Bulla Elma, Páger Antal, Gálffi László, Máriáss József, Andresz Kati, Bánfalvy Ágnes                | -               |
| Rosszemberek                        | Szomjas György                | 90 p, szí. dráma     | Dzsoko Roszics, Derzsi János, Dörner György, Kiss Mari, Szabó László, Csíkos Gábor                  | Megjelent DVD-n |
| Szabadíts meg a gonosztól           | Sándor Pál                    | 88 p, szí.           | Psota Irén, Garas Dezső, Kútvölgyi Erzsébet, Kern András, Andorai Péter, Stettner Ottó              | Megjelent DVD-n |
| Tíz év múlva                        | Lányi András                  | 88 p, szí.           | Szabó Fruzsina, Balogh Tamás, Lukáts Andor, Antal Imre                                              | -               |
| Tótágas                             | Palásthy György               | 80 p, szí.           | Alekszandr Szorokoletov, Szokol Péter, Palásthy Bea, Moór Marianna, Sonkoly Tamás, Dégi István      | -               |
| 80 huszár                           | Sára Sándor                   | 124 p, szí. dráma    | Dózsa László, Tordy Géza, Madaras József, Juhász Jácint                                             | -               |

### 1979
| Cím                               | Rendező                | Megjegyzés                         | Szereplők | DVD             |
| --------------------------------- | ---------------------- | ---------------------------------- | --- | --------------- |
| Ajándék ez a nap                  | Gothár Péter           | 92 p, szí.                         | Esztergályos Cecília, Hetényi Pál, Pogány Judit, Szabó Lajos, Derzsi János, Sallai Kornélia                    | Megjelent DVD-n |
| Az állatok válaszolnak            | Kollányi Ágoston       | 79 p. szí. ism.terj.               | | -               |
| Áramütés                          | Bacsó Péter            | 105 p, szí.                        | Görbe Nóra, Andorai Péter, Psota Irén, Temessy Hédi, Patkós Irma, Gálffi László                                | -               |
| Békeidő                           | Vitézy László          | 105 p. szí. dokumentarista játékf. | Czink Béla, Fekete András, Bödő Lajos, Kiss Lajos, Kelemen Jenő                                                | -               |
| Bizalom                           | Szabó István           | 115 p. szí.                        | Bánsági Ildikó, Andorai Péter, Halász Judit, Balázsovits Lajos                                                 | -               |
| BUÉK!                             | Szörény Rezső          | 85 p, szí.                         | Bujtor István, Bodnár Erika, Bálint András, Esztergályos Cecília, Káldi Nóra, Meszléry Judit                   | -               |
| Családi tűzfészek                 | Tarr Béla              | 100 p, ff. dráma                   | Horváth Lászlóné, Horváth Krisztina, Horváth László, Kádár Adrienn, Kún Gáborné, Kún Gábor                     | Megjelent DVD-n |
| Égigérő fű                        | Palásthy György        | 84 p, szí.                         | Hintsch György, Ullmann Mónika, Rajz János, Fónay Márta, Máriáss József, Dajka Margit, Drahota Andrea          | -               |
| Élve vagy halva                   | Rényi Tamás            | 80 p. szí. kaland                  | Balázsovits Lajos, Cserhalmi György, Garas Dezső, Tordy Géza, Mécs Károly, Djoko Rosic                         | -               |
| Az erőd                           | Szinetár Miklós        | 92 p, szí. dráma                   | Tanai Bella, Oszter Sándor, Madaras József, Kovács István, Rajhona Ádám, Bács Ferenc                           | -               |
| Fogjuk meg és vigyétek            | Oláh Gábor             | 90 p, szí.                         | Szigeti András, Molnár Piroska, Bordán Irén, Tatár Endre, Hegedűs Erzsi, Kovács János                          | -               |
| Habfürdő                          | Kovásznai György       | 78 p. rajzf.                       | | -               |
| Harcmodor                         | Dárday István          | 164 p, szí. dokumentarista játékf. | | -               |
| Hosszú vágta                      | Gábor Pál              | 100 p, szí.                        | John Savage, Kelly Reno, Bánsági Ildikó, Mensáros László, Bács Ferenc, Sárközi Zoltán, Dzsoko Roszics          | -               |
| Indul a bakterház                 | Mihályfy Sándor        | 66 p.                              | Olvasztó Imre, Horváth Teri, Koltai Róbert, Haumann Péter, Csákányi László, Pécsi Ildikó                       | Megjelent DVD-n |
| A kedves szomszéd                 | Kézdi-Kovács Zsolt     | 90 p, szí. dráma                   | Szabó László, Szabó Lajos, Dajka Margit, Margitai Ági, Solti Bertalan                                          | -               |
| Kentaurok I–II.                   | Zalakevičius, Vytautas | 140 p, szí. (MOSZFILM kopr.)       | | -               |
| Két történet a félmúltból         | Makk Károly            | 106 p. szí. dráma                  | Jozef Króner, Törőcsik Mari, Páger Antal, Bulla Elma, Gálffi László, Bács Ferenc                               | -               |
| Ki beszél itt szerelemről?        | Bacsó Péter            | 93 p. szí.                         | Gálffi László, Tarján Györgyi, Szabó Sándor, Gábor Miklós, Sütő Irén, Horesnyi László                          | -               |
| A kis Valentino                   | Jeles András           | 102 p, ff.                         | Opoczki János, Iványi István, Farkas József, Ladányi Dénes, Székács Béláné, Lévai Ferencné                     | -               |
| Koportos                          | Gyarmathy Lívia        | 72 p. szí. dráma                   | Rostás Mihály, Bogdán Ferenc, Bencze Ferenc, Bán János, Jiří Menzel, Kovács János, Szabó Lajos, Kádár Flóra    | -               |
| Korkedvezmény                     | Magyar József          | 100 p, szí.                        | | -               |
| Mese habbal                       | Bácskai Lauró István   | 85 p, szí. vígj.                   | Bodrogi Gyula, Csákányi László, Pécsi Ildikó, Pogány Judit, Bencze Ferenc, Dunai Tamás                         | -               |
| Minden szerdán                    | Gyarmathy Lívia        | 101 p, szí. dráma                  | Markovich Miklós, Jiří Menzel, Bán János, Meszléry Judit, Eva Ras, Szilágyi Tibor                              | -               |
| A nagyenyedi két fűzfa            | Bán Róbert             | 78 p, szí.                         | Józsa Imre, Vitay András, Málnay Zsuzsa, Kézdy György, Bencze Ferenc, Szoboszlai Sándor                        | -               |
| Nárcisz és Psyché (Psyché I–III.) | Bódy Gábor             | 261 p. szí.                        | Patricia Adriani, Udo Kier, Cserhalmi György, Hornyánszky Gyula, Pilinszky János, Erdély Miklós, Hoppál Mihály | Megjelent DVD-n |
| Októberi vasárnap                 | Kovács András          | 96 p, ff. dráma                    | Bács Ferenc, Klaus Maria Brandauer, Ernyey Béla, Martin Lüttge, Laslo Pataki, Tánczos Tibor                    | -               |
| Rab ember fiai                    | Markos Miklós          | 90 p.                              | Szirtes Ádám, Bitskey Tibor, Radnai György, Szűcs Gábor, Kovács Krisztián, Medgyesi Mária                      | -               |
| A téglafal mögött                 | Makk Károly            | 56 p.                              | Jozef Króner, Törőcsik Mari, Bács Ferenc, Páger Antal, Bulla Elma, Tándor Lajos                                | -               |
| Térmetszés                        | Fábry Péter            | 60 p, ff.                          | Székely Béla, Gaál Erzsébet, Fazekas István, Fodor Tamás, Horváth Péter                                        | -               |
| A trombitás                       | Rózsa János            | 84 p, szí.                         | Csoma Zoltán, Bács Ferenc, Fábián Ferenc, Bencze Ferenc, Koltai Róbert, Papp Zoltán                            | -               |
| Utolsó előtti ítélet              | Grunwalsky Ferenc      | 92 p. szí.                         | Andorai Péter, Petri György, Bánsági Ildikó, Barbinek Péter, Serge Merlin, Kiss Adrienne                       | -               |
| Vasárnapi szülők                  | Rózsa János            | 97 p. szí.                         | Nyakó Júlia, Szakács Melinda, Marton Katalin, Balogh Júlia, Ujlaki Dénes, Pásztor Erzsi                        | -               |
| Hasta Manana                      | Almási Tamás           | dokumentumfilm                     | | -               |

## 1980-as évek

### 1980
| Cím                                                | Rendező                       | Megjegyzés                        | Szereplők | DVD             |
| -------------------------------------------------- | ----------------------------- | --------------------------------- | --- | --------------- |
| Az áldozat                                         | Dobray György                 | 77 p. szí. krimi                  | Reviczky Gábor, Sáfár Anikó, Kállai Ferenc, Sárközy Zoltán, Szoboszlay Sándor, Antal Anett                                 | -               |
| Ballagás                                           | Almási Tamás                  | 97 p, szí. dráma                  | Takács Katalin, Hajdu Ágnes, Mentes József, Csendes László, Szulák Andrea, Temessy Hédi, Zubornyák Zoltán                  | -               |
| Boldog születésnapot, Marilyn!                     | Szörény Rezső                 | 88 p, szí.                        | Esztergályos Cecília, Vajda László, Bodnár Erika, Balázsovits Lajos, Bálint András, Szumrák Vera                           | -               |
| Boldogtalan kalap                                  | Sós Mária                     | 84 p, szí.                        | Földessy Margit, Nagy Anna, Kishonti Ildikó, Fenyő Ervin, Koltai Róbert, Karátson Gábor                                    | -               |
| Circus maximus                                     | Radványi Géza                 | 99 p, szí.                        | Reviczky Gábor, Máté Gábor, Bács Ferenc, Páger Antal, Margitai Ági, Major Tamás                                            | -               |
| Cserepek                                           | Gaál István                   | 87 p, szí. dráma                  | Zygmunt Malanowicz, Gyöngyössy Katalin, Horváth Tamás, Várkonyi Szilvia, Szakács Eszter, Tanai Bella                       | -               |
| Csontváry                                          | Huszárik Zoltán               | 112 p. szí.                       | Ichak Finchi, Holl István, Drahota Andrea, Dajka Margit, Balázs Samu                                                       | -               |
| Fábián Bálint találkozása Istennel                 | Fábri Zoltán                  | 116 p, szí.                       | Koncz Gábor, Venczel Vera, Iványi József, Bánhidy László, Benkő Gyula                                                      | -               |
| Fekete rózsa                                       | Szőnyi G. Sándor              | 105 p. dráma                      | Csomós Mari, Ábrahám Edit, Bujtor István, Csendes László, Kovács László, Apor Noémi                                        | -               |
| Hogyan felejtsük el életünk legnagyobb szerelmét…? | Szász Péter                   | 117 p. szí.                       | | -               |
| Az ibafai kovboj                                   | Schiffer Pál                  | 90 p, szí. dokumentarista játékf. | Csiki Dénes, Csiki Dénesné                                                                                                 | -               |
| Kojak Budapesten                                   | Szalkai Sándor                | 97 p, ff. vígj.                   | Inke László, Esztergályos Cecília, Harsányi Gábor, Szirtes Ádám, Őze Lajos, Gobbi Hilda                                    | -               |
| A légy                                             | Rofusz Ferenc                 | rajzf. (Oscar-díjas)              | | -               |
| Magyarok a prérin                                  | Révész György                 |                                   | | -               |
| Majd holnap                                        | Elek Judit                    | 104 p. szí.                       | Lukáts Andor, Meszléry Judit, Szakács Eszter, Szőke István, Dobos Ildikó, Székely B. Miklós                                | -               |
| Naplemente délben                                  | Hintsch György                | 100 p. szí.                       | | -               |
| Örökség                                            | Mészáros Márta                | 100 p, szí.                       | Jan Nowicki, Monori Lili, Isabelle Huppert, Perczel Zita, Kútvölgyi Erzsébet, Komlós Juci                                  | -               |
| Panonski vrh                                       | Petrovics Éva                 |                                   | | -               |
| A Pogány Madonna                                   | Bujtor István, Mészáros Gyula | 98 p, szí. vígj.                  | Bujtor István, Kern András, Bánhidy László, Benedek Miklós, Zenthe Ferenc, Kállai Ferenc, Gór Nagy Mária                   | Megjelent DVD-n |
| Nárcisz és Psyché I–II.                            | Bódy Gábor                    | 211 p, szí.                       | Patricia Adriani, Udo Kier, Cserhalmi György, Hornyánszky Gyula, Pilinszky János, Erdély Miklós, Hoppál Mihály             | (Psyché I–III.) |
| Ripacsok                                           | Sándor Pál                    | 94 p, szí.                        | Garas Dezső, Kern András, Major Tamás, Udvaros Dorottya, Temessy Hédi, Margitai Ági                                        | Megjelent DVD-n |
| A svéd, akinek nyoma veszett                       | Bacsó Péter                   | 112 p, szí.                       | | -               |
| Színes tintákról álmodom                           | Ranódy László                 | 86 p, szí.                        | Törőcsik Mari, Vass Éva, Darvas Iván, Haumann Péter, Szirtes Ági, Giger János                                              | -               |
| Szerelmem, Elektra                                 | Esztergályos Károly           | ? p, tévéfilm                     | Bán János, T. Katona Ágnes, Kubik Anna, Szerednyey Béla, Tóth Enikő, Bubik István, Bodrogi Gyula, Ábrahám Edit, Frajt Edit | -               |
| Töredék az életről                                 | Gyöngyössy Imre, Kabay Barna  | 90 p. szí.                        | Kovács Mária, Bánffy György, Békés András, Szabó Éva, Vitéz László, Hartmann Teréz                                         | -               |
| Útközben                                           | Mészáros Márta                | 111 p, szí.                       | Delphine Seyrig, Jan Nowicki, Szabó Éva, Tímár Éva, Némethy Ferenc, Mécs Károly, Hegedűs Erzsi                             | -               |
| Veszélyes játékok                                  | Fejér Tamás                   | 97 p. szí.                        | Dirk Schönberger, Jenny Gröllmann, Gunter Sonneson, Ernst Mainke, Rudolf Woschik, Temessy Hédi                             | -               |
| Vámmentes házasság                                 | Zsombolyai János              | 96 p, szí. vígj.                  | Kiss Mari, Esztergályos Cecília, Margitai Ági, Tom Wentzel, Udvaros Dorottya, Gáti Oszkár                                  | -               |

### 1981
| Cím                                             | Rendező                                | Megjegyzés                            | Szereplők                                                                                      | DVD             |
| ----------------------------------------------- | -------------------------------------- | ------------------------------------- | ---------------------------------------------------------------------------------------------- | --------------- |
| Anna                                            | Mészáros Márta                         | 99 p, szí.                            | Marie-José Nat, Jan Nowicki, Marie Lebeé, Gálffi László, Dunai Tamás, Tordai Teri              | -               |
| Bors néni                                       | Bohák György                           | 67 p. szí. mesef.                     | Dajka Margit, Kútvölgyi Erzsébet, Novák János, Verebes István, Másik János, Dés László         | Megjelent DVD-n |
| Cha-Cha-Cha                                     | Kovácsi János                          | 90 p, szí.                            | Rudolf Péter, Tallós Rita, Usztics Mátyás, Hollósi Frigyes, Géczy Dorottya                     | -               |
| Dédelgetett kedvenceink                         | Szalai Györgyi                         | 101 p, szí.                           | Pohárnok Gergely, Járay Csilla, Marosi Miklós, Tóth Erika, Ringer Péter                        | -               |
| Egy nap rock                                    | Sántha László Árvay Jolán              | koncertf., doku (1981, Óbudai-sziget) |                                                                                                | -               |
| Fehérlófia                                      | Jankovics Marcell                      | 90 p. rajzf.                          | Cserhalmi György, Pap Vera, Szemes Mari, Szabó Gyula                                           | -               |
| Fogadó az örök világossághoz                    | Bán Róbert                             | 98 p, szí.                            | Törőcsik Mari, Hernádi Judit, Fülöp Zsigmond, Márkus László, Kálmán György, Szombathy Gyula    | -               |
| Haladék                                         | Fazekas Lajos                          | 80 p, szí.                            | Bujtor István, Gór Nagy Mária, Margitai Ági, Bencze Ferenc, Szakácsi Sándor, Déry Mária        | -               |
| Ideiglenes paradicsom                           | Kovács András                          | 97 p, szí.                            | André Dussollier, Frajt Edit, Szabó László, Bács Ferenc, Ferenczy Csongor, Bánfalvy Ágnes      | -               |
| Kopaszkutya                                     | Szomjas György                         | 115 p, szí.                           | Schuster Lóránt, Földes László, Deák Bill Gyula, Póka Egon, Szénich János, Kőrös József        | Megjelent DVD-n |
| Köszönöm, megvagyunk                            | Lugossy László                         | 101 p, szí.                           | Madaras József, Nyakó Júlia, Kun Vilmos, Szabó Lajos, Kakassy Ági                              | -               |
| Megáll az idő                                   | Gothár Péter                           | 96 p, szí. dráma                      | Znamenák István, Pauer Henrik, Sőth Sándor, Iván Anikó, Kakassy Ági, Hetényi Pál               | Megjelent DVD-n |
| Mephisto I–II.                                  | Szabó István                           | 154 p, szí.                           | Klaus Maria Brandauer, Rolf Hoppe, Karin Boyd, Bánsági Ildikó, Krystyna Janda                  | Megjelent DVD-n |
| A mérkőzés                                      | Kósa Ferenc                            | 107 p, szí.                           | Koncz Gábor, Szilágyi Tibor, Kozák András, Bessenyei Ferenc, Alicja Jachiewicz, Molnár Piroska | -               |
| Néptanítók                                      | Sára Sándor                            | 113 p. szí. doku                      |                                                                                                | -               |
| Névtelen vár                                    | Zsurzs Éva                             | 116 p, szí. TV-f.                     | Koncz Gábor, Pap Vera, Tordai Teri, Szabó Sándor, Pécsi Ildikó, Márkus László                  | -               |
| Rendőrség                                       | Gothár Péter                           | 20 p. TV-f.                           | Rajhona Ádám, Máté Gábor, Koltai Róbert, Udvaros Dorottya, Helyey László, Karácsony Tamás      | -               |
| Requiem                                         | Fábri Zoltán                           | 103 p, szí. dráma                     | Frajt Edit, Balázsovits Lajos, Kálmán György, Gálffi László, Miklósy György, Várhegyi Teréz    | -               |
| Robert és Robert                                | Janisch Attila                         | 25 p. ff.                             | Faisz Gábor, Göndöcs Erika, Udvaros Dorottya, Varga Miklós, Forgách András                     | -               |
| Rontás és reménység                             | Moldován Domokos                       | 95 p, szí.                            |                                                                                                | -               |
| Szabadgyalog                                    | Tarr Béla                              | 124 p. szí. dráma                     | Szabó András, Donkó Imre, Fodor Jolán, Jánossy Ferenc, Kistamás László                         | -               |
| A szeleburdi család                             | Palásthy György                        | 76 p, szí. ifjúsági f.                | Drahota Andrea, Ernyey Béla, Balázs Péter, Mányai Zsuzsa, Ábel Anita, Szani János              | Megjelent DVD-n |
| Szívzűr                                         | Böszörményi Géza                       | 87 p, szí.                            | Máté Gábor, Udvaros Dorottya, Pogány Judit, Básti Juli, Margittay Ági, Jiři Menzel             | -               |
| A transzport                                    | Szurdi András                          | 90 p, szí.                            | Hetényi Pál, Reviczky Gábor, Gáspár Sándor, Gáspár Tibor, Végvári Tamás, Fonyó István          | -               |
| Tündér Lala                                     | Katkics Ilona                          | 81 p. szí. mesef.                     | Mészáros Marci, Ernyey Béla, Benkő Gyula, Sárosi Gábor, Irina Alfjorova, Gelley Kornél         | -               |
| Verzió                                          | Erdély Miklós                          | 51 p. kísérleti f.                    | Ádám Gusztáv, Horváth Ágnes, Vikár László, Rajk László, Peuer Gyula                            | -               |
| Vuk                                             | Dargay Attila                          | 76 p. rajzf.                          |                                                                                                | Megjelent DVD-n |
| Woyzeck                                         | Szirtes János Fodor Tamás Gothár Péter | 75 p, ff.                             | Fazekas István, Fodor Tamás, Nagy József, Székely B. Miklós, Gaál Erzsébet, Németh Ilona       | -               |
| A zsarnok szíve, avagy Boccaccio Magyarországon | Jancsó Miklós                          | 87 p, szí. dráma                      | Cserhalmi György, Hegedűs D. Géza, Madaras József, Márkus László, Sáfár Anikó, Gálffi László   | -               |

### 1982
| Cím                  | Rendező            | Megjegyzés                                          | Szereplők | DVD             |
| -------------------- | ------------------ | --------------------------------------------------- | --- | --------------- |
| Adj király katonát   | Erdőss Pál         | 106 p, ff. dráma                                    | Ozsda Erika, Szendrei Andrea, Nyakó Júlia, Diczházy Dénes, Soltis Lajos, Boroska Tibor                                                                                      | -               |
| Alagút               | Lukáts Andor       | 75 perc, szí. doku                                  | | -               |
| Aranycsapat          | Surányi András     | 132 p. szí. doku                                    | Sebes Guszttáv, Czibor Zoltán, Grosits Gyula, Hidegkuti Nándor, Puskás Ferenc, Ádám József                                                                                  | -               |
| A bankett            | Gazdag Gyula       | doku                                                | | -               |
| Budapest-Muzsika     | Jancsó Miklós      | 54 p. zenés f.                                      | Gyarmati István, Jávor Vilmos, Tolcsvay László, Szörényi Levente, Jeney Zoltán, Lehotka Gábor                                                                               | -               |
| Csak semmi pánik     | Szőnyi G. Sándor   | 84 p, szí. vígj.                                    | Bujtor István, Kern András, Zenthe Ferenc, Bánhidi László, Bodrogi Gyula, Medveczky Ilona, Koncz Gábor, Sunyovszky Szilvia, Petra Hinze, Székhelyi József, Kossovits Mónika | -               |
| Dögkeselyű           | András Ferenc      | 115 p, szí.                                         | Cserhalmi György, Maria Gładkowska, Temessy Hédi, Perczel Zita, Blaskó Péter                                                                                                | Megjelent DVD-n |
| Egymásra nézve       | Makk Károly        | 103 p. szí. dráma                                   | Jadwiga Jankowska-Cieslak, Grazyna Szapolowska, Jozef Króner, Andorai Péter, Reviczky Gábor                                                                                 | -               |
| Az idő urai          | René Laux          | 78 p. francia-m. rajzf.                             | | -               |
| Kabala               | Rózsa János        | 100 p, szí. dráma                                   | Nyakó Júlia, Jakab Zoltán, Esztergályos Cecília, Garas Dezső, Bán János | -               |
| Kettévált mennyezet  | Gábor Pál          | 102 p, szí.                                         | Básti Juli, Jan Nowicki, Ábrahám Edit, Szabó Éva, Hetényi Pál | -               |
| A koncert            | Koltay Gábor       | koncertf. (az Illés-együttes 1981.3.26-i koncertje) | | -               |
| Napló gyermekeimnek  | Mészáros Márta     | 107 p, ff.                                          | Czinkóczi Zsuzsa, Csere Ágnes, Anna Polony, Földi Teri, Jan Nowicki, Oszter Sándor                                                                                          | -               |
| Nyom nélkül          | Fábry Péter        | 83 p, szí. krimi                                    | Cseh Tamás, Székely B. Miklós, Eperjes Károly, Hunyadkürti István, Szacsvay László, Bezerédi Zoltán                                                                         | -               |
| Panelkapcsolat       | Tarr Béla          | 102 p, ff.                                          | Koltai Róbert, Pogány Judit, Ambrus Kyri, Sothó Józsefné, Udvarhelyi András                                                                                                 | -               |
| A pártfogolt         | Schiffer Pál       | 102 p, ff. doku                                     | Kitka János, Török Ferenc, Kitka Csaba | -               |
| Pócspetri            | Ember Judit        | 108 p. ff. doku                                     | | -               |
| A remény joga        | Kézdi-Kovács Zsolt | 99 p, szí.                                          | Varga Vilmos, Bánsági Ildikó, Marija Liisa Turkka, Gunar Peterson, Dörner György                                                                                            | -               |
| Rohanj velem!        | Markos Miklós      | 95 p, szí.                                          | Jámbor Árpád, Töreky Zsuzsa, Koncz Gábor, Káldy Nóra, Pásztor Erzsi, Szany János                                                                                            | -               |
| Suli-buli            | Varsányi Ferenc    | 81 p. szí. vígj.                                    | Altorjay Emese, Gaál Orsolya, Kozák Zoltán, Nagy Tihamér | -               |
| Társkeresés No. 1463 | Mihályfi Imre      | 73 p.                                               | Páger Antal, Dajka Margit, Czinkóczi Zsuzsa, Csákányi László, Csákányi Eszter                                                                                               | -               |
| Tegnapelőtt          | Bacsó Péter        | 112 p, szí.                                         | Igó Éva, Nemcsák Károly, Tóth Tamás, Dörner György, Halmágyi Sándor, Moór Marianna                                                                                          | -               |
| A tücsök hegedűje    | Balogh Géza        | 58 p. szí. bábf.                                    | | -               |
| Viadukt              | Simó Sándor        | 96 p, szí. dráma                                    | Michael Sarrazin, Towje Kleiner, Herlinde Latzko, Bács Ferenc, Hetényi Pál, Constanze Engelbrecht                                                                           | -               |
| Vőlegény             | Vámos László       | 86 p, szí. dráma                                    | Esztergályos Cecília, Agárdy Gábor, Psota Irén, Tahi-Tóth László, Schütz Ila, Pregitzer Fruzsina                                                                            | -               |
| Vörös föld           | Vitézy László      | 100 p, szí. dokumentarista játékf.                  | Németh Imre, Németh Imréné, Gádori Vilmos, Fekete András, Nagy Zoltán, Szepeshegyi István, Skublics György, Toronyi Kálmán                                                  | -               |
| Zizi                 | Janisch Attila     | rövidf.                                             | | -               |
| Sok húron pendülnek  | Almási Tamás       | dokumentumfilm                                      | |                 |

### 1983
| Cím                           | Rendező                       | Megjegyzés                             | Szereplők                                                                                              | DVD             |
| ----------------------------- | ----------------------------- | -------------------------------------- | --- | --------------- |
| Átváltozás I–II.              | Szalai Györgyi, Dárday István | 285 perc, színes                       | dr. Jáky Miklós, Csordás Gábor, Tamás Amaryllis, Rimóczi Márta, Bósa Tibor                             | -               |
| Boszorkányszombat             | Rózsa János                   | 90 p., szí.                            | Udvaros Dorottya, Páger Antal, Kamondy Imre, Eszenyi Enikő, Koltai Róbert                              | -               |
| A csoda vége                  | Vészi János                   | 88 p., szí.                            | Dana Medrická, Olsavszky Éva, Tolnay Klári, Major Tamás, Vlasta Fabionová, Komlós Juci                 | -               |
| Daliás idők                   | Gémes József                  | 79 p. rajzf.                           | | -               |
| Délibábok országa             | Mészáros Márta                | 88 p, ff.                              | Jan Nowicki, Rajhona Ádám, Marek Kondrat, Szakácsi Sándor, Torday Teri                                 | -               |
| Együttélés                    | Gyarmathy Lívia               | doku                                   | | -               |
| Elveszett illúziók            | Gazdag Gyula                  | 103 p, szí.                            | Máté Gábor, Udvaros Dorottya, Básti Juli, Sinkó László, Bessenyei Ferenc, Robert East                  | -               |
| Eszkimó asszony fázik         | Xantus János                  | 117 p, szí.                            | Méhes Marietta, Bogusław Linda, Lukáts Andor, Szakácsi Sándor, Kállai Ilona                            | Megjelent DVD-n |
| Ez zárkozott ügy (I. rész)    | Erdélyi János, Zsigmond Dezső | I. + II.(1988) rész: 120 p,, ff. doku. | | -               |
| Ex-kódex                      | Müller Péter Iván             | 90 p, szí. doku                        | | -               |
| Felhőjáték                    | Maár Gyula                    | 94 p, szí.                             | Jiří Menzel Tolnai Miklós Hana Maciuchova Jiři Adamira Esztergályos Cecília                            | -               |
| Guernica                      | Kósa Ferenc                   | 112 p, szí.                            | Szilágyi Tibor                                                                                         | -               |
| Gyertek el a névnapomra       | Fábri Zoltán                  | 124 p, szí.                            | Mádi Szabó Gábor, Piros Ildikó, Bujtor István, Kállai Ferenc, Inke László, Sinkó László, Haumann Péter | -               |
| Háry János                    | Richly Zsolt                  | 62 p. rajzf.                           | | -               |
| Hanyatt-homlok                | Révész György                 | 82 p, szí.                             | Kern András, Tarján Györgyi, Bánky Zsuzsa, Mensáros László, Major Tamás                                | -               |
| Hatásvadászok                 | Szurdi Miklós                 | 97 p, szí.                             | Linka György, Eszenyi Enikő, Szakácsi Sándor, Udvaros Dorottya, Végvári Tamás, Töreky Zsuzsa           | -               |
| Házasság szabadnappal         | Mészáros Gyula                | 93 p, szí.                             | Moór Marianna, Balázsovits Lajos, Götz Anna, Bánsági Ildikó, Schütz Ila                                | -               |
| Hosszú vágta                  | Gábor Pál                     | 100 p. szí.                            | John Savage, Kelly Reno, Mensáros László, Bács Ferenc, Sárközi Zoltán                                  | -               |
| Hófehér                       | Nepp József                   | 98 p. rajzf.                           | | -               |
| Jób lázadása                  | Gyöngyössy Imre, Kabay Barna  | 105 p, szí.                            | Zenthe Ferenc, Temessy Hédi, Fehér Gábor, Rudolf Péter, Leticia Cano                                   | Megjelent DVD-n |
| Klapka légió                  | Hajdufy Miklós                | 110 p, ff. TV                          | ordy Géza, Végvári Tamás, Horváth Sándor, Koltay János, Törőcsik Mari, Mensáros László                 | -               |
| Könnyű testi sértés           | Szomjas György                | 91 p, ff./szí.                         | Erdős Mariann, Eperjes Károly, Andorai Péter, Ábrahám Edit, Bikácsy Gergely                            | -               |
| Kutya éji dala                | Bódy Gábor                    | 150 p, szí.                            | Bódy Gábor, Fekete András, Méhes Marietta, Derzsi János, Grandpierre Attila, Gubala Zsolt              | -               |
| Mária-nap                     | Elek Judit                    | 115 p, szí.                            | Handel Edit, Igó Éva, Szabó Sándor, Fodor Tamás, Csiszár Imre                                          | -               |
| A másik part                  | Janisch Attila                | rövidf.                                | | -               |
| Mennyei seregek               | Kardos Ferenc                 | 86 p, szí.                             | Fülöp Viktor, Éva Ras, Páger Antal, Zsótér Sándor, Dzsoko Roszics                                      | -               |
| Mérgezett idill               | Bonta Zoltán                  |                                        | | -               |
| A Pronuma boyok története     | Szirtes András                | 90 p. ff. doku                         | | -               |
| Reggelire legjobb a puliszka  | Vadkerty Tibor                | 31 p. mesef.                           | Zenthe Ferenc, Szegedi Erika, Kocsis Judit, Kánya Kata, Nyertes Zsuzsa, Rudolf Péter                   | -               |
| Reumavalcer                   | Bohák György                  | TV-f.                                  | Tolnay Klári                                                                                           | -               |
| Sértés                        | Bacsó Péter                   | 94 p, szí.                             | Tordi Géza, Molnár Piroska, Kállay Ilona, Vajda László, Szatmári István, Suka Sándor                   | -               |
| Szegény Dzsoni és Árnika      | Sólyom András                 | 90 p, szí.                             | Nyertes Zsuzsa, Puskás Tamás, Törőcsik Mari, Bujtor István, Balázsovits Lajos                          | -               |
| Szent Kristóf kápolnája       | Nemere László                 | 103 p. TV-f.                           | Páger Antal, Bodnár Erika, Gobbi Hilda, Temessy Hédi, Bács Ferenc, Bitskey Tibor                       | -               |
| Szerencsés Dániel             | Sándor Pál                    | 89 p, szí. dráma                       | Rudolf Péter, Zsótér Sándor, Szerb Katalin, Margitai Ági, Garas Dezső, Major Tamás                     | Megjelent DVD-n |
| Szeretők                      | Kovács András                 | 90 p, szí.                             | Kiss Mari, Cserhalmi György, Reviczky Gábor, Tábori Nóra, Bálint András                                | -               |
| Talpra, Győző!                | Szörény Rezső                 | 85 p, szí.                             | Helyey László, Vajda László, Bodnár Erika, Temessy Hédi, Almási Éva                                    | -               |
| Te rongyos élet               | Bacsó Péter                   | 111 p, szí.                            | Udvaros Dorottya, Szacsvay László, Bezerédi Zoltán, Rubold Ödön, Kern András                           | Megjelent DVD-n |
| Tizenhat város tizenhat lánya | Katkics Ilona                 | 70 p, szí.                             | Dzsoko Roszics, Juhász Jácint, Temessy Hédi, Horváth Sándor, Lengyel Zsuzsa, Tyll Attila               | -               |
| Tündérváros                   | Bonta Zoltán                  |                                        | | -               |
| Vérszerződés                  | Dobray György                 | 78 p, szí. dráma                       | Bubik István, Epres Attila, Dégi István                                                                | -               |
| Visszaesők                    | Kézdi-Kovács Zsolt            | 88 p, szí.                             | Monori Lili, Székely B. Miklós, Horváth József, Törőcsik Mari, Bánffy György                           | -               |
| Vízipók-csodapók              | Szabó Szabolcs                | 75 p. rajzf.                           | | -               |
| Kölyköd voltam                | Almási Tamás                  | 67 p. dokumentumfilm                   | Pataky Attila                                                                                          | -               |

### 1984
| Cím                         | Rendező           | Megjegyzés               | Szereplők | DVD             |
| --------------------------- | ----------------- | ------------------------ | --- | --------------- |
| Ah, Amerika!                | Orosz István      |                          | | -               |
| Angyali üdvözlet            | Jeles András      | 95 p, szí. dráma         | Bocsor Péter, Mérő Júlia, Gyalog Eszter, Lukáts Andor                                                               | -               |
| Elcserélt szerelem          | Szalkai Sándor    | 83 p, szí.               | Avar István, Moór Marianna, ifj. Pathó István, Tordy Géza, Janisch Éva, Görbe Nóra                                  | -               |
| Az élet muzsikája           | Palásthy György   | 106 p, szí. (orosz kop.) | Huszti Péter, Piros Ildikó, Eszenyi Enikő, Kállay Ilona, Szabó Sándor                                               | -               |
| Escorial                    | Szász János       |                          | | -               |
| Eszmélés                    | Grunwalsky Ferenc | 100 p, szí. dráma        | Ujlaki Dénes, Jan Nowicki, Eperjes Károly, Andorai Péter, Cserhalmi György, Bán János                               | -               |
| Higgyetek nekem!            | Mihályfy László   | 80 p, szí.               | | -               |
| István, a király            | Koltay Gábor      | 102 p, szí.              | Pelsőczy László, Vikidál Gyula, Berek Kati, Kovács Ottilia, Sára Bernadett, Victor Máté, Nagy Feró, Deák Bill Gyula | Megjelent DVD-n |
| Kismaszat és a Gézengúzok   | Markos Miklós     | 72 p. ifjúsági f.        | Ságodi Bence, Bodrogi Gyula, Jávor Zsófi, Pálok Sándor, Maronka Csilla, Schlanger András                            | -               |
| Legyél te is Bonca!         | Katkics Ilona     | 70 p, ifjúsági f.        | Páger Antal, Bujtor István, Léner András, Mohor Balázs, Farkas Zsuzsa, Ullmann Mónika                               | Megjelent DVD-n |
| Az óriás (1984)             | Szántó Erika      | 78 p, szí.               | Bubik István, Pap Vera, Dörner György, Meszléry Judit, Bodnár Erika                                                 | -               |
| Őszi almanach               | Tarr Béla         | 115 p, szí. dráma        | Temessy Hédi, Székely B. Miklós, Derzsi János, Bodnár Erika, Hetényi Pál                                            | -               |
| Redl ezredes I–II.          | Szabó István      | 167 p, szí.              | Klaus-Maria Brandauer, Hans Christian Blech, Armin Mueller-Stahl, Gudrun Landgrebe, Jan Niklas, Mensáros László     | -               |
| Szaffi                      | Dargay Attila     | 77 p. rajzf.             | Kern András, Pogány Judit, Gobbi Hilda                                                                              | Megjelent DVD-n |
| Sortűz egy fekete bivalyért | Szabó László      | 98 p, szí.               | Jean-Louis Trintignant, Jean Rochefort, Fanny Cottencon, Kállai Ferenc, Bujtor István, Kovács Nóra                  | -               |
| Szirmok, virágok, koszorúk  | Lugossy László    | 102 p, szí. dráma        | Cserhalmi György, Malcsiner Péter, Grazyna Szapolowska, Boguslaw Linda, Őze Lajos                                   | -               |
| Uramisten                   | Gárdos Péter      | 90 p, szí.               | Feleki Kamill, Dörner György, Eperjes Károly, Garas Dezső, Tábori Nóra, Ujlaki Dénes                                | Megjelent DVD-n |
| Veszett kutyák              | Vajda Péter       |                          | | -               |
| A vörös grófnő I.-II.       | Kovács András     | 145 p, szí. dráma        | Básti Juli, Bács Ferenc, Kállai Ferenc, Temessy Hédi, Tolnay Klári, Molnár Ildikó, Tóth Éva                         | -               |
| Amphitryon                  | Almási Tamás      | 75 p.                    | | -               |

### 1985
| Cím                              | Rendező                      | Megjegyzés                | Szereplők                                                                                          | DVD             |
| -------------------------------- | ---------------------------- | ------------------------- | -------------------------------------------------------------------------------------------------- | --------------- |
| Álmodik az állatkert             | Kollányi Ágoston             | 75 p, szí. ism.terj.      | Alapi Gergely, Garas Dezső                                                                         | -               |
| Álombrigád                       | Jeles András                 | 107 p.                    | Rátonyi Róbert, Szirtes Ádám, Patai István, Láng Tibor, Ambrus András                              | -               |
| Banánhéjkeringő                  | Bacsó Péter                  | 108 p, szí.               | Dés Mihály, Udvaros Dorottya, Básti Juli, Garas Dezső, Tordai Teri                                 | Megjelent DVD-n |
| Bábolna                          | Sára Sándor                  | doku                      | | -               |
| Csak egy mozi                    | Sándor Pál                   | 89 p, szí.                | Jean-Pierre Léaud, Major Tamás, Gisela May, Denissa Kucerová, Garas Dezső                          | -               |
| Egészséges erotika               | Tímár Péter                  | 95 p, ff.                 | Rajhona Ádám, Koltai Róbert, Haumann Péter, Kristóf Kata, Németh Judit, Mikó István                | Megjelent DVD-n |
| Egy kicsit én, egy kicsit te     | Gyarmathy Lívia              | 87 p, szí.                | Esztergályos Cecília, Lukáts Andor, Tüth Ildikó, Őze Lajos, Tóth József                            | -               |
| Első kétszáz évem                | Maár Gyula                   | 99 p, szí.                | Bezerédi Zoltán, Garas Dezső, Kubik Anna, Törőcsik Mari, Major Tamás, Benkő Gyula                  | -               |
| Az eltüsszentett birodalom       | Madaras József               | 70 p. szí. családi        | | -               |
| Az elvarázsolt dollár            | Bujtor István                | 86 p, szí., vígj          | Bujtor István, Kern András, Kristály Barbara, Kozák László, Avar István, Derzsi János              | Megjelent DVD-n |
| Embriók                          | Zolnay Pál                   | 91 p, szí.                | Gaál Erzsébet, Hastz Sándor, Jordán Tamás, Lázár Kati, Romhányi György                             | -               |
| Eszterlánc                       | Péterffy András              | 82 p,                     | Deres Henrietta, Bánsági Ildikó, Kenderesi Tibor, Bordán Irén, Vajda László                        | -               |
| Falfúró                          | Szomjas György               | 100 p, szí. szatíra       | Bán János, Szirtes Ági, Fatler Renáta, Andorai Péter, Tóth Éva, Ujlaki Dénes                       | Megjelent DVD-n |
| Gyerekrablás a Palánk utcában    | Mihályfy Sándor              | 89 p, szí. ifjúsági vígj. | Bánsági Ildikó, Székhelyi József, Léner András, Koltai Róbert, Nehrebeczky Eszter, Rajhona Ádám    | -               |
| Hány az óra, Vekker úr?          | Bacsó Péter                  | 93 p, szí. dráma          | Jordán Tamás, Kállai Ferenc, Malis György, Bánsági Ildikó, Hegyi Barbara                           | -               |
| Hülyeség nem akadály             | Xantus János                 | 87 p, szí. vígj.          | Lukáts Andor, Jadwiga Jankowska-Cieslak, Koltai Róbert, Máté Gábor, Csákányi Eszter, Tóth Barnabás | -               |
| Idő van                          | Gothár Péter                 | 101 p, szí. dráma         | Zala Márk, Lázár Kati, Bodrogi Gyula, Ruttkai Éva, Bitskey Tibor, Cseh Tamás, Almási Éva           | Megjelent DVD-n |
| Játszani kell (Lily in Love)     | Makk Károly                  | 90 p, szí. vígj.          | Maggie Smith, Christopher Plummer, Adolf Green, Elke Sommer, Xantus János, Szabó Sándor            | -               |
| Képvadászok                      | Szurdi Miklós                | 84 p, szí. vígj.          | Andorai Péter, Végvári Tamás, Kern András, Hollósi Frigyes, Gáspár Sándor, Adrianna Biedrzynska    | -               |
| A Léderer-ügy                    | Szász János                  |                           | | -               |
| Lélegzetvisszafojtva             | Janisch Attila               | 59 p.                     | Andorai Péter, Bunda Zsolt, Forgács Kristóf, Kovács Lajos, Meszléry Judit, Petrik Béla             | -               |
| Megfelelő ember kényes feladatra | Kovácsi János                | 96 p, szí.                | Boguslaw Linda, Esko Saminen, Fehér Anna, Beata Tyszkiewicz, Zenthe Ferenc                         | -               |
| A nagy generáció                 | András Ferenc                | 109 p, szí.               | Cserhalmi György, Eperjes Károly, Kiss Mari, Koltai Róbert, Udvaros Dorottya, Hollósi Frigyes      | Megjelent DVD-n |
| A nagymama                       | Horváth Z. Gergely           | 77 p. TV-f.               | Dajka Margit, Varga Mária, Eperjes Károly, Bessenyei Ferenc, Spindler Béla, Götz Anna              | -               |
| Orpheusz és Eurydiké             | Gaál István                  | 90 p, szí. opera          | Téri Sándor, Eszenyi Enikő, Sebestyén Ákos, Kincses Veronika                                       | -               |
| A rejtőzködő                     | Kézdi-Kovács Zsolt           | 95 p, szí.                | | -               |
| Szerelem első vérig              | Dobray György                | 88 p, szí.                | Berencsi Attila, Szilágyi Mariann, Galambos Erzsi, Ujlaki Dénes, Jászai Joli                       | Megjelent DVD-n |
| A tanítványok                    | Bereményi Géza               | 103 p, szí.               | Eperjes Károly, Gelley Kornél, Rajhona Ádám, Cserhalmi György, Básti Juli, Eszenyi Enikő           | -               |
| Tavaszi kivégzés                 | Erdély Miklós                | 58 p.                     | | -               |
| Társasutazás                     | Gazdag Gyula                 | 75 p. doku                | | -               |
| Valaki figyel                    | Lányi András                 | 98 p, szí.                | Vallai Péter, Takács Katalin, Sinkó László, Engel Károly                                           | -               |
| Változó otthonunk                | Szomjas György               | doku                      | | -               |
| Városbújócska                    | Sós Mária                    | 95 p, szí.                | Másik János, Dörner György, Urbán Mariann, Földessy Margit, Koltai Róbert, Lakatos Gabriella       | -               |
| Yerma                            | Kabay Barna, Gyöngyössy Imre | 107 p, színes             | Mathieu Carrière, Gudrun Landgrebe, Kovács Titusz                                                  | -               |
| Budapesti kettős                 | Almási Tamás                 | dokumentumfilm            | | -               |

### 1986
| Cím                                                            | Rendező                       | Megjegyzés               | Szereplők                                                                                      | DVD             |
| -------------------------------------------------------------- | ----------------------------- | ------------------------ | ---------------------------------------------------------------------------------------------- | --------------- |
| Akli Miklós                                                    | Révész György                 | 95 p, szí. vígj.         | Hirtling István, Helyei László, Kovács István, Görög László, Benedek Miklós, Reviczky Gábor    | Megjelent DVD-n |
| Csók, Anyu                                                     | Rózsa János                   | 103 p, szí. dráma        | Koltai Róbert, Udvaros Dorottya, Lajtai Katalin, Gévai Simon, Bánsági Ildikó, Gáspár Sándor    | -               |
| Csongor és Tünde                                               | Zsurzs Éva                    | 81 p. szí. TV-f.         | Safranek Károly, Zsurzs Kati, Koncz Gábor, Pécsi Ildikó, Gobbi Hilda, Paudits Béla             | Megjelent DVD-n |
| Elysium                                                        | Szántó Erika                  | 105 p, szí. dráma        | Bács Ferenc, Nagy Zoltán, Klaus Abramowsky, Szilágyi Tibor, Ráckevei Anna                      | -               |
| Érzékeny búcsú a fejedelemtől                                  | Vitézy László                 | 105 p, szí.              |                                                                                                | -               |
| Gondviselés                                                    | Erdőss Pál                    | 93 p, szí. dráma         | Ozsda Erika, Döbrei Dénes, Madaras József, Ujlaki Dénes, Bezerédi Zoltán, Szabó Éva            | -               |
| Hajnali háztetők                                               | Dömölky János                 | 87 p, szí. dráma         | Andorai Péter, Cserhalmi György, Takács Katalin, Udvaros Dorottya, Dér Denissa, Eperjes Károly | -               |
| Jelölöm magam                                                  | Erdélyi János, Zsigmond Dezső | 75 p, szí. doku          | ?Boda János                                                                                    | -               |
| Laura                                                          | Böszörményi Géza              | 95 p, szí.               | Básti Juli, Dörner György, Zbigniew Zapasiewicz, Temessy Hédi, Puskás Tamás, Balázsovits Lajos | -               |
| Lenz                                                           | Szirtes András                | 99 p, szí. dráma         | Szirtes András, Mónus Klára, Pilát Károly, Milán Encián                                        | -               |
| Lutra                                                          | Hárs Mihály                   | ff. doku.                |                                                                                                | -               |
| Macskafogó                                                     | Ternovszky Béla               | rajzf.                   |                                                                                                | -               |
| Mami blú                                                       | Pajer Róbert                  | 68 p. szí. szatíra       | Bán János, Szacsvay László, Dörner György, Gáspár Sándor, Prókai Annamária, Gera Zoltán        | -               |
| A menyasszony gyönyörű volt                                    | Gábor Pál                     | 90 p, szí. (olasz kopr.) | Ángel Molina, Massimo Ghini, Marco Leonardi, Simona Cavallari, Stefania Sandrelli              | -               |
| Pontban hatkor                                                 | Tóth Lajos                    | 2 p. anim.               |                                                                                                | -               |
| Szamárköhögés                                                  | Gárdos Péter                  | 91 p, szí.               | Garas Dezső, Törőcsik Mari, Hernádi Judit, Tóth Marcell, Kárász Eszter, Eperjes Károly         | Megjelent DVD-n |
| UFO – Azonosítatlan repülő objektumok átváltozása szubjektummá | Szirtes András                | 20 p.                    |                                                                                                | -               |
| Vakvilágban                                                    | Gyarmathy Lívia               | 86 p, szí. dráma         | Lukáts Andor, Dörner György, Meszléry Judit, Szabó Lajos, Esztergályos Cecília, Sír Kati       | -               |
| Visszaszámlálás                                                | Erdőss Pál                    | 99 p, ff.                | Eperjes Károly, Ozsda Erika, Bezerédy Zoltán, Ujlaki Dénes, Dekleva Jenő                       | -               |
| Ballagás után                                                  | Almási Tamás                  | dokumentumfilm           |                                                                                                | -               |

### 1987
| Cím                             | Rendező             | Megjegyzés                                          | Szereplők                                                                                        | DVD             |
| ------------------------------- | ------------------- | --------------------------------------------------- | ------------------------------------------------------------------------------------------------ | --------------- |
| Doktor Minorka Vidor nagy napja | Sólyom András       | 75 p. mesef.                                        | Balogh Borbála, Margitai Ági, Tábori Nóra, Ujlaki Dénes, Hollósi Frigyes, Csákányi Eszter        | -               |
| Dráma a vadászaton              | Esztergályos Károly | 96 p. dráma                                         | Kováts Adél, Puskás Tamás, Gálffi László, Szirtes Ádám, T. Katona Ágnes, Holl Zsuzsa             | -               |
| Hol volt, hol nem volt...       | Gazdag Gyula        | 94 p, ff.                                           | Vermes Dávid, Frantisek Husák, Varga Mária, Csákányi Eszter, Trokán Péter, Tóth Szilvia          | -               |
| Hótreál                         | Szabó Ildikó        | 84 p, szí. dráma                                    | Berencsi Attila, Czakó Ildikó, Vincze Géza, Zsótér Sándor, Bajor Imre, Andresz Kati              | -               |
| Isten veletek, barátaim         | Simó Sándor         | 101 p, szí.                                         | Sinkó László, Esztergályos Cecília, Ronyecz Mária, Kari Györgyi, Horváth József, Hollósi Frigyes | -               |
| Keserves                        | Bonta Zoltán        |                                                     |                                                                                                  | -               |
| Kiáltás és kiáltás              | Kézdi-Kovács Zsolt  | 86 p, szí. dráma                                    | Jerzy Trela, Varga Mária, Ujlaki Dénes, Kádár Flóra, Andorai Péter, Molnár Piroska               | -               |
| Malom a pokolban                | Maár Gyula          | 106 p. szí.                                         | Funtek Frigyes, Garas Dezső, Ráckevei Anna, Moór Marianna                                        | -               |
| A másik ember                   | Kósa Ferenc         | 211 p, szí. dráma                                   | Bessenyey Ferenc, Eperjes Károly, Ráckevei Anna, Varga Zoltán, Bodor Johanna, Jakab Csaba        | -               |
| Miss Arizona                    | Sándor Pál          | 114 p, szí. dráma                                   | Marcello Mastroianni, Szabó Gyula, Hanna Schygulla, Varga Mária, Alessandra Martines, Fehér Anna | -               |
| Moziklip                        | Tímár Péter         | 75 p, szí. zenés f.                                 | Katona Klári, Komár László, Révész Sándor, Sárközi Anita, Varga Miklós, Demjén Ferenc            | -               |
| Napló szerelmeimnek             | Mészáros Márta      | 127 p, szí.                                         | Czinkóczi Zsuzsa, Anna Polony, Jan Nowicki, Irina Kuberskaya, Szemes Mari, Kútvölgyi Erzsébet    | -               |
| Rap levelek                     | Szirtes András      | 28 p. kísérleti f.                                  |                                                                                                  | -               |
| A sánta dervis                  | Ahadov, V.          | 100 p, szí. (Szovin-film kopr.)                     |                                                                                                  | -               |
| Sikoly                          | Kézdi-Kovács Zsolt  |                                                     |                                                                                                  | -               |
| Sír az út előttem I–IV.         | Sára Sándor         | ff. doku-sorozat                                    |                                                                                                  | -               |
| A snagovi gyerekek              | Ember Judit         | 95 p. doku                                          | Nagy Imre                                                                                        | -               |
| A szárnyas ügynök               | Sőth Sándor         | 78 p, ff. (Deutsche Film- u. Fernsehakademie kopr.) | Pajor Tamás, Kis Tamás László, Kerekes Vali, Beatrice Manowski, Pauer Gyula                      | -               |
| Szeleburdi vakáció              | Palásthy György     | 69 p, szí. ifjúsági vígj.                           | Benedek Miklós, Kiss Mari, Turay Ida, Zolnay Zsuzsa, Miklósy György, Tordai Teri, Balázs Péter   | -               |
| Szerelem második vérig          | Dobray György       | 86 p, szí.                                          | Berencsi Attila, Szilágyi Mariann, Epres Attila, Ujlaki Dénes, Jászai Joli                       | Megjelent DVD-n |
| Szépleányok                     | Dér András          | 90 p. doku                                          |                                                                                                  | -               |
| Szörnyek évadja                 | Jancsó Miklós       | 90 p,                                               | Madaras József, Cserhalmi György, Kállai Ferenc, Nyakó Júlia, Katarzyna Figura, Cserhalmi Erzsi  | -               |
| Tiszta Amerika                  | Gothár Péter        | 115 p, szí.                                         | Lukáts Andor, Szirtes Ádám, Bodnár Erika, Cserhalmi György, Trula Hoosier, Stafford Ashani       | Megjelent DVD-n |
| Tüske a köröm alatt             | Sára Sándor         | 92 p, szí. dráma                                    | Cserhalmi György, Ráckevei Anna, Reviczky Gábor, Szegedi Erika, Kenderesi Tibor, Koncz Gábor     | -               |
| Az utolsó kézirat               | Makk Károly         | 107 p, szí.                                         | Jozef Króner, Alexander Bardini, Nagy-Kálózy Eszter, Psota Irén, Váradi Hédi, Both Béla          | -               |
| Valahol Magyarországon          | Kovács András       | 94 p, szí. dráma                                    | Blaskó Péter, Csiszár Imre, Szemes Mari, Kubik Anna, Fonyó István, Mádi Szabó Gábor              | -               |
| Videoplus                       | Bonta Zoltán        | rövidf.                                             |                                                                                                  | -               |
| Zuhanás közben                  | Tolmár Tamás        | 116 p, szí.                                         | Kaszás Attila, Pogány Judit, Rudolf Péter, Hársing Hilda, Kováts Adél                            | -               |
| Teho-napló                      | Almási Tamás        | dokumentumfilm                                      |                                                                                                  | -               |
| Szorításban                     | Almási Tamás        | 94 p. dokumentumfilm                                |                                                                                                  | -               |

### 1988
| Cím                                                | Rendező                       | Megjegyzés               | Szereplők | DVD             |
| -------------------------------------------------- | ----------------------------- | ------------------------ | --- | --------------- |
| Álombalzsam                                        | Lukáts Andor                  |                          | | -               |
| Cirkusz a holdon                                   | Kabay Barna                   |                          | | -               |
| Csere Rudi                                         | Fejér Tamás                   | 59 p. ifjúsági f.        | Mátyássy Szabolcs, Dragonya András, Epres Attila, Cseke Péter, Töreky Zsuzsa, Horkai János                       | -               |
| A dokumentátor I–II.                               | Dárday István, Szalai Györgyi | 215 p, szí./ff.          | Dés Mihály, Pászti Lilla, Ágoston János, Altorjay Gábor, Ács Miklós, Gáspár Bernadett                            | -               |
| Dunaszaurusz                                       | Csillag Ádám                  | 87 p. doku               | | -               |
| Egy teljes nap                                     | Grunwalsky Ferenc             | 86 p, szí. dráma         | Nemcsák Károly, Fék Erika, Gáspár Sándor, Andorai Péter                                                          | -               |
| Éhes ingovány                                      | Ács Miklós                    | 86 p, szí. dráma         | Ács Miklós, Rinyu Andrea                                                                                         | -               |
| Eldorádó                                           | Bereményi Géza                | 104 p, szí.              | Eperjes Károly, Pogány Judit, Andorai Péter, Balkay Géza, Basa István, Bata János                                | Megjelent DVD-n |
| Az erdő kapitánya                                  | Dargay Attila                 | 70 p., rajzf.            | Csákányi László, Gálvölgyi János, Székhelyi József                                                               | Megjelent DVD-n |
| Ez zárkozott ügy                                   | Erdélyi János, Zsigmond Dezső | 120 p. (I+II.), ff. doku | | -               |
| Faludy György, költő                               | Böszörményi Géza              | 80 p. doku               | Faludy György | -               |
| Hanussen                                           | Szabó István                  | 108 p, szí.              | Klaus-Maria Brandauer, Erland Josephson, Bánsági Ildikó, Walter Schmidinger, Eperjes Károly, Grażyna Szapolowska | -               |
| Ismeretlen ismerős                                 | Rózsa János                   | 104 p, szí.              | Halász Judit, Eperjes Károly, Szabó Dani, Garas Dezső, Bodnár Erika, Olsavszky Éva                               | Megjelent DVD-n |
| Jézus Krisztus horoszkópja                         | Jancsó Miklós                 | 94 p, szí. dráma         | Básti Juli, Cserhalmi György, Bánsági Ildikó, Udvaros Dorottya, Bálint András, Kozák András                      | -               |
| Kárhozat                                           | Tarr Béla                     | 116 p, ff. dráma         | Székely B. Miklós, Kerekes Vali, Cserhalmi György, Pauer Gyula, Temessy Hédi                                     | Megjelent DVD-n |
| Küldetés Evianba                                   | Szántó Erika                  | 93 p, szí.               | Klaus Abramowsky, Ráckevei Anna, Venczel Vera, Hollósi Frigyes, Nagy Anna, Haumann Péter                         | -               |
| Mr. Universe                                       | Szomjas György                | 98 p, szí. szatíra       | Mickey Hargitay, George Pinter, Szabó László, Kathleen Gati, Balogh András, Mariska Hargitay                     | -               |
| Nyitott ablak                                      | Bednai Nándor, Bodrogi Gyula  | 82 p, szí. vígj.         | Kabos Laszlo, Bodrogi Gyula, Csákanyi Laszlo, Csala Zsuzsa, Schubert Eva, Nyertes Zsuzsa                         | -               |
| Piroska és a farkas                                | Mészáros Márta                | 98 p, szí. mesef.        | Pamela Collyer, Fanny Lausier, Makay Margit, Tordai Teri, Jan Nowicki, Vermes Dávid                              | -               |
| Rocktérítő                                         | Xantus János                  | 101 p, szí.              | Pajor Tamás, Urbán Mariann, Bojli László, Pauer Henrik, Vácz Adalbert, Molnár Ildikó                             | -               |
| Soha, sehol, senkinek                              | Téglásy Ferenc                | 90 p, szí. dráma         | Kozák András, Jolanta, Grusznic, Temessy Hédi, Eperjes Károly, Antal Tamás, Kun Vilmos                           | -               |
| Tanmesék a szexről                                 | Siklósi Szilveszter           | 90 p, szí.               | Eszenyi Enikő, Rudolf Péter, Bán János, Rajhona Ádám, Turay Ida                                                  | -               |
| Titánia, Titánia, avagy a dublőrök éjszakája I–II. | Bacsó Péter                   | 135 p, szí.              | Bodrogi Gyula, Udvaros Dorottya, Igó Éva, Kiss Andrea, Kaszás Attila                                             | -               |
| Az új földesúr                                     | Lányi András                  | 114 p. dráma             | Sinkovits Imre, Für Anikó, Szarvas József, Sinkó László, Hegedüs D. Géza, Takács Katalin                         | -               |
| Utóirat                                            | Szász János                   | 30 p. zenés f.           | | -               |
| Vadon                                              | András Ferenc                 | 127 p, szí.              | Reviczky Gábor, Oszter Sándor, Kovács Lajos, Hegyi Barbara, Galkó Balázs, Maria Gladkowska                       | -               |
| Vonatút                                            | Erdély Miklós                 | kísérleti f.             | | -               |
| Zafír                                              | Pacskovszky József            | 15 p.                    | Györgyi Anna, Bertók Lajos                                                                                       | -               |
| Az első száz év                                    | Almási Tamás                  | dokumentumfilm           | | -               |

### 1989
| Cím                                                      | Rendező                      | Megjegyzés        | Szereplők                                                                                              | DVD             |
| -------------------------------------------------------- | ---------------------------- | ----------------- | --- | --------------- |
| Aszex                                                    | Hartal László                | 95 p.             | Staller Ilona, Fogarasi István, Beke László, Ambrus Mecedes, Lantos Mercedes, Behán Mária              | -               |
| Béketárgyalás, avagy az évszázad csütörtökig tart        | Balogh Zsolt                 | 89 p. szí. TV-f.  | Marozsán Erika, Piri Béla, Lukács Margit, Lázár Kati, Bán János, Végvári Tamás                         | -               |
| Éjszaka                                                  | Gaál István                  | dráma             | Tolnai Miklós, Papp Zoltán, Rátóti Zoltán, Nagy Attila, Almási Albert                                  | -               |
| Emlékezés az emberre                                     | Jelenczki István             | 36 p.             | | -               |
| Az én XX. századom                                       | Enyedi Ildikó                | 102 p, ff.        | Dorotha Segda, Oleg Jankovszkij, Paulus Manker, Andorai Péter, Máté Gábor, Czvetkó Sándor              | Megjelent DVD-n |
| Erdély aranykora                                         | Horváth Z. Gergely           |                   | Roman Wilhelmi, Tordy Géza, Marek Walczewski, Bánsági Ildikó, Henryk Machalica, Varga Mária            | -               |
| Az erősebb                                               | Máté Gábor                   |                   | | -               |
| Eszterkönyv                                              | Deák Krisztina               | 84 p, szí. dráma  | Nagy-Kálózy Eszter, Bálint András, Eperjes Károly, Can Togay, Törőcsik Mari, Eszenyi Enikő             | -               |
| Forradalom után                                          | Szirtes András               | 88 p, szí.        | Wright Io, Gémesi Dixi János, Michael Mehlmann, Rebeca Wright, Peter Berg                              | -               |
| Hagyjátok Robinsont!                                     | Tímár Péter                  | 87 p, szí. vígj.  | Mikó István, Milagros Morales, Garas Dezső, Miguel Navarro, Marina Bocalandro, Max Álverez             | -               |
| A halálraítélt                                           | Zsombolyai János             | 88 p, szí. dráma  | Malcsiner Péter, Máté Gábor, Hegyi Barbara, Bubik István, Fonyó József                                 | -               |
| A hecc                                                   | Gárdos Péter                 | 89 p, szí.        | Reviczky Gábor, Armin Mueller-Stahl, Udvaros Dorottya, Garas Dezső, Eszenyi Enikő, Andorai Péter       | -               |
| „Hol zsarnokság van” (Egy bíró visszaemlékezései)        | Gyarmathy Lívia              | 75 p, szí. doku   | dr. Sárközy Endre bíró                                                                                 | -               |
| Iskolakerülők                                            | Kardos Ferenc                | 89 p, szí. dráma  | Eperjes Károly, Udvaros Dorottya, Madarász Ákos, Kisfalussy Bálint, Székely B. Miklós, Csákányi Eszter | -               |
| Kicsi, de nagyon erős                                    | Grunwalsky Ferenc            | 113 p, szí. dráma | Gáspár Sándor, Bán János, Mucsi Zoltán, Csere Ágnes, Cserhalmi Erzsébet                                | -               |
| Könnyű vér                                               | Szomjas György               | 83 p, szí.        | Kiwán Margó, Deim Ildikó, Derzsi János, Andorai Péter, Körtvélyessy Zsolt                              | -               |
| A legényanya                                             | Garas Dezső                  | 75 p, ff. vígj.   | Eperjes Károly, Pogány Judit, Garas Dezső, Kállai Ferenc, Eszenyi Enikő, Kibédi Ervin                  | Megjelent DVD-n |
| Mielőtt befejezi röptét a denevér                        | Tímár Péter                  | 94 p, szí. dráma  | Máté Gábor, Csontos Róbert, Bodnár Erika, Garas Dezső, Winkler Nóra                                    | -               |
| Napló apámnak, anyámnak                                  | Mészáros Márta               | 110 p.            | Czinkóczi Zsuzsa, Jan Nowicki, Bánsági Ildikó, Anna Polony                                             | -               |
| Potyautasok                                              | Sőth Sándor                  | 95 p, szí.        | Laura Favali, Karl Tessler, Luke Mullaney Jan Nowicki, Boguslaw Linda, Koltai Róbert                   | -               |
| Recsk 1950–1953, egy titkos kényszermunkatábor története | Böszörményi Géza             | ff./szí. doku     | egykori recski elítéltek és ÁVH-sok                                                                    | -               |
| Rudolfió                                                 | Gózon Francisco              |                   | | -               |
| Stubborn Dreams                                          | Szobolits Béla               |                   | | -               |
| Sárkány és papucs                                        | Hernádi Tibor, Dargay Attila | 68 p. rajzf.      | | Megjelent DVD-n |
| Tutajosok                                                | Elek Judit                   | 147 p. dráma      | Hetényi Pál, Stohl András, Gáspár Sándor, Franciszek Pieczka, Fodor Tamás, Koltai Róbert               | -               |
| Túsztörténet                                             | Gazdag Gyula                 | 107 p.            | Berencsi Attila, Svidrony Gábor, Zbigniew Zapasiewicz, Bitskey Tibor, Pogány Judit, Rubold Ödön        | -               |
| Vili, a veréb                                            | Gémes József                 | 76 p. rajzf.      | Igaz Levente, Tolnay Klári, Székhelyi József                                                           | -               |
| Lassítás                                                 | Almási Tamás                 | dokumentumfilm    | | -               |